# Djerba
Vous lisez un « article de qualité » labellisé en 2011.
Pour l'espèce de Star Wars, voir jerba.
Djerba, parfois orthographiée Jerba (arabe : جربة  /ˈʒɪ̈rbɜ̝/), est une île de la mer Méditerranée d'une superficie de 514 km2 (25 kilomètres sur 20 et un littoral de 150 kilomètres) et située à l'est de la côte orientale tunisienne. Plus grande île des côtes d'Afrique du Nord, localisée au sud-est du golfe de Gabès qu'elle borde par ses côtes orientales et septentrionales, Djerba ferme au sud le golfe de Boughrara. Sa principale ville, Houmt Souk, rassemble à elle seule 42 992 des 163 726 Djerbiens.
Anciennement appelée Gerbi ou Zerbi, l'île aurait été traversée par Ulysse. Les Carthaginois y fondent plusieurs comptoirs, les Romains y construisent plusieurs villes et y développent l'agriculture et le commerce portuaire. Passée successivement sous domination vandale, byzantine, arabe, ottomane, puis française, Djerba est devenue depuis les années 1960 une destination touristique populaire. Elle demeure marquée à la fois par la persistance de l'un des derniers parlers berbères tunisiens, le tamazight de Djerba, l'adhésion à l'ibadisme d'une partie de sa population musulmane et la présence d'une importante communauté juive dont la tradition fait remonter la venue à la destruction du Temple de Salomon par l'empereur Nabuchodonosor II en 586 av. J.-C.
L'île est reliée au continent, au sud-ouest par un bac qui conduit d'Ajim à Jorf et au sud-est par une voie de sept kilomètres, dont la première construction remonterait à la fin du IIIe siècle av. J.-C., entre la localité d'El Kantara et la péninsule de Zarzis.

## Toponymie
Djerba est connue depuis l'Antiquité par la tradition qui fait d'elle l'île des Lotophages décrite dans l'Odyssée d'Homère, ce qui lui vaut d'être souvent appelée Lotophagitis (du grec ancien Λωτοφαγῖτις ou Λωτοφάγων νῆσος).

Selon l'historien et géographe Salah-Eddine Tlatli, jusqu'au IIIe siècle l'île a eu plusieurs noms : le Périple du Pseudo-Scylax la nomme Brachion (Βραχείων) ou « Île des hauts-fonds », Hérodote Phlâ, Polybe, Théophraste et tous les auteurs latins Meninx (Μῆνιγξ). On l'a aussi surnommée l'« île des Lotophages », selon une tradition qui remonte au moins à Ératosthène. En ce qui concerne son nom actuel, Salah-Eddine Tlatli avance l'explication suivante : 
« C'est vers la fin de la période romaine qu'on rencontre pour la première fois le nom de Gerba ou Girba, donné à une ville située sur l'emplacement actuel de Houmt Souk (capitale de l'île). Auparavant, au IIe siècle apr. J.-C., Ptolémée avait déjà mentionné le nom de Gerra, sans doute lapsus calami de Gerba. C'est en fait Aurelius Victor qui le premier parle de Girba lorsqu'il nous apprend que cette ville a eu l'honneur de donner le jour à deux empereurs romains. Jusque-là, l'île avait connu bien d'autres noms au cours de l'Antiquité. »
Le nom véritable de l'île, connu des Grecs depuis Ératosthène, qui s'était intéressé à elle à cause du périple d'Ulysse, est Méninx ou Ménis, un nom sans doute d'origine libyco-berbère, qui est aussi celui de l'une de ses villes principales, située près d'El Kantara, où une chaussée romaine reliait l'île au continent, barrant l'entrée dans le golfe de Boughrara.

## Géographie

### Site

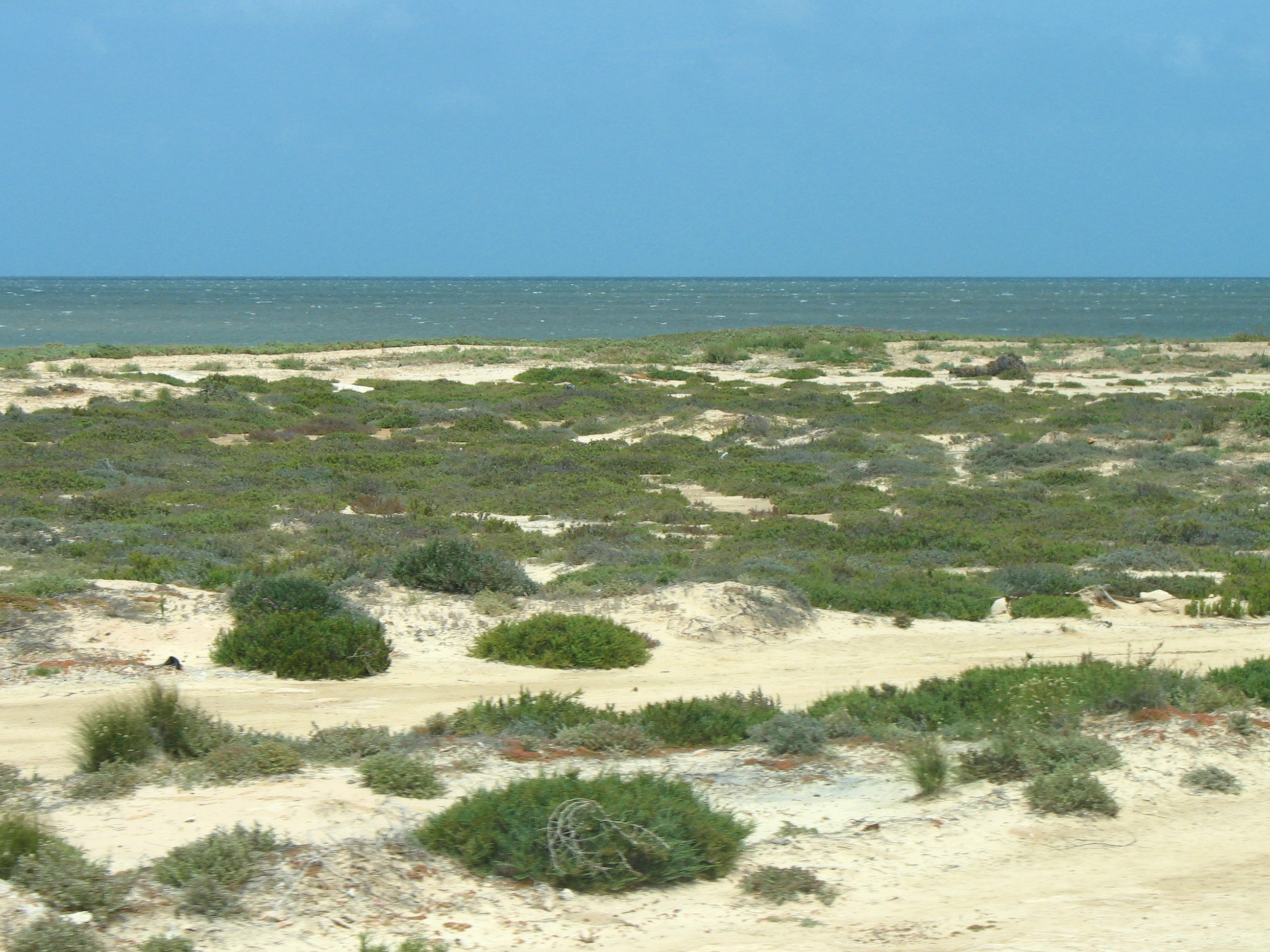
Côte méridionale de l'île.

L'île, qui dépend administrativement du gouvernorat de Médenine, est située par la route à environ 500 kilomètres de Tunis (contre environ 330 kilomètres à vol d'oiseau) et à plus de 100 kilomètres de Gabès.
De part et d'autre, deux avancées du continent rapprochent Jorf d'Ajim à l'ouest et Zarzis d'El Kantara à l'est. Vers le large, l'extension de la plage de Mezraya (Sidi Mahrez) forme une presqu'île, Ras R'mal, qui est l'un des sites touristiques importants de l'île. La superficie de l'île est voisine de 514 km2. Vue par image satellite, elle présente la forme d'une molaire géante avec ses trois racines : les péninsules d'Ajim, de Ras Terbella et de Bine El Oudiane ; sa plus grande longueur est de 29,5 kilomètres et sa plus grande largeur de 29 kilomètres. Ses côtes, qui s'étendent sur 125 kilomètres, présentent un tracé très irrégulier. Les trois péninsules marquent les points les plus rapprochés du continent dont l'île est séparée par le canal d'Ajim, large de deux kilomètres, et celui d'El Kantara, large de six kilomètres. Le canal d'Ajim accueille deux îlots appelés Elgataia Kbira et Elgataia Sghira.

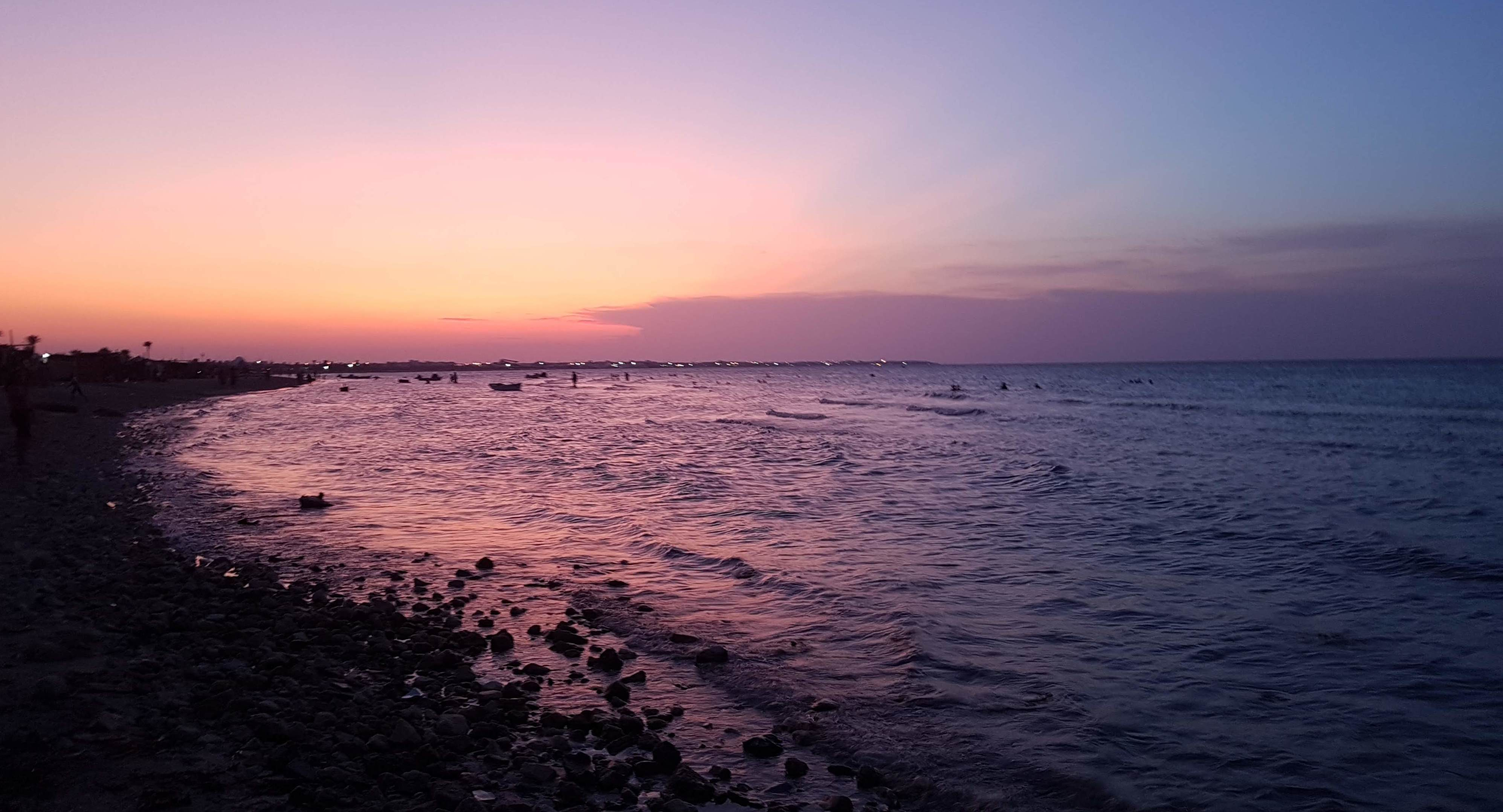
Plage sur l'île de Djerba.

Jadis rattachée au continent, Djerba s'apparente beaucoup par la régularité de sa topographie et de sa structure géologique au relief tabulaire qui marque le littoral méridional de la Tunisie. L'île est plate, l'altitude moyenne y étant de 20 mètres et son point culminant, Dhahret Guellala, s'élevant dans sa partie méridionale à 53 mètres. À ce niveau, l'île est traversée par un accident topographique majeur (15 mètres de dénivellation sur 15 kilomètres de long). La topographie en escalier alterne des secteurs élevés et d'autres en dépression dont la surface est modelée par une morphologie dunaire.
Le littoral est caractérisé par des côtes basses, les plages, en grande majorité sablonneuses, s'étendant principalement entre Ras R'mal et Borj El Kastil. Gustave Flaubert nomme Djerba « Île aux Sables d'Or » à cause de leur sable fin et doré. L'eau douce est rare et il n'existe aucun cours d'eau. Djerba est entourée de hauts fonds — la bathymétrie à proximité de l'île est presque toujours inférieure à −10 m et l'isobathe de −5 m n'apparaît qu'au-delà d'une dizaine de kilomètres des côtes méridionale et septentrionale — toutefois perturbés au large de la côte méridionale par l'existence d'un certain nombre d'oueds (courants marins) qui sillonnent les canaux d'Ajim et d'El Kantara, les profondeurs dépassant à certains endroits les 20 mètres.

### Climat

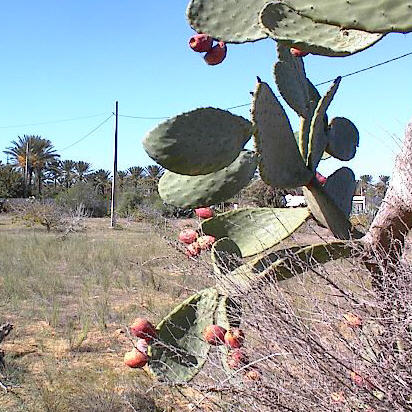
Haie (tabia) de figuiers de Barbarie.

Le climat de Djerba est de type méditerranéen mais à tendance semi-aride car il se trouve au carrefour des masses d'air méditerranéennes et sahariennes. La température annuelle moyenne y est de 19,8 °C, les moyennes mensuelles ne dépassant guère 30 °C ni ne descendant au-dessous de 8 °C. En été, la moyenne maximale atteint 32,7 °C mais la chaleur se trouve atténuée par la brise marine, alors qu'en hiver, les moyennes mensuelles sont supérieures à 12 °C. Emmanuel Grevin parle ainsi de « cinquième saison » à Djerba : 
« À Sfax, l'hiver vous aura quittés ; à Gabès vous trouverez le printemps ; à Tozeur l'été ; et à Djerba vous découvrirez la cinquième saison. Mais oui Monsieur, la cinquième saison, ce climat spécial à l'île de Djerba, si étrange, fait de sécheresse extrême, de brise marine, de fraîcheur et de rosées nocturnes, de quelque chose de rationnel, de tempéré en tout. »
Gustave Flaubert fait décrire à Mathos, dans le chapitre IX de son roman Salammbô, cette « île couverte de poudre d'or, de verdure et d'oiseaux, où les citronniers sont hauts comme des cèdres [...] où l'air est si doux qu'il empêche de mourir ». Son climat lui vaut d'ailleurs le surnom de Djerba la douce.
En ce qui concerne les précipitations, Djerba est la plus arrosée (248,8 millimètres) de toutes les régions au sud de Sfax, la moyenne des jours pluvieux atteignant quarante jours par an. Plus de 60 % des précipitations se concentrent entre les mois de septembre et décembre avec un maximum en octobre (28 % du total annuel).
Néanmoins, l'essentiel de la pluviométrie annuelle peut se répartir sur trois à quatre averses seulement. La saison sèche débute en avril et l'été voit rarement la pluie tomber. L'humidité et la rosée nocturne sont deux facteurs vitaux pour la flore de l'île. Suivant les saisons, Djerba connaît des vents dominants de directions différentes. De novembre à mars, ce sont les vents d'ouest qui dominent avant d'être remplacés de mars à la mi-juin par le sirocco, vent chaud s'accompagnant souvent de tourbillons de poussière. Avec l'arrivée de l'été dominent les vents d'est, porteurs de fraîcheur.

## Histoire

### Antiquité
Dès l'Antiquité, les historiens mentionnent Djerba qu'ils identifient à la première île où, dans l'Odyssée, Homère fait échouer Ulysse et ses compagnons, égarés en mer de retour de la guerre de Troie (vers 1185 av. J.-C.) ; pour avoir goûté au lotos, « fruit doux comme le miel qui plonge tous ceux qui en dégustent dans les délices d'un bienheureux oubli qui efface tous les soucis de l'existence », Ulysse, « que ce fruit miraculeux aurait plongé dans une heureuse amnésie », a peine à quitter l'île des Lotophages (mangeurs de lotos).

À l'orée de l'Histoire, le territoire de l'actuelle Tunisie est peuplé de Berbères au mode de vie néolithique. Plusieurs spécialistes, dont Lucien Bertholon et Stéphane Gsell, admettent l'existence de migrations entre la mer Égée et le golfe des Syrtes, où se trouve Djerba, au cours du IIe millénaire av. J.-C. Avant même la fondation de Carthage, au IXe siècle av. J.-C., des Phéniciens de Tyr auraient implanté plusieurs comptoirs le long de la côte de la Libye et de la Tunisie actuelles jusqu'à Utique. Djerba en fit sans doute partie. Le Périple du Pseudo-Scylax, qui remonte approximativement au milieu du IVe siècle av. J.-C., donne sur l'île les indications les plus anciennes, exception faite de celles d'Homère : 
« On y fait beaucoup d'huile, qu'on tire de l'olivier sauvage ; l'île produit d'ailleurs beaucoup de fruits, de blé, d'orge, la terre est fertile. »
 La tradition locale, dans sa version la plus courante, rapporte que les premiers Juifs se seraient installés à Djerba après la destruction par l'empereur Nabuchodonosor II, en 586 av. J.-C., du Temple de Salomon, dont une porte aurait été incorporée dans la synagogue de la Ghriba.

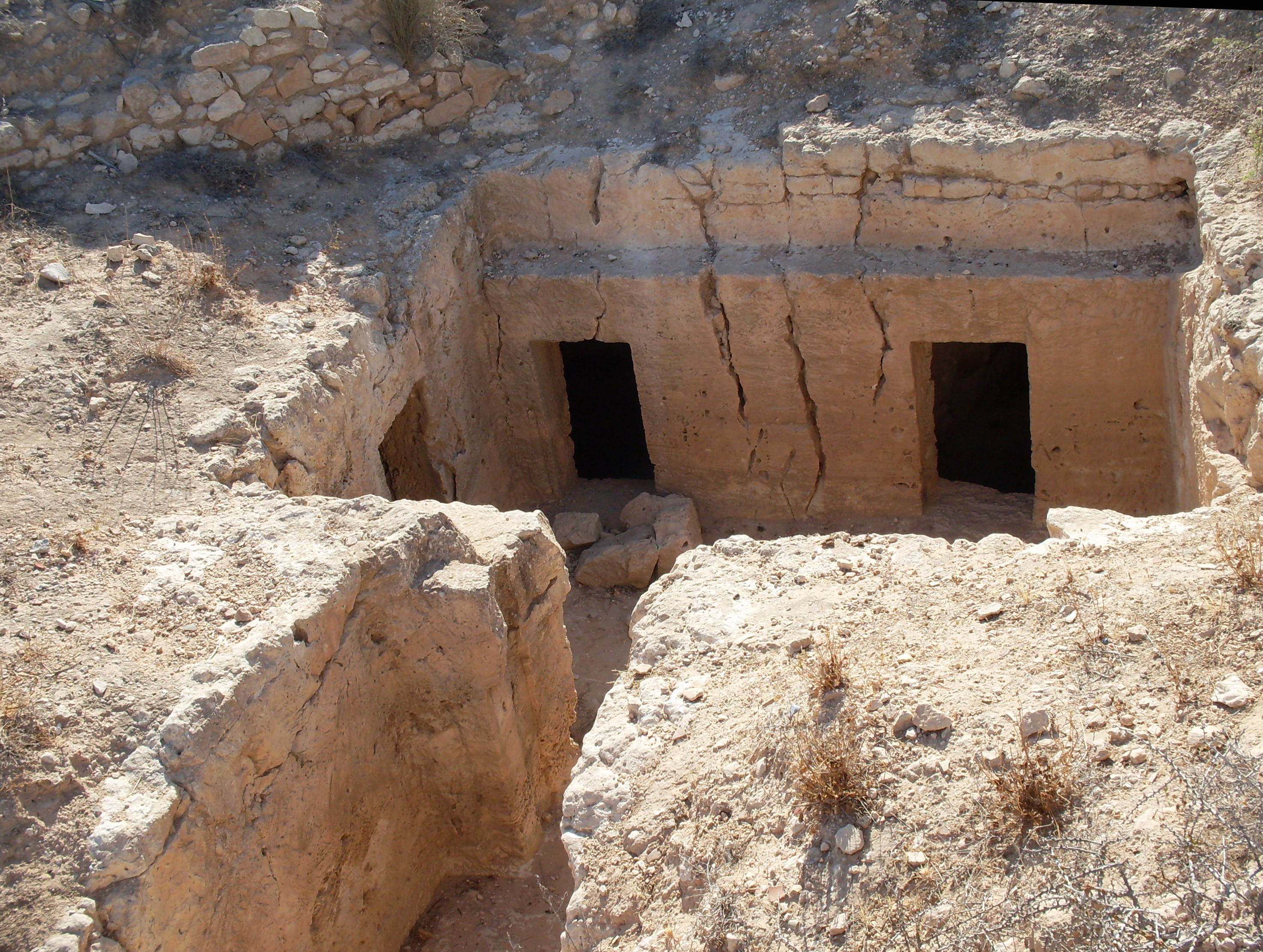
Tombeaux puniques à Souk El Guebli.

D'après Gsell, à l'époque, « Djerba dépendait certainement de Carthage ». Les Carthaginois fondent plusieurs comptoirs, le plus important étant Meninx, sur la côte sud-est de l'île, qu'ils transforment en haut lieu d'échanges du bassin méditerranéen, y aménageant des ports pour leurs embarcations et l'utilisant comme escale dans leurs parcours de la Méditerranée. Outre la culture de l'olivier, l'île carthaginoise abrite plusieurs ateliers de poterie, plusieurs pêcheries, et développe la teinture de pourpre à base de murex, qui fait la renommée de l'île. Important relais vers le continent africain, Djerba connaît ainsi plus d'un demi-millénaire de prospérité avec les Carthaginois.
Les premiers contacts de l'île avec les Romains ont lieu lors de la première guerre punique, au cours d'opérations que ceux-ci mènent contre Carthage. La première, véritable expédition navale commandée par Cnaeus Servilius Caepio et Caius Sempronius Blaesus, est envoyée à Djerba en 253 av. J.-C.. Une deuxième, commandée par le consul Cnaeus Servilius Geminus, est lancée en 217 av. J.-C., durant la deuxième guerre punique, l'année même de la bataille du lac Trasimène disputée entre Carthaginois et Romains en Italie.

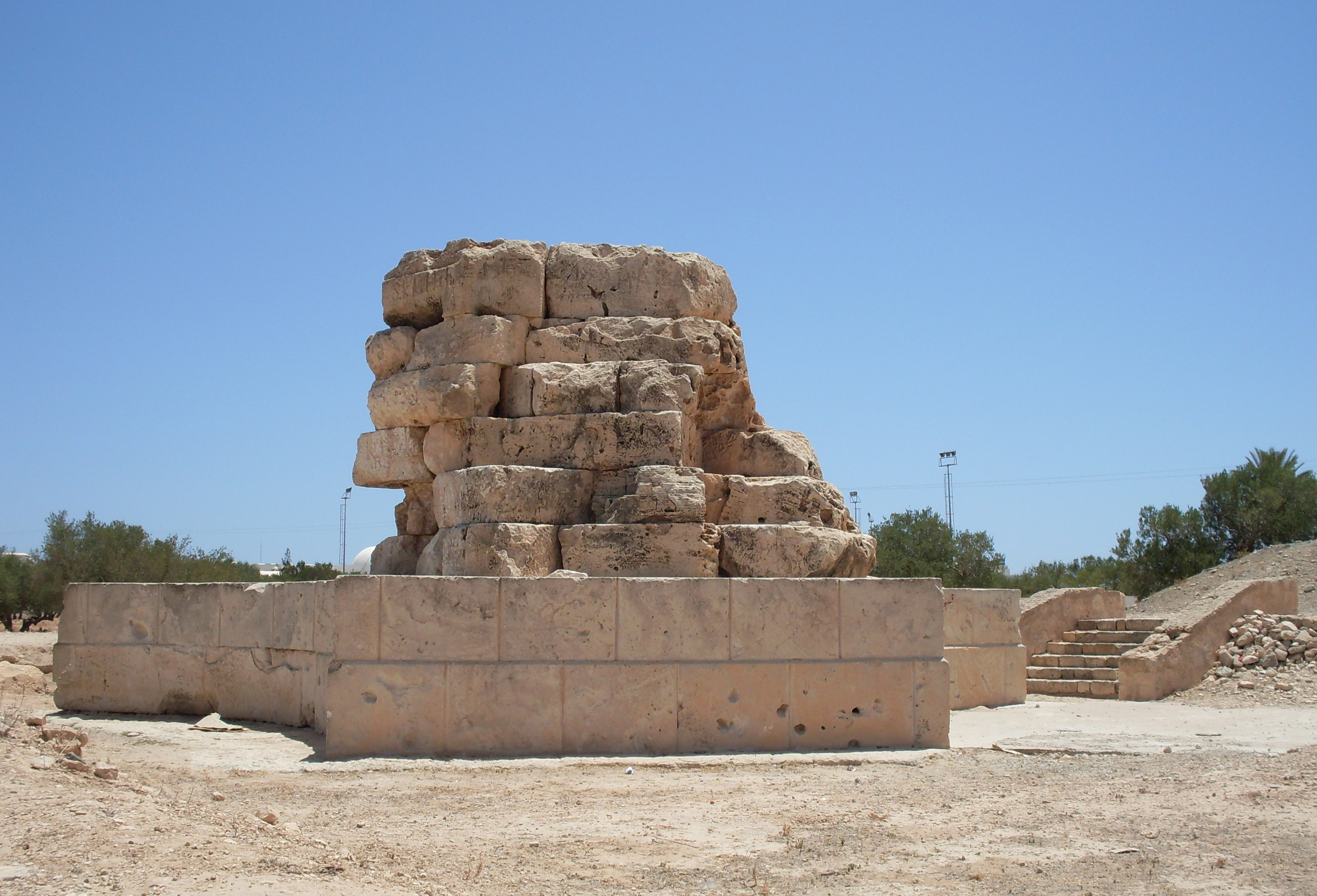
Mausolée de Bourgou à Midoun.

Baptistère d'El Kantara.

Cependant, « ce n'est qu'en l'an 6 ap. J.–C., après la phase des protectorats sur les princes berbères, les reges inservientes, que débute la colonisation directe dans la zone syrtique ». On sait que l'île compte alors deux villes : Meninx et Thoar. Elle abrite par la suite trois centres urbains principaux. L'un d'entre eux, dont le nom moderne est Henchir Bourgou, a été découvert à proximité de Midoun, au centre de l'île : on y trouve les vestiges — appelés « Roches de Bourgou » — d'une grande ville datant du IVe siècle av. J.-C., marqués par la présence de poteries abondantes et d'un imposant mausolée appartenant probablement à un membre d'une famille royale numide. Un deuxième centre, sur la côte sud-est, est un site de production de colorants à base de murex, cité par Pline l'Ancien comme occupant le second rang dans ce domaine derrière la cité de Tyr : de substantielles quantités de marbre coloré découvertes sur place témoignent de sa richesse. Le troisième centre important, probablement l'ancienne Haribus, se trouve sur la côte méridionale à proximité du village de Guellala.
Deux empereurs romains, Trébonien Galle et son fils Volusien, sont natifs de Djerba. Un décret romain de l'an 254, peu après leur mort, mentionne l'île dans l'expression Creati in insula Meninge quae nunc Girba dicitur : c'est la première trace connue de l'utilisation du nom de Girba. Au milieu du IIIe siècle, une basilique est construite dans ce qui est alors l'évêché de Girba. Deux des évêques de l'île ont laissé leur nom dans l'histoire : Monnulus et Vincent, qui assistent respectivement aux conciles de Carthage de 255 et de 525. Les ruines de leur cathédrale peuvent être identifiées près d'El Kantara, dans le Sud-Ouest de l'île, d'où provient un beau baptistère cruciforme conservé au musée national du Bardo à Tunis.
Des prospections archéologiques menées entre 1996 et 2000 sous les auspices de l'université de Pennsylvanie, de l'Académie américaine à Rome et de l'Institut national du patrimoine ont révélé 250 sites archéologiques incluant de nombreuses villas puniques et romaines. Depuis 2015, des prospections géophysiques et des fouilles archéologiques menées par l'Institut für Klassische Archäologie de l'université Louis-et-Maximilien de Munich, en collaboration avec l'Institut national du patrimoine, ont pour objectif de préciser les connaissance sur l'urbanisme et l'activité économique de la ville de Meninx pendant l'Antiquité.
Après les Romains, Djerba est occupée par les Vandales (439-533), puis par les Byzantins (533-665). C'est en 665 qu'elle tombe aux mains des Arabes dirigés par Ruwayfa ibn Thâbit Al Ansari, un compagnon du prophète Mahomet, pendant la campagne de Byzacène commandée par Muawiya Ben Hudaydj. L'île est alors le témoin de luttes entre factions musulmanes et se rallie finalement au parti des kharidjites.

### Moyen Âge
Au XIe siècle, l'île devient indépendante à la suite de l'invasion de l'Ifriqiya par les Hilaliens venus d'Égypte et se spécialise dans la piraterie. C'est à la même époque que la présence d'une communauté juive y est historiquement attestée pour la première fois par une lettre de commerce provenant de la Guéniza du Caire, d'où sont tirés d'autres documents mentionnant les Djerbiens au Moyen Âge ; écrite vers 1030, elle fait référence à un certain Abū al-Faraj al-Jerbī (« le Djerbien ») demeurant à Kairouan et commerçant avec l'Orient, soit l'Égypte et l'océan Indien. Occupée par le sultan hammadide Abd al-Aziz ibn Mansur, qui règne de 1104 à 1121, l'île est prise brièvement par Ali Ben Yahya en 1115-1116.
Djerba a vu ensuite se succéder Normands de Sicile, Aragonais, Espagnols et Ottomans durant quatre siècles « au cours desquels chrétiens et musulmans s'y [sont] massacrés ». Pendant le Moyen Âge, ce sont d'abord les chrétiens de Sicile et d'Aragon qui disputent à plusieurs reprises leur possession aux kharidjites ibadites djerbiens. De cette période subsistent de nombreuses petites mosquées (certaines souterraines) dont les premières datent du XIIe siècle, ainsi que deux forts imposants.
En 1134, profitant de la situation troublée de l'Ifriqiya, les troupes normandes du royaume de Sicile s'emparent de l'île qui tombe sous la domination du roi Roger II de Sicile, puis de son fils et successeur Guillaume le Mauvais. En 1154, les Djerbiens se rebellent mais les Normands écrasent leur révolte dans le sang ; seule la conquête almohade, en 1160, parvient à les chasser de Djerba et du littoral tunisien.
Durant l'automne 1284, l'amiral aragonais Roger de Lauria prend possession de l'île et y installe un domaine placé sous la suzeraineté du Saint-Siège ; l'archipel des Kerkennah est joint à sa seigneurie en 1286. En 1289, il fait construire, près de l'antique Meninx, une forteresse appelée Castelló et plus tard Borj El Kastil ou Borj El Gastil. À sa mort en 1305, il est remplacé par ses fils Roger (1305-1310) et Charles (1310) puis par Francis-Roger (1310). La famille ne parvenant pas à maîtriser les tentatives de soulèvement des Djerbiens et les attaques des Hafsides, cède ses droits au roi Frédéric II de Sicile qui nomme Ramon Muntaner comme gouverneur en 1311 alors qu'une famine sévit durant des mois, poussant à la révolte les habitants qui reçoivent l'aide des Tunisiens du continent. Muntaner administre l'île jusqu'en 1314 et c'est le sultan hafside Abû Yahyâ Abû Bakr al-Mutawakkil qui reprend l'île aux Aragonais aux environs de 1335.
S'ils abandonnent Djerba pendant leur guerre contre les Castillans (1334-1335), les Aragonais sous le commandement de Manfredi III Chiaromonte la reprennent en 1388, avec l'aide d'une flotte génoise, mais ne la conservent que jusqu'à la fin de l'année 1392. De nouvelles attaques de la flotte d'Alphonse V d'Aragon, en 1424 et 1431, sont repoussées avec l'aide du souverain hafside Abû Fâris `Abd al-`Azîz al-Mutawakkil. Les musulmans construisent une forteresse dans le Nord de l'île, à côté des ruines de l'antique Girba, qu'ils appellent Borj El Kebir. La ville de Houmt Souk se développe aux alentours.
En 1480, les Djerbiens se révoltent contre le sultan hafside Abû `Umar `Uthmân et prennent le contrôle de la chaussée romaine qui relie l'île au continent. Les luttes internes entre Wahbiya et Nakkara, deux factions des ibadites, qui dominent respectivement le Nord-Ouest et le Sud-Est de Djerba, n'arrêtent cependant pas le progrès économique de l'île. Les habitants paient alors un tribut au souverain mais restent indépendants. Pendant l'époque ziride, des tribus arabes nomades envahissent la Tunisie mais Djerba échappe à leur contrôle.

### DuXVIeauXIXesiècle
Vers 1500, Djerba passe sous influence ottomane : le corsaire ottoman Arudj Barberousse obtient du souverain hafside le contrôle de l'île, qui devient la base de la dizaine de navires de son escadre. En 1511, les troupes du royaume d'Espagne, sous le commandement de Pedro Navarro, attaquent Djerba pour y établir une forteresse qui appuierait les conquêtes d'Oran, Bougie, Alger et Tripoli ; elles subissent cependant une défaite. En 1513, l'île est pillée par les Génois.

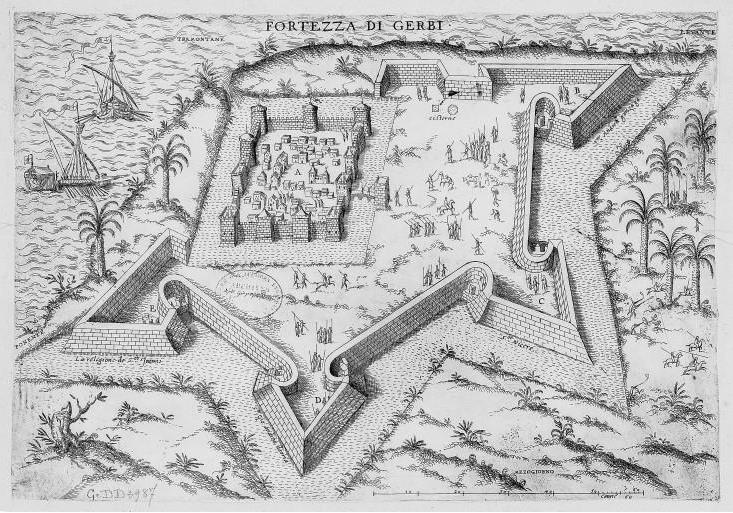
Borj El Kebir de Houmt Souk en 1599.

Djerba est finalement placée sous souveraineté espagnole, de 1520 à 1524 et de 1551 à 1560, mais sans occupation durable. Elle redevient une base temporaire pour Khayr ad-Din Barberousse et, de 1524 à 1551, l'une des principales bases des corsaires ottomans et nord-africains conduits par l'amiral Dragut.
En avril 1551, lors d'une expédition organisée par les chevaliers de Malte et le vice-roi de Naples contre lui, Dragut est bloqué dans un canal djerbien par les galères du Génois Andrea Doria mais parvient à leur échapper,. Une flotte européenne, principalement composée de navires espagnols, napolitains, siciliens et maltais, sous la direction de Juan Luis de la Cerda, duc de Medinaceli, occupe à son tour l'île en 1560 pour l'aménager en base d'opération contre Tripoli,. C'est dans ce contexte de rivalité pour le contrôle de la Méditerranée qu'une bataille navale oppose au large de l'île, du 9 au 14 mai 1560, cette flotte à la flotte ottomane menée par Piyale Pacha et Dragut. Les Ottomans coulent trente navires chrétiens et font 5 000 prisonniers le 15 mai ; la petite garnison chrétienne de Djerba est exterminée après une farouche défense et ses ossements amoncelés en une pyramide, la Tour des crânes, qui subsiste jusqu'en 1846,. Cette expédition est l'un des événements militaires et politiques les plus marquants du XVIe siècle.
En 1568, le pacha de Tripoli, Djaafar Pacha, se présente aux Djerbiens pour demander un grand tribut ; l'île est prise par l'un de ses successeurs, Ibrahim Pacha, en 1598. En septembre 1611, elle est attaquée par une puissante flotte de navires napolitains, génois et maltais ; près de cinq cents de ses habitants perdent la vie dans sa défense. Pendant le XVIe siècle et le début du XVIIe siècle, elle dépend alternativement des gouverneurs d'Alger, de Tripoli ou de Tunis. Son annexion à la Tunisie se concrétise par un accord conclu en 1614. À partir de 1705 et l'établissement de la dynastie des Husseinites, le bey de Tunis y est représenté par un cheikh et des caïds recrutés au sein des familles locales les plus influentes. Après les Senumeni, au XVIe siècle, la plus importante d'entre elles est celle des Bel Djelloud. L'un de ses membres, Saïd, utilise tous les navires de l'île pour empêcher que Younès, fils d'Ali Ier Pacha, puisse se rendre sur Djerba, ce qui lui coûte la vie. De la seconde moitié du XVIIe siècle aux XVIIIe et XIXe siècles, la famille dominante est celle des Ben Ayed.
À partir du XVIIIe siècle, le malékisme se répand sur l'île aux côtés de l'ibadisme tandis que la langue berbère perd peu à peu du terrain face à l'arabe. Durant ce même siècle on assiste à des incursions de la part des nomades Ouerghemma et Accaras provenant de la région de la Djeffara. En 1705 et 1706, la peste fait ravage avant de revenir en 1809. En 1794, Djerba est pillée durant cinquante-huit jours par un aventurier nommé Ali Burghul puis, en 1864, à nouveau attaquée par des nomades de la région de Zarzis. Cette même année sont relevées une nouvelle épidémie de peste et une révolte. En 1846, Ahmed Ier Bey interdit l'esclavage : l'acte affecte l'économie de l'île qui est alors, avec Gabès, l'un des principaux centres tunisiens du commerce des esclaves alimenté par les caravanes venues des oasis de Ghadamès et de Ghat. Ce trafic se déplace par la suite vers Tripoli.

### Histoire moderne
Djerba reste sous domination ottomane jusqu'en 1881, date à laquelle la Tunisie passe sous protectorat français à la suite du bombardement de l'île et de son occupation militaire : 
« Le 28 juillet 1881, les troupes françaises occupent Borj El Kebir, à Houmt Souk, et y restent jusqu'en 1890, date à laquelle l'administration de l'île passe à l'autorité civile. »
En 1956, la Tunisie accède à l'indépendance et Djerba devient une délégation dépendant du gouvernorat de Médenine. Toutefois, comme le principal adversaire politique du président Habib Bourguiba pendant la lutte pour l'indépendance, Salah Ben Youssef, en était originaire, l'île est négligée pendant plusieurs années sur le plan des infrastructures. Alors que dans le reste du pays des hôpitaux, lycées et routes sont construits même dans de petites localités, Djerba doit attendre les années 1970 et 1980 pour en être dotée. Elle n'est pas un gouvernorat alors que des régions beaucoup moins peuplées le sont devenues. Entre 1962 et 1969, en raison des conditions économiques défavorables engendrées par une réforme étatique des structures commerciales, des milliers de Djerbiens s'expatrient (de 5 000 à 6 000 chefs de famille) et gagnent l'Europe — la France pour 80 % d'entre eux ; plus de la moitié de ces derniers s'installent dans la région parisienne. Les localités de Sedouikech, Guellala et Ajim se vident de la quasi-totalité de leur population active.
Le visage de Djerba a beaucoup changé depuis les années 1960 : zone hôtelière, extension de l'aéroport et des zones urbanisées — de simples hameaux devenant de véritables localités —, élargissement des routes ou encore installation de pylônes électriques. Seules certaines portions de l'intérieur de l'île sont restées presque intactes, de même qu'une partie de la côte méridionale.
En mars 1976, certaines rues d'Ajim sont transformées afin de servir de décor, les 2 et 3 avril, au tournage de Star Wars. Des rues de la ville de Mos Eisley, sur la planète Tatooine, sont ainsi représentées. À quatorze kilomètres au nord, le marabout de Sidi Jemour sert lui aussi de décor pour Mos Eisley et pour Anchorhead, ancien centre minier de la planète.
Le 11 avril 2002, un attentat est commis contre la synagogue de la Ghriba. Un camion bourré d'explosifs saute à proximité de cette dernière : 21 personnes sont tuées, dont quatorze Allemands, cinq Tunisiens et deux Français, et d'autres blessées. Le gouvernement tunisien parle d'un accident mais les experts suggèrent rapidement un attentat, revendiqué par la suite par Al-Qaïda. La communauté juive de l'île compte alors environ 700 personnes, alors qu'elle se chiffrait à 4 300 en 1946.
Le 17 février 2012, le gouvernement tunisien propose Djerba pour un classement sur la liste du patrimoine mondial de l'Unesco, qui devient effectif le 18 septembre 2023.
Le 9 mai 2023, un membre de la garde nationale ouvre le feu dans la synagogue de la Ghriba, au moment du pèlerinage annuel, et fait quatre morts, dont deux autres gardes nationaux et des fidèles, ainsi qu'une dizaine de blessés. Il est abattu par un membre des forces de l'ordre.

## Architecture et urbanisme

### Organisation de l'espace
Les Djerbiens, ayant eu à subir des attaques répétées venant de la mer tout au long de leur histoire, se sont éloignés des côtes et dispersés dans la campagne à l'intérieur de l'île. Le bâti traditionnel est donc, en général, isolé et dispersé ; il se structure selon une organisation hiérarchique de l'espace basée sur le menzel, terme signifiant « maison » en arabe littéral et décrivant les espaces résidentiels et fonctionnels dans lesquels vivent les familles. Celui-ci constitue la cellule de base de l'habitat fédéré autour de la mosquée.

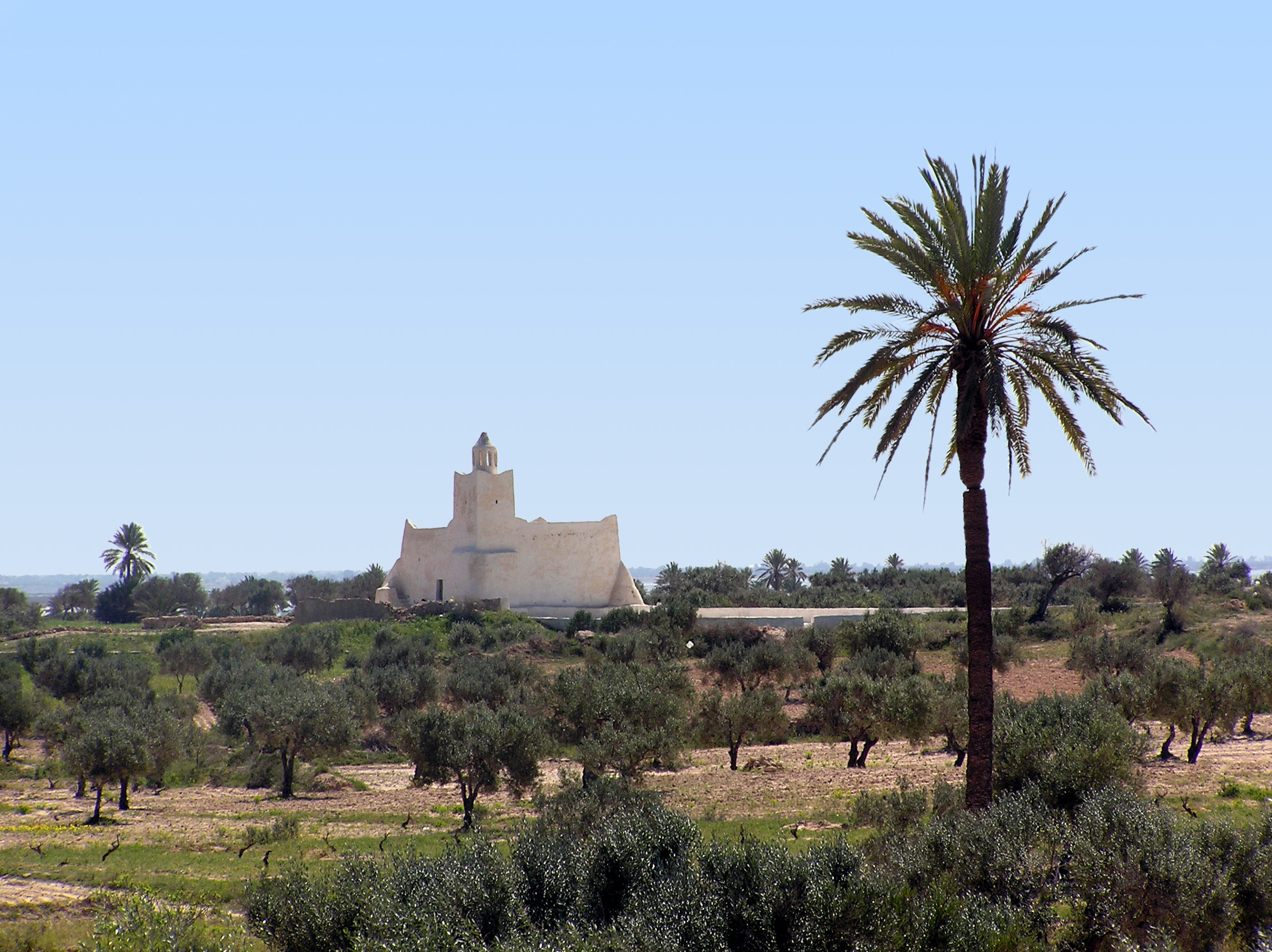
Paysage typique de la campagne djerbienne.

La campagne djerbienne frappe par son silence, souligné par plusieurs visiteurs célèbres, dont Simone de Beauvoir pour qui « c'est l'endroit le plus silencieux du monde ».
Le développement du tourisme sur l'île dès les années 1960 a toutefois engendré une modification dans l'organisation traditionnelle de l'espace, phénomène qui a comme amoindri l'espace central au profit d'une partie des côtes. Beaucoup de champs ont été abandonnés : une enquête de 1963 estime déjà à 7 000 hectares la superficie des terres en friche sur un total de 39 000 hectares cultivables, soit près du cinquième du potentiel agricole ; les menzels abandonnés ou en ruine sont alors nombreux. En effet, les jeunes préfèrent des activités moins pénibles et plus lucratives que l'agriculture et la main d'œuvre locale représente un coût que le rendement agricole ne justifie que dans de rares cas (en présence de nappes d'eau douce ou à basse salinité). Le centre reste donc marginalisé économiquement et à l'écart des principales voies de communication, même si plusieurs routes ont été goudronnées au cours des années 1990 et si le phénomène n'est pas propre à Djerba. Néanmoins, cette partie centrale tend à être partiellement revalorisée par les habitants qui y construisent des résidences principales de type pavillonnaire.

### Habitat traditionnel: le menzel

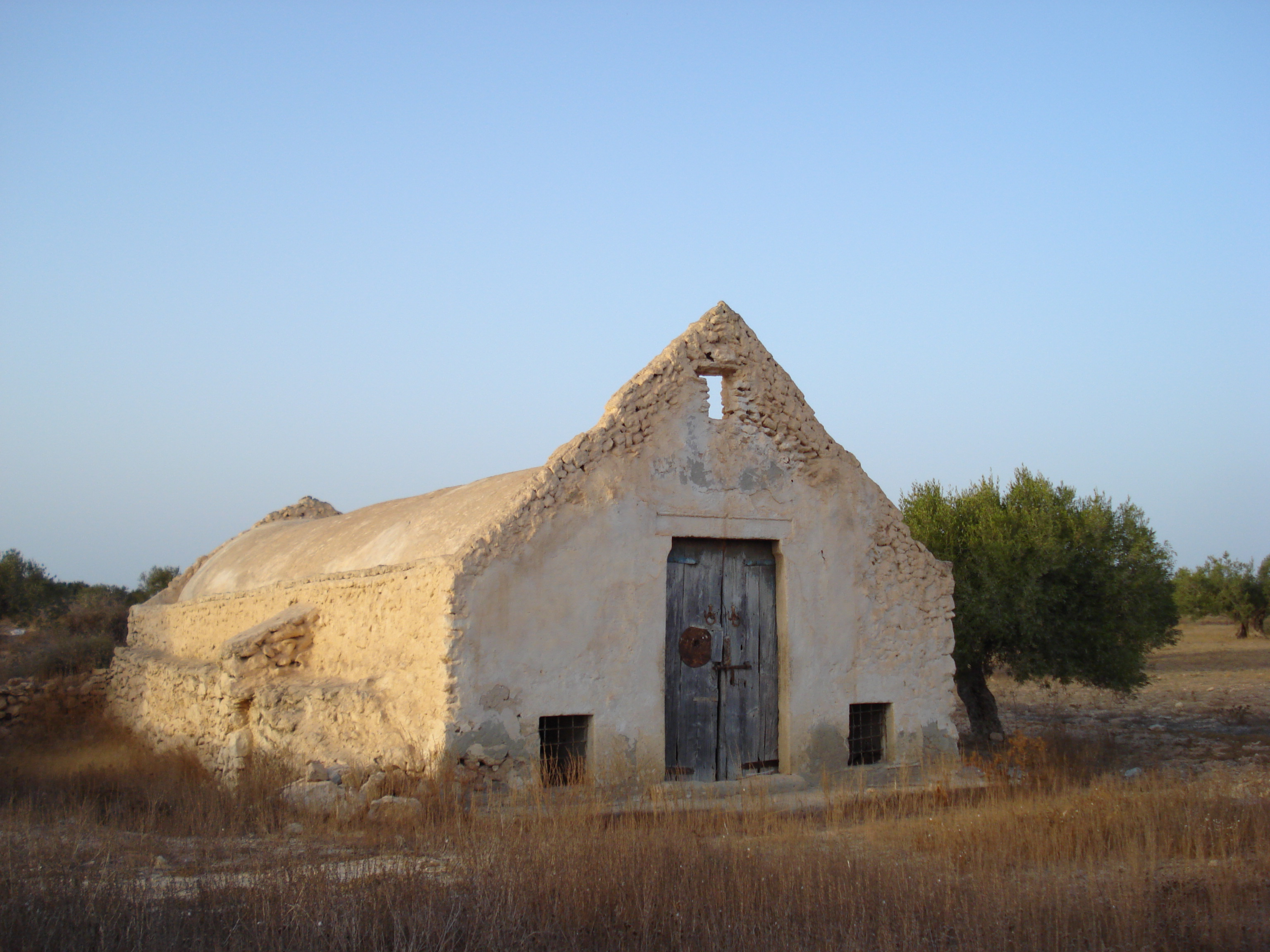
Atelier de tissage.

Le menzel est formé d'une ou de plusieurs unités d'habitation (houch) entourées de vergers et de champs, auxquelles peuvent s'ajouter atelier de tissage, greniers ou huilerie (souvent souterraine) et pourvues d'un nombre variable de puits ou de citernes. Entouré de hautes levées de terre (tabia), il est organisé selon un principe défensif. D'une façon générale, le houch abrite trois générations. Il prend une forme carrée ou rectangulaire et ne comporte pas de fenêtres sur l'extérieur, celles-ci ouvrant normalement sur la cour intérieure. Autour de la cour, s'articulent deux à quatre pièces plus ou moins grandes qui peuvent se diviser au moyen de cloisons internes, de portes ou de simples rideaux (kella) et comprendre des sedda ou doukkana (alcôves en général surélevées utilisées comme chambre à coucher), des magsoura (petites chambres) et des mesthan (petites salles d'eau sans WC).
Autrefois, les garçons qui se mariaient obtenaient leur propre pièce dans le houch parental. La skifa, située à l'entrée, est la pièce qui réunit les habitants et sert à recevoir les voisins et les visiteurs les moins importants. Pour les visiteurs de marque, les familles aisées disposent en général d'un makhzin dhiafa indépendant ou rattaché au houch et donnant souvent sur l'extérieur. Il y a également, pour la cuisine et la toilette, le khouss (construction en tronc et branches de palmier), le matbakh (cuisine), le houch el bir — puits à eau en général saumâtre qui sert aux travaux ménagers hormis la lessive — et le knif ou mihadh (WC). Dans certaines localités, à ces pièces s'ajoute une ghorfa (seule pièce avec de petites fenêtres donnant sur l'extérieur), qui sert pendant la saison chaude de chambre à coucher ; surélevée, on y accède par un escalier intérieur raide et sans rampe. L'utilisation de voûtes et de coupoles est très courante et permettrait de lutter contre la chaleur. L'ameublement est en général simple et austère : des matelas souvent posés directement sur des nattes (h'sira) ou sur des estrades ou banquettes en maçonnerie (sedda ou doukkana), des coffres ou de grosses jarres pour ranger le linge, des marfaa (sorte de portemanteaux), des sofra ou mida, sorte de tables à manger basses où l'on mangeait assis, les jambes croisées, sur des nattes ou des matelas bas appelés gaada. Les réserves alimentaires étaient conservées dans de grosses jarres en terre cuite (khabia, tass ou zir) fabriquées depuis des siècles dans le village de Guellala,. La grande majorité de la vaisselle djerbienne provient également de ce même village.

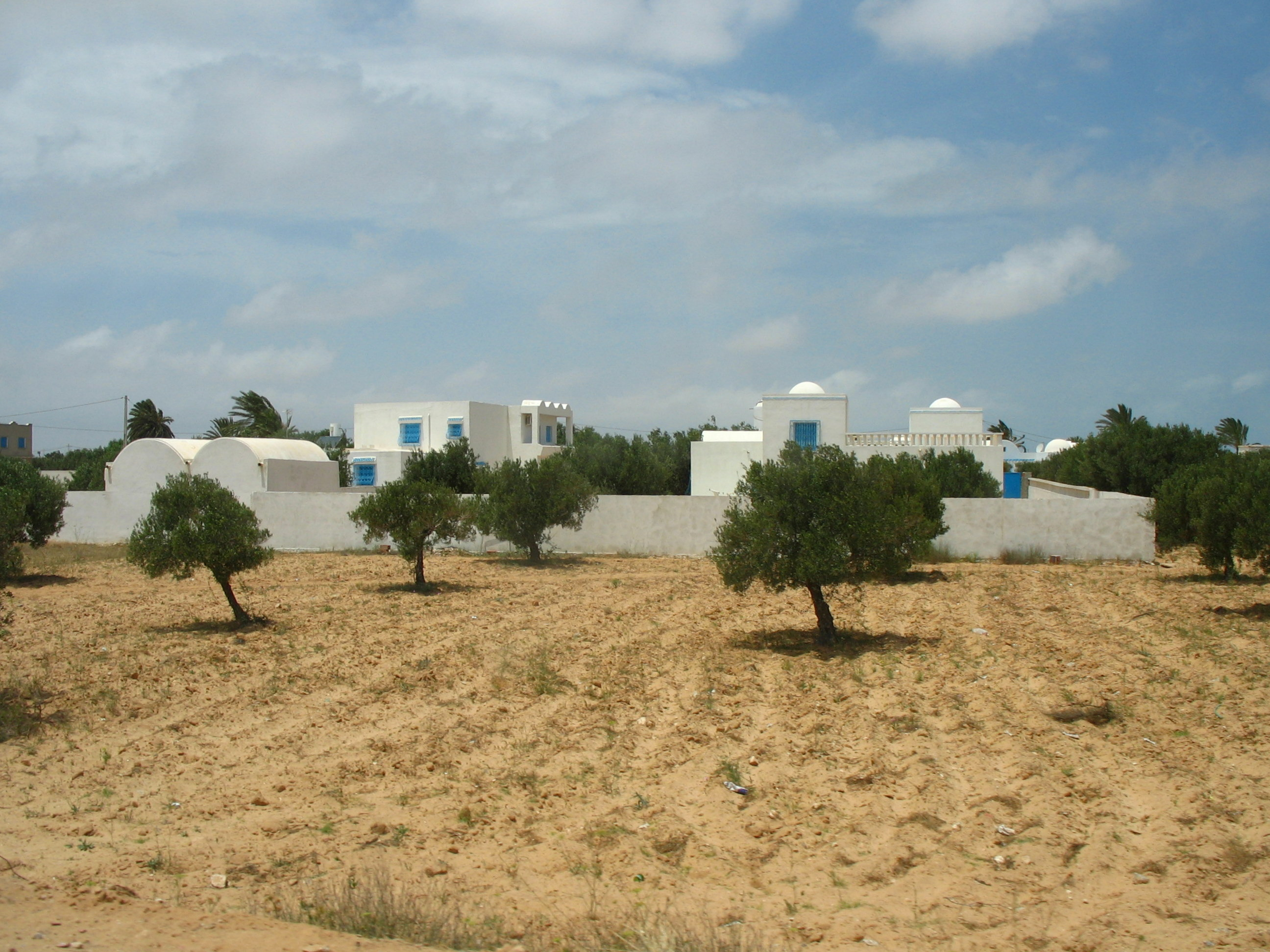
Vue extérieure d'un menzel traditionnel.

Compte tenu de la faible pluviométrie (moins de 250 mm par an) et de la rareté de l'eau potable, les Djerbiens ont pris l'habitude de construire des citernes qu'ils appellent feskia ou fesghia — en général souterraines, de forme rectangulaire ou carrée et situées à l'extérieur du houch — et des majen ou majel — qui prennent la forme d'une grande carafe évasée construite le plus souvent dans la cour intérieure du houch — pour la collecte des eaux de pluie. Les majen et les feskia reçoivent l'eau de pluie recueillie sur les toits des habitations, leurs terrasses ou cours, espaces passés à la chaux vive (jir) tous les ans avant la saison humide afin de garantir une certaine hygiène. Ce système de collecte d'eau pluviale existait déjà à Djerba à l'époque romaine, de grandes citernes ayant été découvertes à Meninx. En 1967, on a estimé à près de 1 000 000 m2 la surface totale des impluviums à Djerba.
Léon l'Africain, cité par Salah-Eddine Tlatli donne au XVIe siècle une description de l'habitat et de l'activité de Djerba qui est très proche de la situation des années 1960 : « Gerba est une île prochaine de terre ferme [...] garnie d'une infinité de vignes, dattes, figues, olives et autres fruits. En chacune des possessions est bâtie une maison, et là habite une famille à part, tellement qu'il se trouve force hameaux mais peu qui aient plusieurs maisons ensemble. Ce terroir est maigre, voir qu'avec si grand labeur et soin qu'on puisse mettre à l'arroser avec l'eau de quelques puys profons... ».

### Architecture civile et religieuse
Les couleurs dominantes des habitations djerbiennes sont le blanc vif pour les murs et les toits, le bleu ciel ou plus rarement le vert bouteille pour les portes et fenêtres. D'autres couleurs ont commencé à apparaître depuis l'installation d'habitants venus de l'extérieur de l'île (en majorité du Sud et du Centre-Ouest de la Tunisie) et la construction de maisons « de prestige » par les Djerbiens immigrés. Sur l'île, il est interdit de construire plus de deux étages au-dessus du rez-de-chaussée et du sous-sol, ce qui a permis de préserver une certaine harmonie architecturale.

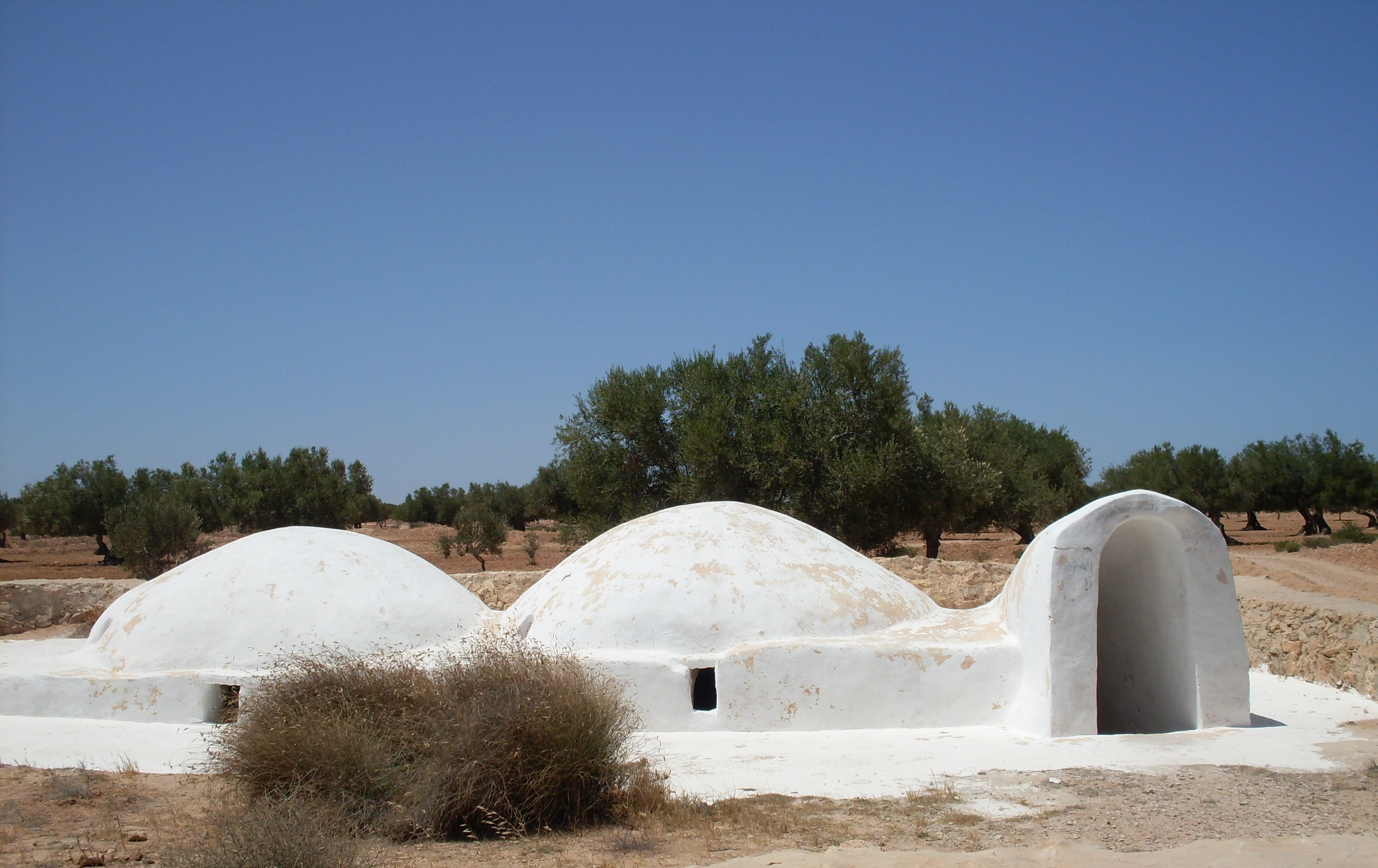
Jemaâ Louta à Sedouikech.

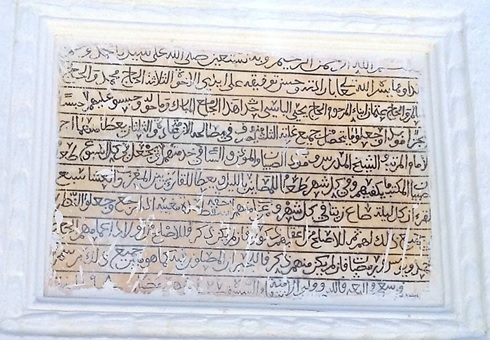
Plaque commémorative sur Jemaâ El Bessi.

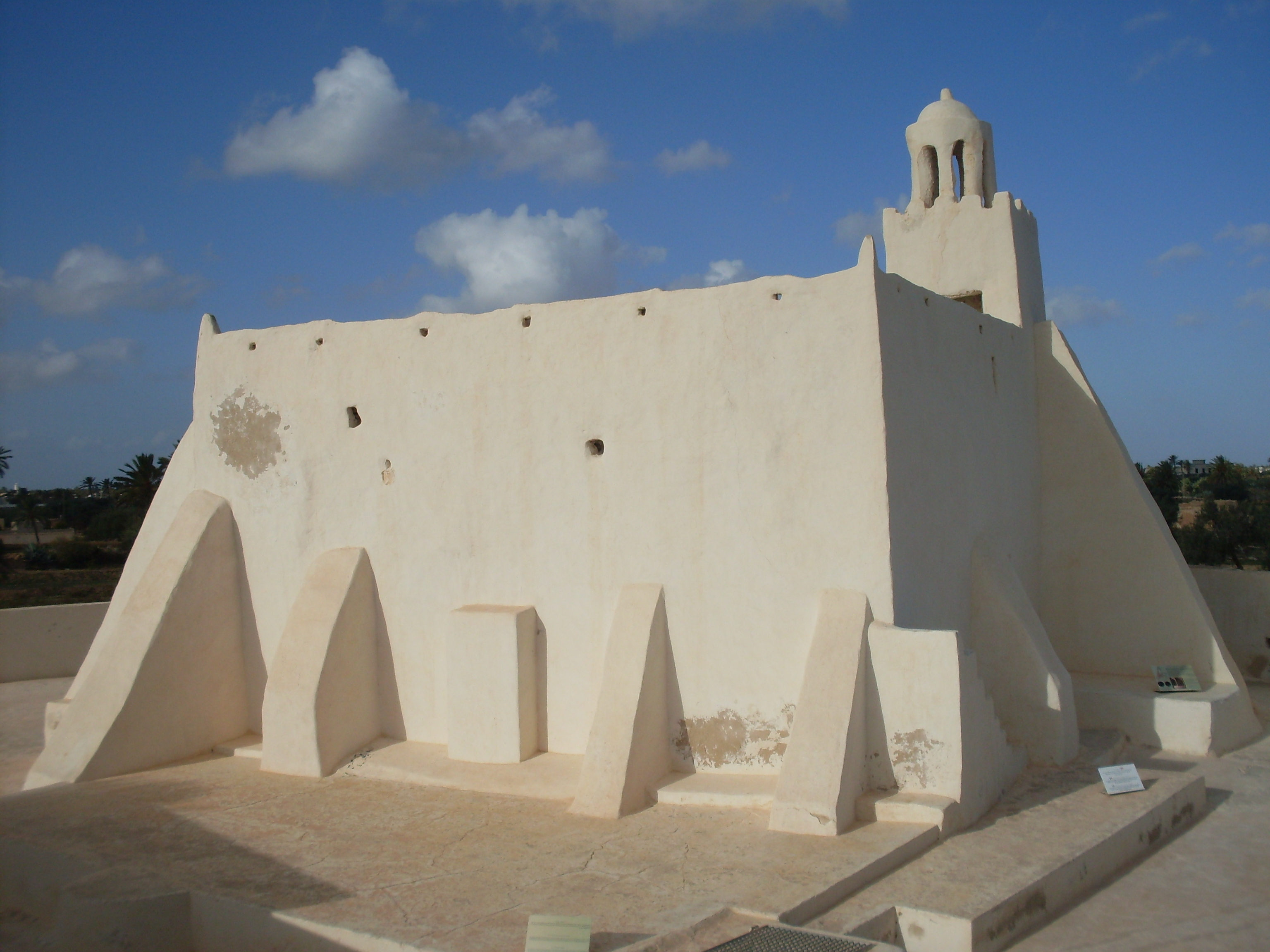
Jemaâ Fadhloun.

À Houmt Souk, il existe plusieurs fondouks à l'architecture particulière réunis dans l'ancien quartier maltais (entre la mosquée des Turcs, l'église catholique et l'actuelle rue de Bizerte) et dont certains ont été transformés en petits hôtels ou auberges. Il existait des fondouks chrétiens à Djerba depuis le XIVe siècle.
Mais l'héritage architectural de l'île réside avant tout dans ses mosquées dont le grand nombre (plus de trois cents, dont moins de la moitié encore en usage) a pour origine la dispersion de l'habitat. Salah-Eddine Tlatli dit d'elles que « les plus modestes ont la candeur naïve et le charme d'un château de sable sorti d'un rêve d'enfant ». La plus grande, appelée « Grande Mosquée », est située à Hachen au nord de l'île et daterait du Xe siècle. Comme plusieurs autres grandes mosquées, l'ensemble architectural qu'elle présente se compose de plusieurs espaces dédiés au culte, à l'enseignement et à la résidence des élèves et des enseignants.
Les mosquées ibadites ont une architecture particulière et il n'est par exemple pas possible d'accéder au minaret sans passer par la salle de prière. Cette architecture est parfois un mélange entre les spécificités locales de l'île et l'influence d'autres styles ; c'est le cas de Jemaâ El Bessi, construite au XVIIIe siècle et dont les fondateurs auraient cherché à reproduire quelques spécificités de l'architecture ottomane. D'autre part, certaines mosquées sont souterraines : à quelques kilomètres de Sedouikech, en direction d'El Kantara, se trouve l'une d'entre elles, Jemaâ Louta, qui daterait du XIIe ou du XIIIe siècle et où les ibadites se réfugiaient pour pratiquer leur culte. Entourée d'une oliveraie (dont les revenus servaient souvent de source de financement pour l'entretien et la gestion de la mosquée), elle s'ouvre par un escalier très raide et étroit qui conduit dans la chambre principale ; à côté se trouve un grand réservoir qui alimente un puits, également souterrain. Une autre se trouve sur la route d'Ajim. N'étant plus utilisées pour le culte, ces mosquées souterraines peuvent être visitées librement.
Plusieurs mosquées et zaouïas, comme Sidi Zaied, Sidi Smael, Sidi Mahrez, Sidi Yati, Lalla Hadhria, Sidi Garous ou Sidi Jmour, ont été construites le long des côtes de l'île. Elles servaient de garde-côtes et permettaient de signaler l'arrivée d'amis ou d'ennemis, pirates ou corsaires, par un système de fumées destiné aux habitants de l'île qui s'abritaient alors du danger éventuel. Certaines mosquées étaient construites comme de petites forteresses et disposaient d'un four et de citernes d'eau, ce qui permettait de résister quelque temps aux attaquants. Jemaâ El May, classée monument historique, est l'une des mieux fortifiées de l'île. Jemaâ Fadhloun en est un autre exemple : selon Kamel Tmarzizet, « cette mosquée forteresse a une surface totale de 850 m2, dont une cour à ciel ouvert de 530 m2, deux entrées à l'est et au sud, plusieurs salles et des annexes, une école coranique, un moulin à grain, une boulangerie avec son four, un puits, une cuisine et plusieurs chambres, une grande salle de prière et un escalier qui mène au minaret » ; elle possède « de puissants murs adossés à l'extérieur par des contreforts massifs ».

### Architecture militaire
Héritage du Moyen Âge, des forts parsèment les côtes de Djerba, témoins de son passé mouvementé. Plusieurs de ces bâtiments de l'époque médiévale ont été démantelés.

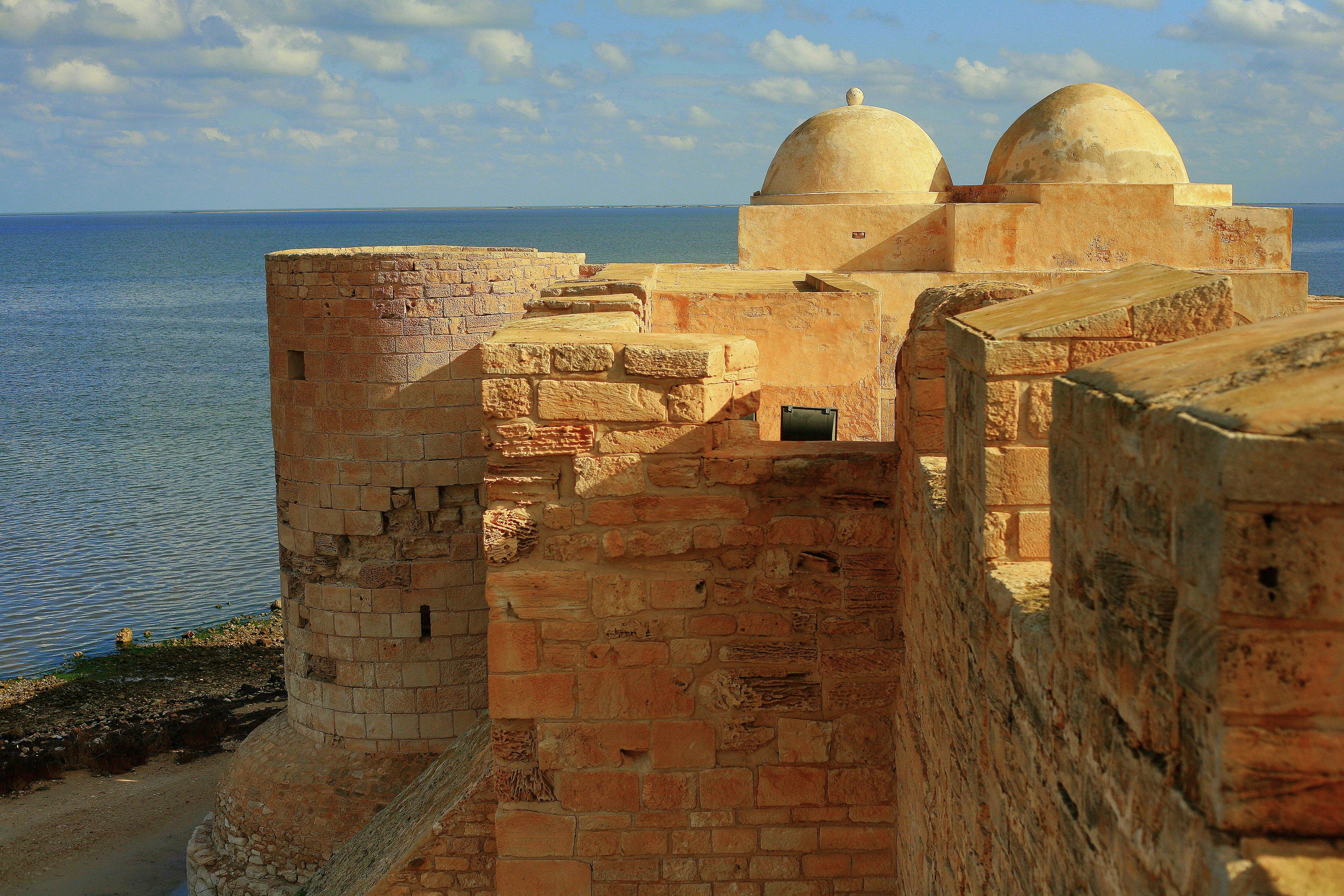
Murailles du Borj El Kebir à Houmt Souk.

Le plus grand monument historique de l'île encore en état est le Borj El Kebir, appelé aussi Borj El Ghazi Mustapha ou fort espagnol. Situé sur la côte au nord de Houmt Souk, sa construction sur les ruines de l'ancienne cité de Girba (actuelle Houmt Souk) a été ordonnée par le sultan hafside de Tunis pour abriter sa garnison vers 1392 puis agrandi aux environs de 1450. Le 11 mars 1560, à la suite d'une défaite, le cheikh Messaoud, placé à la tête de l'île, le remet au vice-roi de Sicile, Juan de la Cerda, qui ne le conserve pas longtemps : le fort est assiégé entre le 11 mai et le 29 juillet par le corsaire Dragut appuyé par Piyale Pacha, l'assaut faisant entre 5 000 et 6 000 morts. Le caïd Ghazi Mustapha Bey, installé par Dragut pour faire de l'île une base navale, achève entre 1560 et 1567 les travaux entrepris par l'expédition de Juan de la Cerda, en y ajoutant notamment des appartements et une petite mosquée. Les autorités tunisiennes déclarent le fort monument historique le 15 mars 1904 ; il est ensuite restauré et transformé en musée. Il abrite actuellement deux zaouïas : Sidi Saad et Ghazi Mustapha, dédiée à Ghazi Mustapha Bey. Il s'agit de nos jours d'un château fort « de 68 mètres de longueur et 53 mètres de largeur, les murailles [sont] hautes d'environ 10 mètres et d'une épaisseur variant entre 1,20 à 1,50 mètre », autrefois muni de pont-levis et entouré d'un grand fossé.
Borj El Kastil ou El Gastil est l'un des rares forts de l'époque médiévale qui ait été partiellement épargné ; il s'agit d'une forteresse bâtie en 1210 (ou vers 1287 d'après Kamel Tmarzizet) par le conquistador espagnol Roger de Lauria, l'amiral de Pierre III d'Aragon, roi de Sicile ; Lauria occupe Djerba sous les ordres de Pierre d'Aragon en 1284 et y place une forte garnison. Le fort est restauré une première fois au XVe siècle par le sultan hafside, puis à nouveau au XVIe siècle par les Ottomans et au XVIIe siècle par Hammouda Pacha Bey. Situé à l'est d'El Kantara, il a une forme carrée d'environ 30 mètres de côté et de 10 mètres de hauteur.
Une forteresse entourée par la mer entre Terbella et El Kantara, appelée Borj El Agrab, dispose encore de fondations solides mais de dimensions plus modestes. Construite sur les traces d'un précédent fort, sur un plan de forme circulaire découpé en trois petites pièces, elle a été restaurée et occupée pendant des décennies par les Siciliens et les Espagnols, en particulier le Catalan Ramon Muntaner. Une légende l'entoure : elle aurait été construite par un prince djerbien, dont l'unique enfant élevé ici pour le protéger meurt à la suite de piqûres d'un scorpion dissimulé dans une corbeille de fruits.
Borj Jilij est construit par Ali Ier Pacha en 1745 et achevé par Hammouda Pacha en 1795, qui se situe à la pointe nord-ouest de l'île, non loin de l'aéroport et de Mellita. Il a été restauré à plusieurs reprises et se trouve placé sous le contrôle de l'armée tunisienne.
Il existe enfin d'autres forts, modifiés déjà sous le protectorat français puis par les autorités tunisiennes après l'indépendance : Borj Aghir, construit par les Ottomans au XVIIe siècle et transformé en bâtiment des douanes puis en maison de vacances pour les jeunes, et Borj El Kantara, construit sur les soubassements de l'un des plus anciens forts de l'île et plusieurs fois rebâti. Ce dernier, restauré au XVe siècle, est utilisé par les douanes sous le protectorat français puis par le ministère de l'Intérieur après avoir été agrandi. Par ailleurs, il existe des traces plus réduites de plusieurs autres forts dont Borj K'sar Massoud, Borj El Wasat et Borj Marsa Ajim.

## Démographie
| Municipalité                                   | Arrondissement | Population (2004) | Population (2014) |
| ---------------------------------------------- | -------------- | ----------------- | ----------------- |
| Djerba - Houmt Souk                            | Houmt Souk     | 44 555            | 42 992            |
| Djerba - Houmt Souk                            | Erriadh        | 11 268            | 14 426            |
| Djerba - Houmt Souk                            | Mellita        | 9 069             | 12 039            |
| Djerba - Houmt Souk                            | El Mezraâ      |                   | 6 447             |
| Sous-total                                     | Sous-total     | 64 892            | 75 904            |
| Djerba - Midoun                                | Midoun         | 30 481            | 39 138            |
| Djerba - Midoun                                | El May         | 9 131             | 11 511            |
| Djerba - Midoun                                | Sedouikech     | 6 280             | 7 887             |
| Djerba - Midoun                                | Beni Mâaguel   | 4 567             | 4 992             |
| Sous-total                                     | Sous-total     | 50 459            | 63 528            |
| Djerba - Ajim                                  | Ajim           | 13 950            | 15 114            |
| Djerba - Ajim                                  | Guellala       | 10 216            | 9 180             |
| Sous-total                                     | Sous-total     | 24 166            | 24 294            |
| Total                                          | Total          | 139 517           | 163 726           |
| Sources : Institut national de la statistique, |                |                   |                   |

Les habitants de Djerba, les Djerbiens, sont en 2014 au nombre de 163 726, répartis sur trois délégations qui correspondent à trois municipalités aux fonctions très différentes :
- Djerba - Houmt Souk, la ville de Houmt Souk étant considérée comme la « capitale » de l'île avec 42 992 habitants (75 904 habitants pour l'ensemble de la municipalité) ;
- Djerba - Midoun, la ville de Midoun qui constitue le centre le plus proche des activités touristiques comptant 39 138 habitants (63 528 pour l'ensemble de la municipalité) ;
- Djerba - Ajim, la ville d'Ajim, plus en retrait par rapport à la dynamique insulaire, comptant 15 114 habitants (24 294 habitants pour l'ensemble de la municipalité).

Les habitants de l'île sont principalement arabophones, mais comptent aussi une importante composante berbérophone (Kutamas, Nefzas, Hawwaras, etc.). La partie sud de l'île est occupée par des populations villageoises d'origine berbère comme à Robbanna, Wersighen, Sedouikech, Ajim et Guellala où le parler traditionnel est le tamazight, également appelé ici chelha, langue aux consonances explosives où la lettre « t » revient presque à chaque mot. La tradition berbérophone est maintenue surtout par les femmes,. Sur le plan religieux se distingue une petite et très ancienne communauté juive « pétrifiée dans les traditions hébraïques les plus anciennes », lesquelles la disent issue des exilés de Jérusalem. Elle a vécu en vase clos pendant des siècles.

Une communauté d'origine arabe se serait installée à Djerba lors de l'invasion des Hilaliens. La population arabophone et musulmane de l'île compte aussi une importante composante noire (environ 10 % des Djerbiens,), d'origine principalement soudanaise, installée surtout à Arkou, non loin de Midoun. Une communauté originaire du sud de la Tunisie (région de Beni Khedache) vit dans son propre quartier à Houmt Souk, Houmet Ejjoumaâ ou Chouarikh, et s'habille différemment des autres Djerbiens (en particulier les femmes). Dans son livre intitulé Djerba, l'île des Lotophages, Salah-Eddine Tlatli dresse le tableau d'une cohabitation paisible entre des communautés cloisonnées : 
« Ainsi, dans cette île-carrefour, les populations berbères, judéo-berbères, arabes, africaines islamisées, nègres, quelques Turcs et même de vieux pêcheurs maltais se sont donné rendez-vous et ont vécu en bons termes mais sans se mélanger. La barrière religieuse, malgré la proximité des races, a constitué un obstacle quasi-infranchissable et les mariages, par leur caractère endogamique, ont permis de maintenir une certaine homogénéité ethnique. »
Reprenant la classification de la population de Berbérie orientale dressée au début du XXe siècle par Lucien Bertholon et Ernest Chantre, Charles-André Julien parle du type de Djerba comme de « petite taille, brachycéphale, mésorhinien, à cheveux bruns, yeux foncés, peau bistre et pigment jaunâtre ». Quant à Salah-Eddine Tlatli, citant Bertholon, il dépeint les « caractères ethniques » des Djerbiens « qui définissent un type humain à part en Afrique du Nord [...] La forme de leur crâne et leur taille : un crâne globuleux, massif, laissant à découvert un front bombé, limité par d'épais sourcils et des bosses pariétales accusées [...] Le corps est assez petit, trapu, musclé, avec de larges épaules [...] contraste avec les populations voisines. Les israélites ont des crânes plus allongés d'où la conclusion qu'il ne s'agit pas de Djerbiens judaïsés ». Sur ce dernier point, plusieurs études génétiques menées sur la population de l'île,, concluent dans le même sens en montrant que le patrimoine génétique des Juifs de Djerba se distingue nettement de celui de leurs voisins arabes et berbères. Les résultats indiquent en revanche « une très faible différenciation génétique entre les échantillons arabe et berbère qui peuvent être considérés, d'un point de vue génétique, comme une seule population ».
La population nombreuse et l'insuffisance des ressources locales, à l'origine de crises liées le plus souvent à de mauvaises récoltes, ont contribué à la mise en place d'un processus migratoire initialement saisonnier et temporaire, mais devenu petit à petit structurel et définitif. La grande majorité des Djerbiens qui quittent leur île travaillent dans le commerce en raison de la position stratégique de leur lieu d'origine. Même si la plupart d'entre eux restent dans un premier temps en Tunisie, où ils détiennent une position dominante dans le commerce alimentaire et de détail, depuis les réformes du ministre Ahmed Ben Salah dans les années 1960, qui ont regroupé le commerce de détail en coopératives, les Djerbiens émigrent majoritairement en Europe et plus spécifiquement dans l'agglomération parisienne,. L'argent rapatrié par les Djerbiens vivant à l'étranger joue un rôle important dans l'économie de l'île. En sens inverse, la migration sur l'île des Tunisiens du continent (majoritairement originaires des gouvernorats du sud et du centre-ouest du pays) s'est progressivement accrue et ceux-ci représentent désormais près de 45 % des habitants et 60 % des actifs. Dans ce contexte, ils concurrencent progressivement les natifs de Djerba sur le marché de l'emploi insulaire.
Compte tenu de l'espace limité, des maigres ressources de l'île et de la rigueur du rite ibadite, la tradition populaire veut que le Djerbien soit généralement connu comme un travailleur discipliné, rigoureux, parcimonieux et bon gestionnaire, de caractère plutôt réservé, calme et poli. Dans les familles ibadites, le fils même adulte ne fumait pas devant ses parents et la grand-mère gérait la famille d'une main de fer, ses fils, belles-filles et petits-enfants lui devant obéissance. Frères et associés allaient faire du commerce à l'extérieur de l'île à tour de rôle afin que quelques hommes adultes restent travailler la terre avec les femmes, les enfants et les hommes âgés.

## Mentalités

### Religions
C'est l'islam sunnite de rite malékite qui prédomine en Tunisie, bien qu'il existe une petite communauté pratiquant le rite sunnite hanéfite. Tel n'est guère le cas à Djerba où une grande partie de la population berbère se rattache à l'ibadisme, une branche du kharidjisme. L'islam kharidjite refuse aux hommes, même au calife, le droit d'interpréter les textes sacrés et préconise, outre un strict respect de ceux-ci, une vie sobre et une égalité parfaite entre tous les musulmans : 
« Le kharijisme a subsisté dans deux communautés berbères au Mzab en Algérie et à Djerba, ils ne sont jamais entrés en lutte ouverte avec les orthodoxes qui les entourent. »
 En fait, il a existé deux groupes d'ibadites rivaux à Djerba : les Wahbiya (partisans du souverain rostémide de confession ibadite `Abd al-Wahhab) et les Nakkara (dont la plus grande partie s'est finalement convertie au malékisme) se sont affrontés entre les VIIIe et XIVe siècles pour la domination de  l'île.

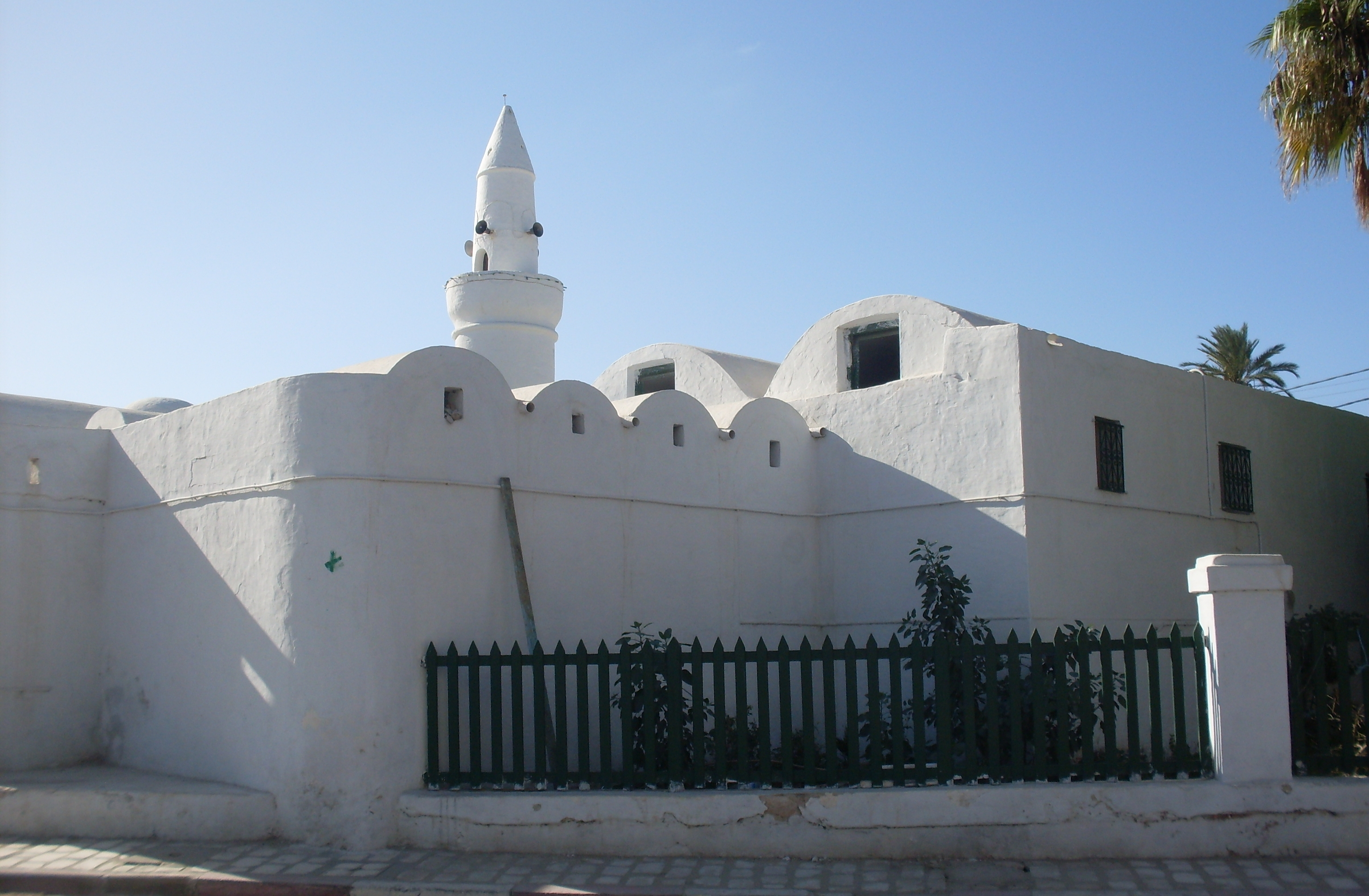
Mosquée des Turcs à Houmt Souk.

Cette distinction n'est plus effective de nos jours et les appellations « wahabites » (de Wahbiya) et « ibadites » se confondent. Les ibadites de Djerba, rétifs au pouvoir central du bey, affirmaient leur autonomie en formant des alliances avec ceux de Tripolitaine et du sud de l'Algérie (Ghardaïa). Fréquemment, ils refusaient le paiement des impôts et se soulevaient. Aussi l'introduction du sunnisme et du rite malékite sur l'île a-t-elle été encouragée par le pouvoir beylical, d'abord dans la localité de Houmt Souk au travers de l'action d'érudits et de théologiens venus de l'extérieur de l'île, comme Sidi Bouakkazine, Sidi Aloulou, Sidi Brahim El Jemni ou Sidi Abou Baker Ezzitouni. Ceci pourrait expliquer l'existence d'un certain antagonisme entre habitants ibadites d'identité berbère et habitants de rite malékite. En pratique, il existe entre eux quelques différences dans le rituel de la prière,.

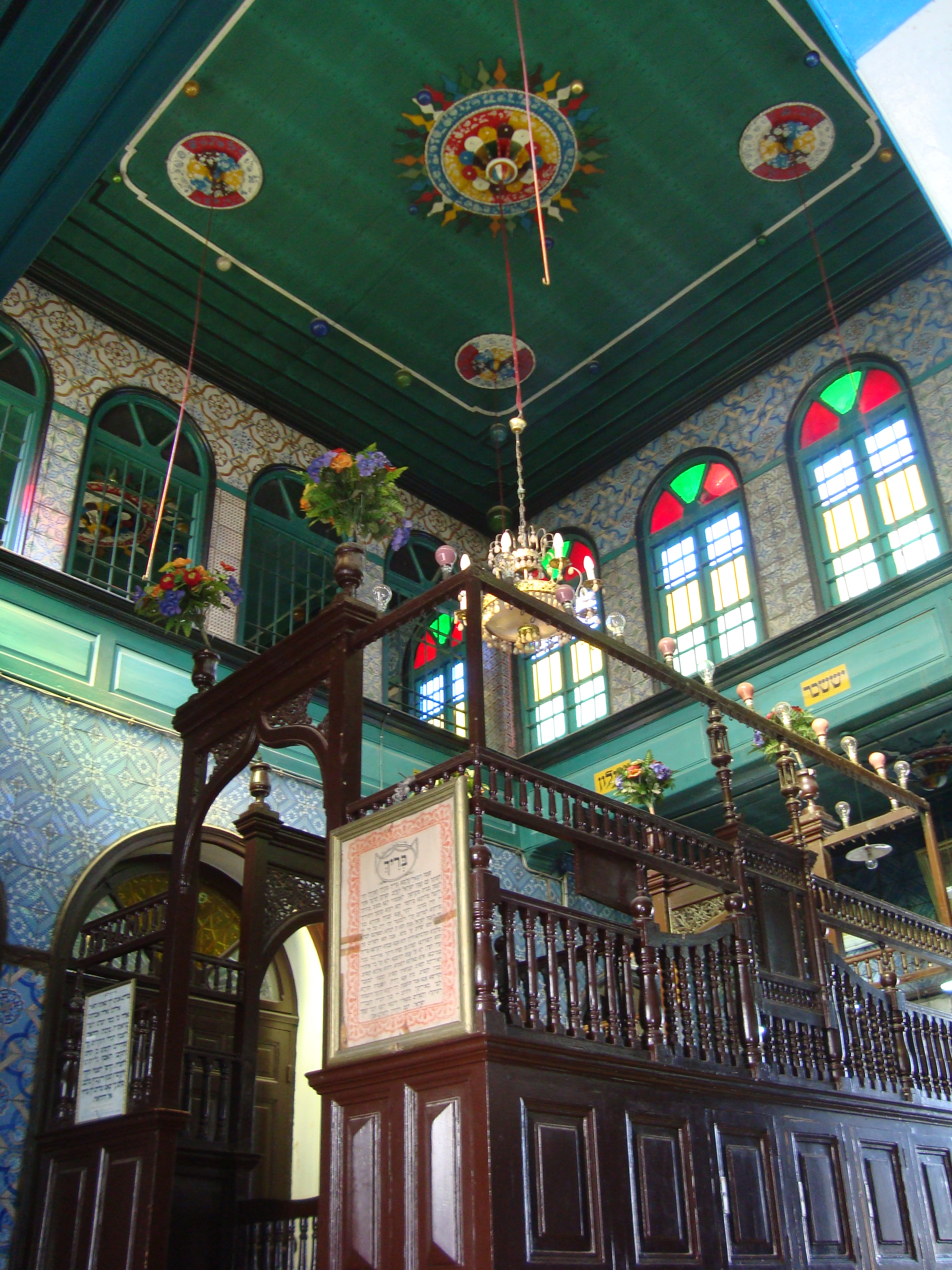
Intérieur de la synagogue de la Ghriba.

L'île abrite également une petite communauté juive qui comptait autrefois plusieurs dizaines de milliers d'individus, spécialisés en majorité dans des métiers artisanaux (bijouterie, cordonnerie, couture, etc.) mais pratiquant également le commerce. Elle y vit depuis des siècles en bonne entente avec la majorité musulmane malgré le déclin démographique engendré par l'émigration vers Israël dès 1948 et vers la France après 1956 (indépendance de la Tunisie), 1961 (crise de Bizerte) et 1967 (guerre des Six Jours). La synagogue de la Ghriba, située dans le village d'Erriadh (Hara Sghira, à neuf kilomètres au sud de Houmt Souk), est très ancienne et très célèbre. D'après les rabbins djerbiens, « les Juifs arrivés sur l'île auraient apporté avec eux certains manuscrits des Tables de la Loi qu'ils auraient sauvé des ruines du Temple de Jérusalem détruit par Nabuchodonosor et même certaines pierres du Temple sur lesquelles ils auraient bâti le sanctuaire ». Cette synagogue attire tous les ans, trois semaines après la Pâque juive, des pèlerins venus du monde entier mais surtout d'Europe et d'Afrique du Nord, qui « transportent en procession sur leurs épaules, hors de la synagogue, les Tables de la Loi, sous un lourd baldaquin multicolore qu'ils promènent » aux alentours. Plusieurs autres petites synagogues se trouvent à la Hara Kbira, principal quartier juif de l'île situé à Houmt Souk.
Au début du XXe siècle, Djerba comptait, parmi une population d'environ 40 000 personnes, plusieurs centaines de catholiques français, italiens, grecs et maltais. Ces groupes gagnaient leur vie, entre autres, comme artisans ou pêcheurs de poisson et d'éponges. L'église de culte catholique Saint-Joseph de Djerba, de style maltais, a été fondée en plein centre de Houmt Souk en 1848 ou 1849, par un prêtre de la mission Saint-Vincent de Paul aidé par l'évêque Gaetano Maria de Ferrare ; elle a été rouverte officiellement au culte et consacrée le 19 mars 2006. Il existe également une église grecque orthodoxe fondée vers 1890, dédiée à saint Nicolas, patron des pêcheurs, et située à proximité du port de Houmt Souk. Cette église fut construite à l'époque où une communauté grecque s'installa sur l'île ; elle était constituée principalement d'artisans et de pêcheurs, en particulier de pêcheurs d'éponges.

### Croyances et légendes
La superstition et ses mystères, comme les méfaits de l'envie et le mauvais œil d'origine berbère font l'objet d'un grand nombre de croyances populaires longtemps répandues sur l'île, comme dans le reste de la Tunisie. Certaines portent sur les jours et les nombres : ainsi les Djerbiens ont longtemps considéré le mercredi comme une journée néfaste pendant laquelle il ne fallait rien entreprendre, pas même un mariage ou la visite d'un malade. Le chiffre cinq et ses multiples sont prononcés pour éloigner le mauvais sort ou les influences négatives, d'où la popularité de la khamsa ou main de Fatima. Le septième jour est quant à lui un jour faste célébré après une naissance ou un mariage, de même que le quarantième jour après une naissance ou un décès. D'autres croyances sont bien vivaces : il se dit toujours que cela porte malheur de compter les gens et que superposer ses chaussures en les enlevant ou en les rangeant est un signe précurseur de voyage ; si en revanche, les chaussures se renversent, il faut tout de suite les retourner sinon Satan (echitan) fait sa prière dessus.
De nombreuses croyances sont liées à la nourriture. Le poisson est considéré comme un porte-bonheur et une protection contre le mauvais œil : de même que la khamsa il est représenté sur les bijoux et utilisé couramment dans la décoration des intérieurs ; un petit bijou représentant un poisson est accroché presque systématiquement aux habits des nouveau-nés. Naguère, le pain, vénéré, n'était jamais jeté avec les ordures : si l'on devait en laisser un morceau, il fallait d'abord l'embrasser puis le poser dans un endroit propre, de préférence surélevé, afin qu'un pauvre ou un animal pût le trouver propre ; on racontait qu'en observant la lune, on pouvait y voir une femme pendue par les paupières pour avoir touché son enfant avec un morceau de pain.
Croyances et légendes peuvent souvent paraître le résultat d'une sagesse populaire soucieuse de préserver l'honneur et la paix des familles. Ainsi, on trouvait encore dans les années 1950-1960 des cas de disparitions attribués à une khiala, comme celle de Hammam El Ghoula, fantôme d'une très belle femme qui apparaît à ses victimes, les ensorcelle et les emporte pour les libérer sains et saufs après un ou plusieurs jours, en principe sans aucun souvenir. Était-ce une façon de justifier des fugues ? De même, l'expatriation massive des hommes de Djerba laisse comprendre que pendant des générations ils aient continué d'admettre qu'un fœtus puisse être porté par la mère pendant plusieurs années et naître en l'absence du père (erraged). On croyait également que les âmes des morts rôdaient autour des cimetières durant la nuit et pendant les heures les plus chaudes de la journée. C'est pendant ces mêmes heures, racontait-on aux enfants, qu'une vieille et méchante femme (azouzat el gaila) attrapait ceux qu'elle trouvait dans la rue et les dévorait. Les enfants étaient également terrifiés à l'idée d'être attrapés par l'un de ces « messieurs » à la recherche de victimes porteuses de signes particuliers, dont le sacrifice leur permettrait de trouver un trésor enfoui.

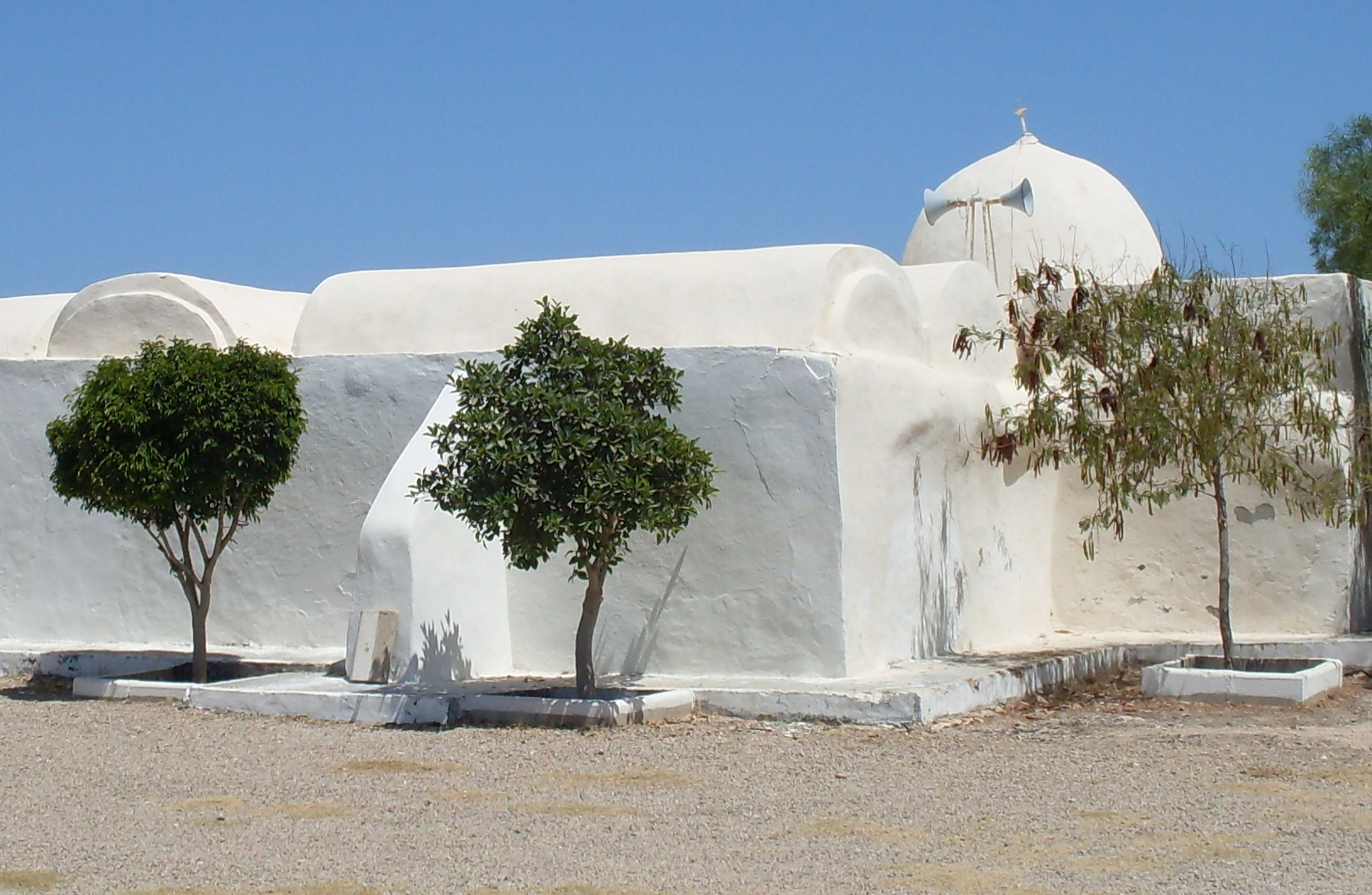
Jemaâ Sidi Salem Essatouri.

Des légendes entourent certaines mosquées comme Sidi Zitouni — appelé aussi Koubet El Kheiel, « dôme du fantôme » —  et Jemaâ El Guellal à Houmt Souk, mais aussi Sidi Zikri et bien d'autres. On raconte ainsi que Sidi Satouri, paysan modeste, possédait un lopin de terre isolé et difficile à travailler. Après une journée de dur labeur, il s'arrête en pleine route pour faire sa prière lorsqu'un riche cortège de mariage tente de l'interrompre, en vain. Sa prière achevée, il se rend compte que le cortège a été pétrifié sur place. De retour au village, il raconte son aventure aux villageois qui, incrédules, se rendent sur place et, voyant le cortège transformé en pierres, considèrent Sidi Satouri comme un saint et édifient sur le lieu de son aventure une mosquée qui porte son nom, Jemaâ Sidi Salem Essatouri.
La légende des Sallaouta, installés dans la région de Mezraya, raconte que ceux-ci décidèrent de construire une mosquée, choisirent l'emplacement et commencèrent à en creuser les fondations. Le lendemain, revenant vers leur chantier, ils aperçurent sur une hauteur un pilier en marbre de douze pans qu'aucune main humaine n'aurait pu placer à cet endroit. Ils virent là un signe divin, ajoutèrent trois colonnes de pierre et du mortier et bâtirent la mosquée appelée Jemaâ Sellaouati.
Beaucoup d'autres croyances sont associées à de saints personnages comme Lalla Thala qui guérirait du trachome et aiderait à trouver l'âme sœur, Sidi Marcil (saint Marcel) qui soignerait la stérilité des femmes ou Maamouret Aghir qui guérirait les maladies de la peau et rapprocherait les amoureux séparés.

## Art de vivre

### Traditions
Djerba possède des traditions d'une grande richesse : la multitude des bijoux (longtemps le métier de bijoutier fut l'exclusivité des Djerbiens juifs) et des costumes traditionnels, jusqu'aux chapeaux caractéristiques de certains villages comme Guellala et Sedouikech, une gastronomie variant d'un lieu à l'autre et les particularités de sa musique (longtemps exécutée par des musiciens et chanteurs en majorité noirs) sont à l'image de la diversité de la population de l'île, de ses langues et de ses rites.
Plusieurs traditions entourent les temps forts du calendrier musulman et tout particulièrement le ramadan. Ainsi, chez certains Djerbiens ibadites la jeune fille qui jeûne pour la première fois (en principe dès la puberté) est reçue à dîner pendant tout le mois par ses parents et amis et reçoit des cadeaux destinés à son trousseau de mariage (coupons de tissu, draps, etc.).
Certaines coutumes font intervenir deux personnages traditionnels, en général incarnés par des Djerbiens noirs. Le premier, le tengam, a pour rôle de réveiller les habitants pendant les nuits du ramadan, pour le dernier repas avant le début du jeûne quotidien. Il y a sur l'île plusieurs tengam qui sillonnent les villages et vont de maison en maison en battant leur tabl et en chantant goumou le s'hourkoum. Le quinzième jour de ce même mois, les Djerbiens les attendent pour leur offrir zlabias et f'tair (larges beignets). Ils repassent le jour de l'Aïd el-Fitr pour recevoir de l'argent.
Quant au second, appelé boussadia, c'est un personnage typiquement africain portant masque et peaux d'animaux ornées de petits miroirs et de rubans multicolores. Il passe de maison en maison, souvent accompagné d'un enfant habillé comme lui, pour chanter et danser au son de petites cymbales en fer de forme ovale. Ce spectacle constitue une distraction pour laquelle les gens lui offrent de l'argent. Entre les années 1960 et 1990, le boussadia est devenu une attraction plus touristique que populaire mais la situation évolue et ce personnage réapparait de plus en plus devant les maisons.
Certaines traditions ont pratiquement disparu, comme celle des moussem, journées qui revenaient plusieurs fois par an et au cours desquelles on se devait de porter un repas de viande ou de poisson aux mosquées ou aux voisins les plus pauvres. D'autres se maintiennent, parmi lesquelles la plus connue est le mariage traditionnel.

### Gastronomie
Avant l'essor touristique, les Djerbiens cultivaient du blé, de l'orge, du sorgo et des lentilles qui constituaient la base de leur alimentation. Le couscous d'orge (malthoutha) au poisson ou à la viande séchée et conservée dans de l'huile d'olive (dhan) et les petits anchois séchés (ouzaf) sont des spécialités de l'île. La zammita, une préparation à base d'orge grillé, de fenugrec et d'épices, est pour sa part consommée par les Djerbiens au petit déjeuner, au goûter voire en repas principal, accompagnée de légumes crus ou en salaison (oignons verts, navets, carottes ou poivrons) ou de fruits (raisins ou grenades). Le sorgho est consommé en gâteaux, entremets (sahlab et bouza) ou bsissa.

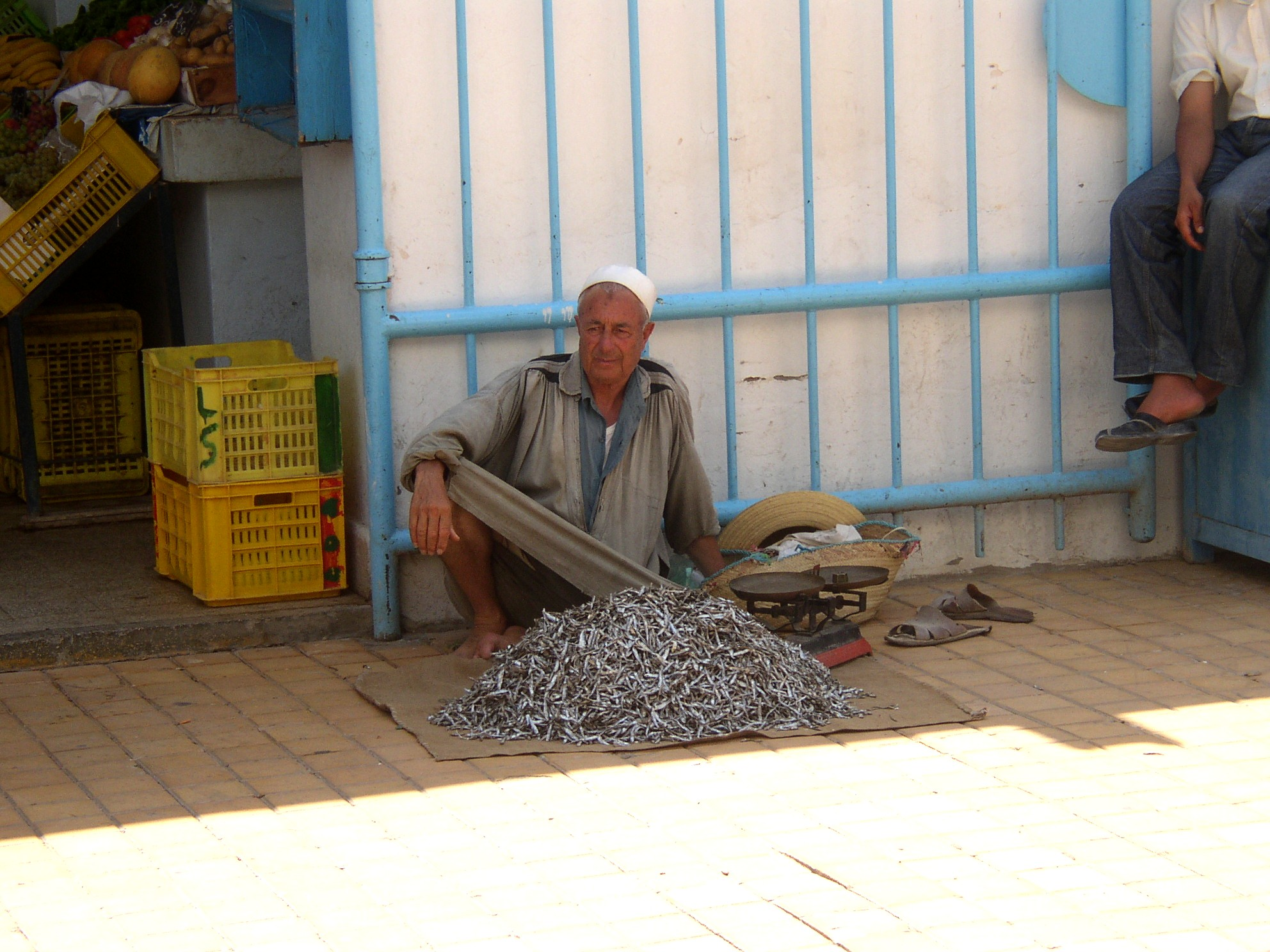
Vendeur de ouzaf sur un trottoir.

La gastronomie djerbienne plutôt frugale varie toutefois d'une localité à l'autre, même si la cuisson à la vapeur qui aurait déjà eu la préférence des anciens Berbères y prédomine. Ainsi, pour le couscous djerbien, la semoule est-elle cuite à la vapeur de même que le poisson ou la viande et les légumes assaisonnés d'épices. On utilise alors un couscoussier en terre cuite à deux étages, typique de l'île, appelé keskess bou rouhine. Le riz djerbien est également cuit à la vapeur : viande, foie et légumes sont émincés, assaisonnés et mélangés au riz légèrement trempé à l'avance, l'ensemble étant ensuite cuit à la vapeur. Plusieurs variétés de farines de céréales et de légumes secs (orge, sorgho, blé, lentilles, pois chiches, fenugrec, etc.) assaisonnées d'épices et d'herbes appelées bsissa sont préparées et conservées pour être consommées naturelles, salées ou sucrées avec de l'huile d'olive, des fruits ou légumes frais, des dattes ou des figues séchées.
Les Djerbiens sont aussi friands de poissons, de poulpes (frais ou séchés), de seiches et de calmars ; ces derniers farcis d'herbes permettent de préparer un plat de couscous ou de riz. Les ouzaf, constituent un condiment de choix, en particulier dans la préparation du mchelouech bil ouzaf et du mesfouf djerbien (couscous peu arrosé de sauce, bien épicé et riche en herbes dont le yazoul ou gazoul) ou du s'der (soupe de semoule).
Le séchage de la viande est pratiqué sur toute l'île : la viande coupée en tranches fines (kadid) est assaisonnée de sel et enduite d'huile (afin d'en éloigner les mouches), séchée au soleil puis bouillie dans l'huile d'olive (m'selli), conservée (d'hane) et utilisée pour la préparation de plats typiques. La glaia, viande cuite conservée dans de la graisse de mouton et assaisonnée de curcuma, de sel et de poivre, peut également se conserver pendant un ou deux mois ; elle s'accommode notamment avec des tomates, poivrons et œufs et se mange avec du pain ou une bouillie épaisse de farine d'orge (bazine ou iche) ou de blé (assida).

Échantillon de plats djerbiens
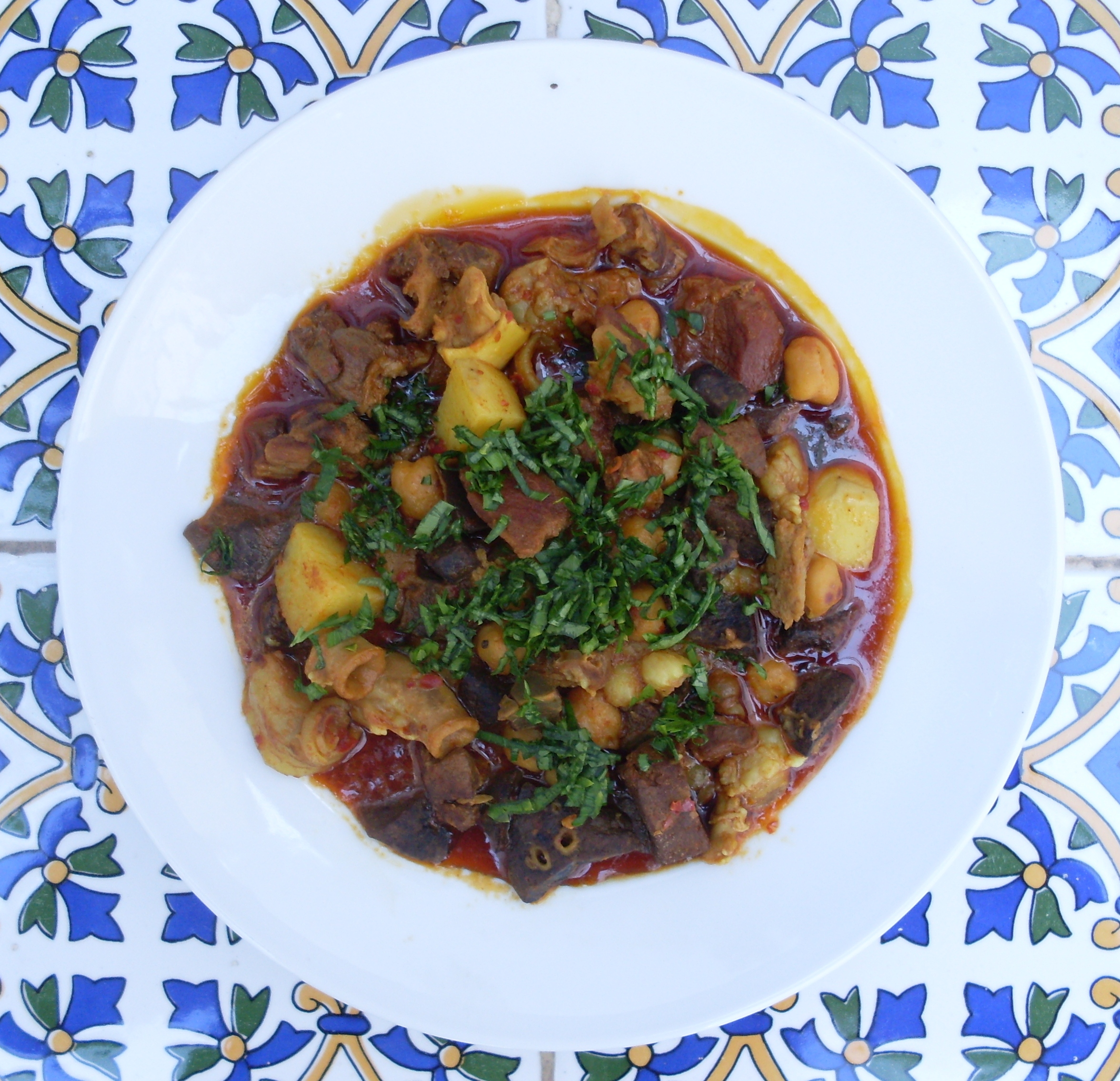
Kamounia (sauce aux abats et à la viande).
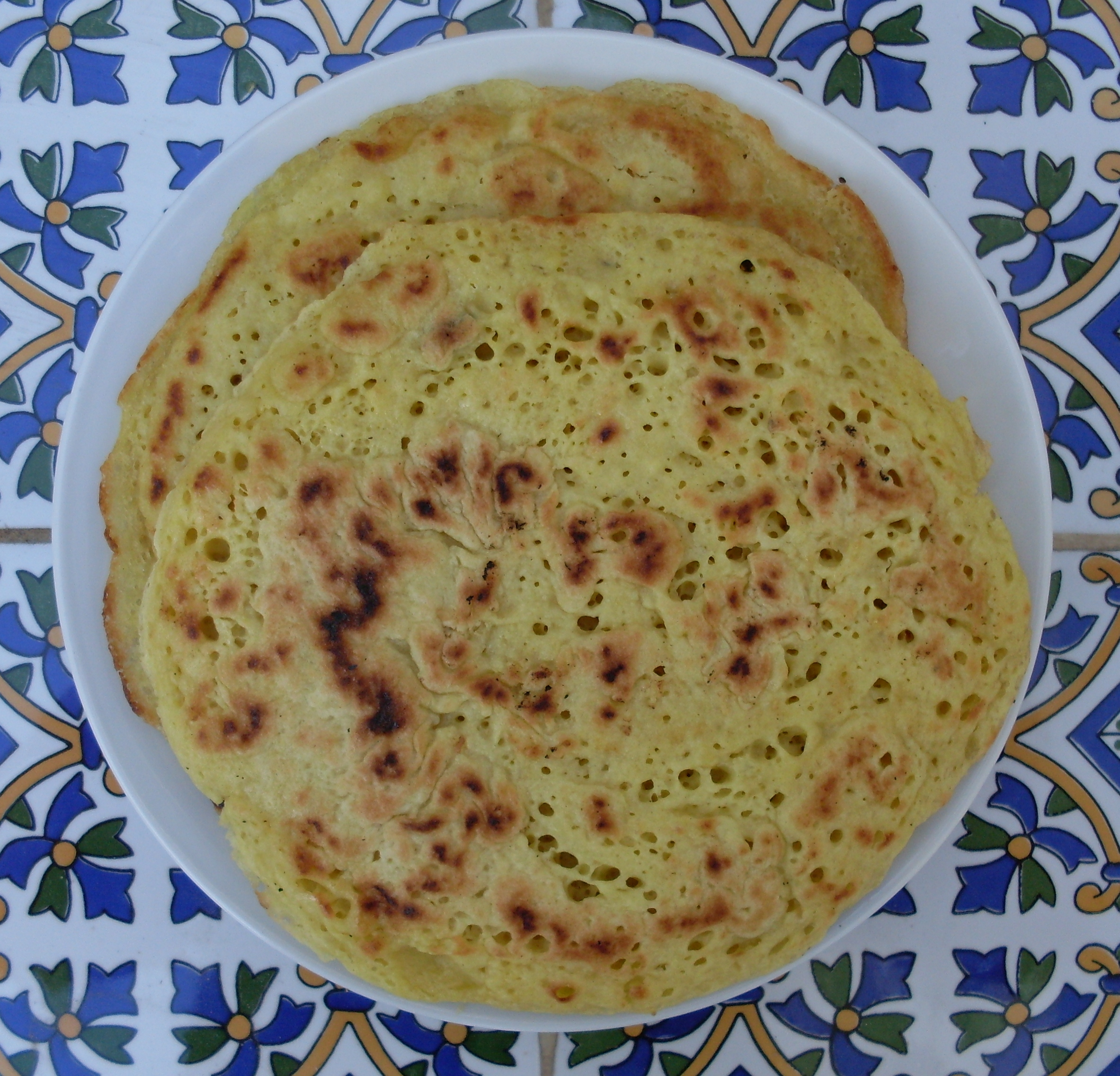
Kesra (galette de pain).
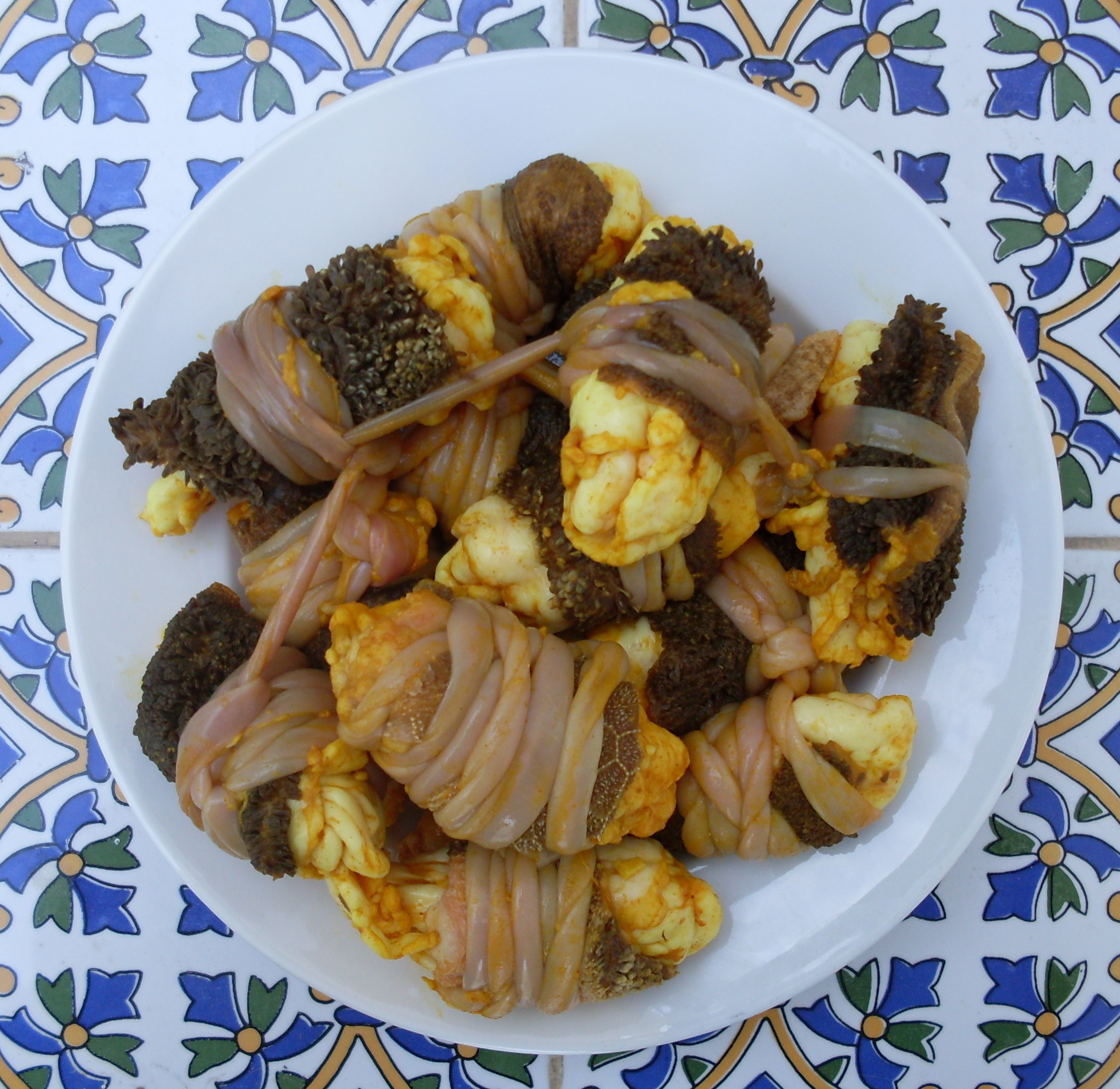
Osban (tripes farcies).
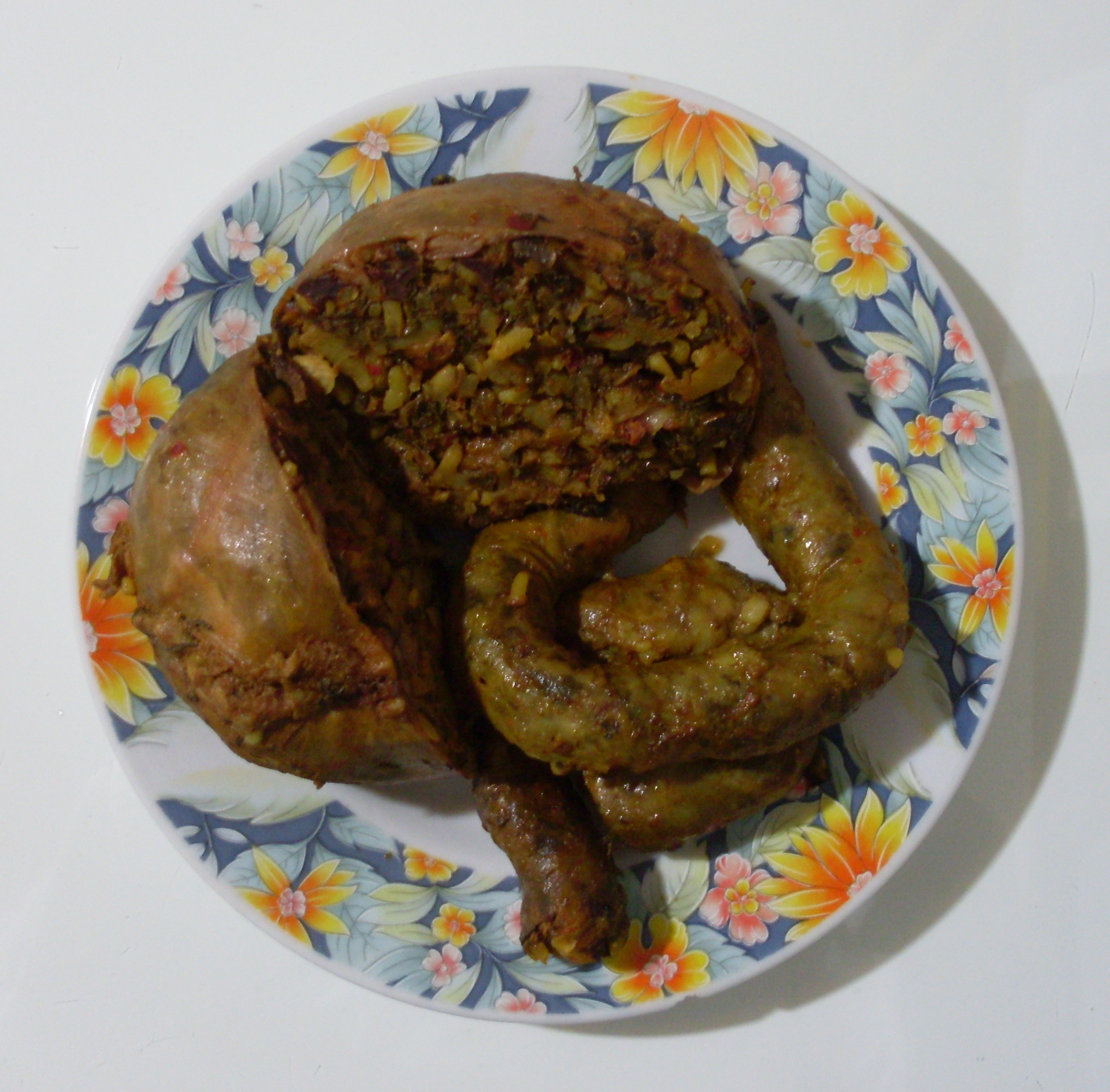
Mahchi (tripes farcies).

La pâtisserie traditionnelle djerbienne est quant à elle relativement pauvre. Les boissons typiques sont le legmi (sève de palmier qui se transforme en vin de palme dans la journée compte tenu d'une fermentation naturelle très rapide) et le l'ban (lait fermenté ou petit-lait). Le thé vert à la menthe ou le thé noir parfumé aux feuilles d'une variété de géranium (atr'cha) se boit bien sucré, aussi bien après qu'entre les repas.

### Musique et danse
La musique djerbienne traditionnelle se fonde essentiellement sur les percussions avec la darbouka (petit instrument utilisé par les hommes et les femmes) et le tabl (grand tambour cylindrique lourd à porter, utilisé exclusivement par les hommes) ainsi qu'un instrument à vent autrefois nommé ghita et de plus en plus appelé zoukra ou zurna, utilisé uniquement par les hommes. Les rythmes sont généralement lents et mélodieux ; l'un d'entre eux, la chala, est spécifique à l'île. Le mezoued a été introduit sur l'île plus récemment, avec notamment les chanteurs Hbib Jbali et Mahfoudh Tanish.

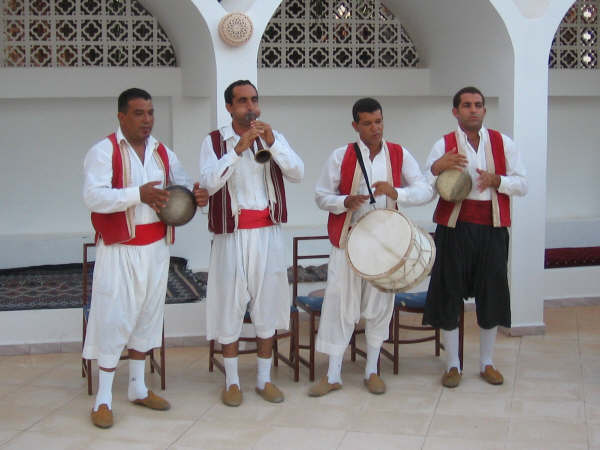
Groupe de musiciens djerbiens.

Le chant à thème occupe une place de choix : les chansons racontent généralement une histoire romantique, le plus souvent triste et nostalgique ; les paroles sont parfois osées, surtout lorsqu'il s'agit d'histoires d'amour. Beaucoup de paroliers sont des femmes, ce qui pourrait s'expliquer par le fait que traditionnellement, alors que l'homme s'expatriait pour faire du commerce, la femme restait sur l'île, loin de son conjoint, pour s'occuper de la terre, des enfants et des personnes âgées.
Le rythme de la danse folklorique djerbienne est différent de celui de la plupart des autres danses folkloriques tunisiennes ; il est plutôt lent et se danse généralement les pieds à plat sur le sol alors qu'ailleurs en Tunisie le rythme est souvent rapide et se danse en demi-pointes. Le gougou, danse folklorique de la communauté d'origine subsaharienne présente dans l'île depuis plusieurs générations et qui dispose de son propre patron (Sidi Sâad), s'effectue quant à lui avec des bâtons et accompagné de chants et de tabl, commençant par un rythme lent qui s'accélère progressivement pour finir par des mouvements endiablés.

### Mariage
Les distractions étant rares, les mariages, qui se célèbrent surtout en été, sont attendus en particulier chez les malékites pour lesquels ils sont une occasion de défoulement, notamment pour les femmes. Chez les Djerbiens de rite ibadite, les mariages sont plus austères, souvent sans danse, voire sans musique. Jusqu'à récemment, les différents groupes ethniques et religieux ne se mariaient pas entre eux alors que leurs relations étaient affables : le mariage endogame a été pendant des siècles le plus commun sur l'île et le reste toujours dans les campagnes.

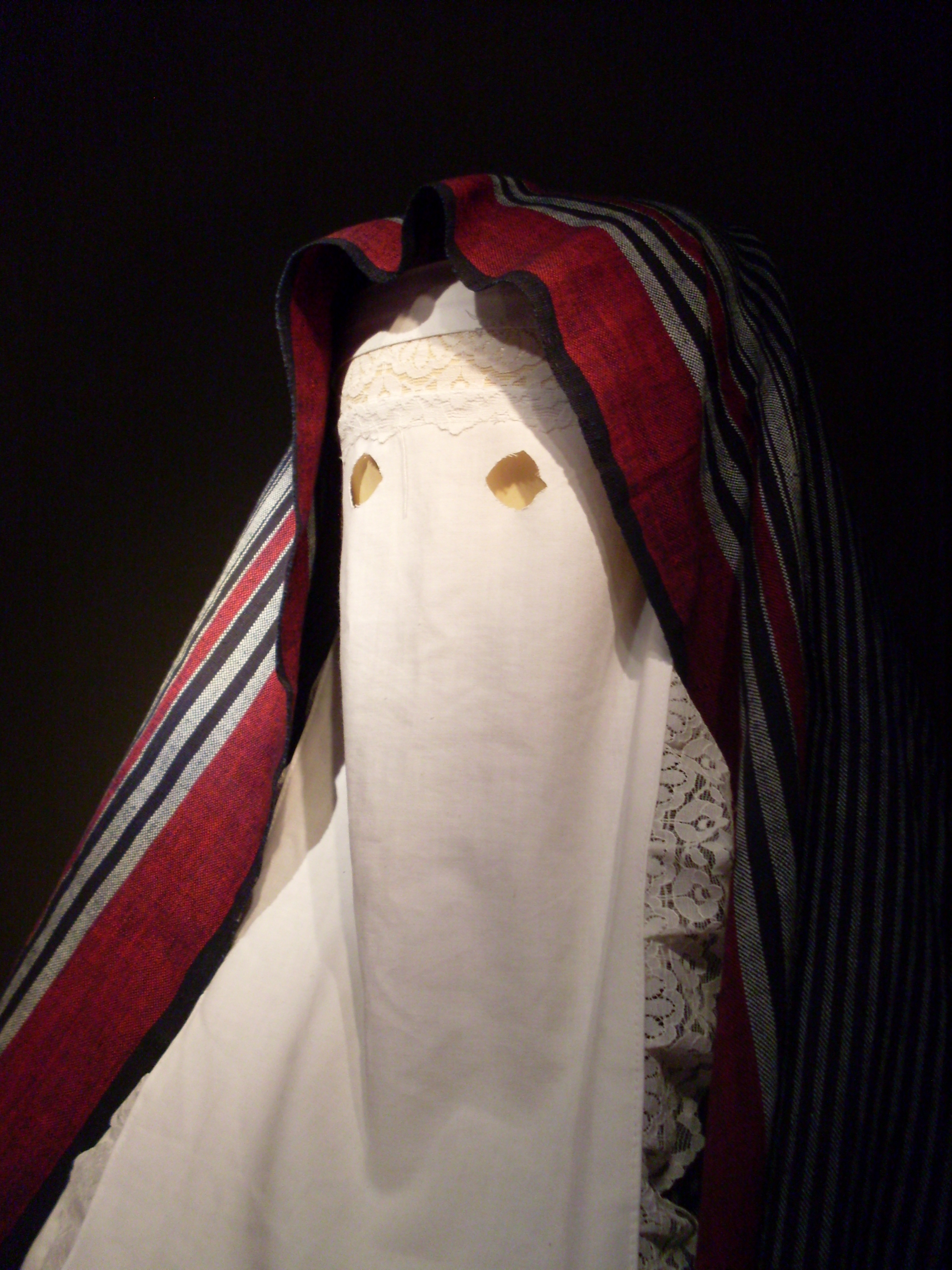
Hejba.

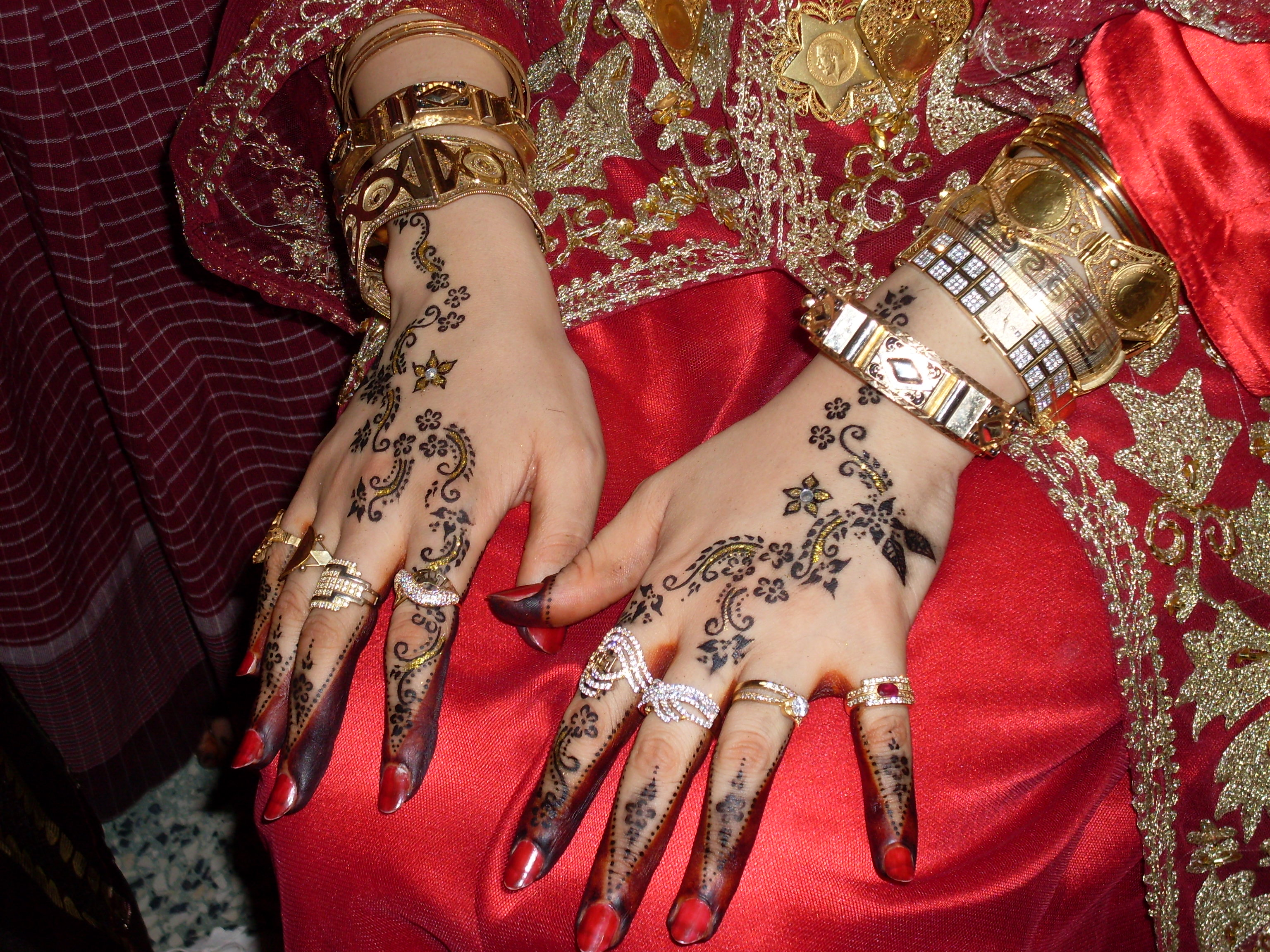
Mains d'une mariée djerbienne.

Le mariage traditionnel se célèbre sur plusieurs jours et compte plusieurs cérémonies,. Dans la ville de Houmt Souk, la hejba est la première d'entre elles : c'est alors que la dot est remise au père de la mariée. Le paiement d'une dot par le futur époux ou sa famille à celle de la future épouse est l'une des conditions du mariage musulman. Au Moyen-Orient, elle comprend deux parties : l'une payée au moment du mariage, appelée mokkadam, et l'autre appelée moakhar, la plus importante et payée en cas de divorce.
En Tunisie au contraire, la dot est normalement payée en entier au moment du mariage ; à Djerba, elle sert pour préparer le trousseau de la mariée (vêtements et linge, couvertures de laine et matelas notamment). Elle est d'autant plus élevée que la jeune fille est jolie et issue d'une famille importante.
Après l'indépendance de la Tunisie en 1956, une grande campagne a été menée pour réduire la dot à une somme symbolique et, au début des années 1960, des Djerbiennes se marient avec une dot symbolique d'un dinar. À partir de la hejba, la future mariée cesse de sortir de chez elle pendant un certain temps (une semaine à un mois, voire plus), en grande partie pour se protéger du Soleil, la peau blanche étant l'un des principaux critères de beauté à Djerba. Par ailleurs, plusieurs zaouïas sont visitées, où des bougies sont allumées.
Mais c'est durant la semaine même du mariage que cérémonies et festivités se multiplient. Les familles des futurs époux organisent des festivités séparées et ce n'est qu'à l'aube de la septième journée qu'elles se rencontrent pour fêter ensemble le dernier jour, traditionnellement un vendredi. Les cérémonies pour femmes sont animées par des musiciennes et, en général, les hommes n'y accèdent pas. En revanche, les femmes, autrefois majoritairement voilées, peuvent accéder aux soirées musicales organisées pour les hommes. En plus des musiciens locaux, jadis noirs le plus souvent, les Djerbiens font appel à ceux des îles Kerkennah, dont le folklore est proche du leur, et parfois à ceux de Ghomrassen, appelés toualeb. Les invités apportent en cadeau des œufs frais et de l'argent aux mères des futurs époux. Note est prise de ces cadeaux — que l'on appelle hourem ou haouram — afin qu'au moins l'équivalent soit offert en retour.
À Houmt Souk, à l'occasion du premier des sept jours du mariage, les invitations (tahdhir) sont lancées par l'intermédiaire de « dames de compagnie » (haddharat) habillées, maquillées et parées de bijoux ; les familles visitées leur offrent à manger ainsi que de l'argent. Ce même jour, la zammita, du mariage est préparée au son de chants traditionnels et de youyous.

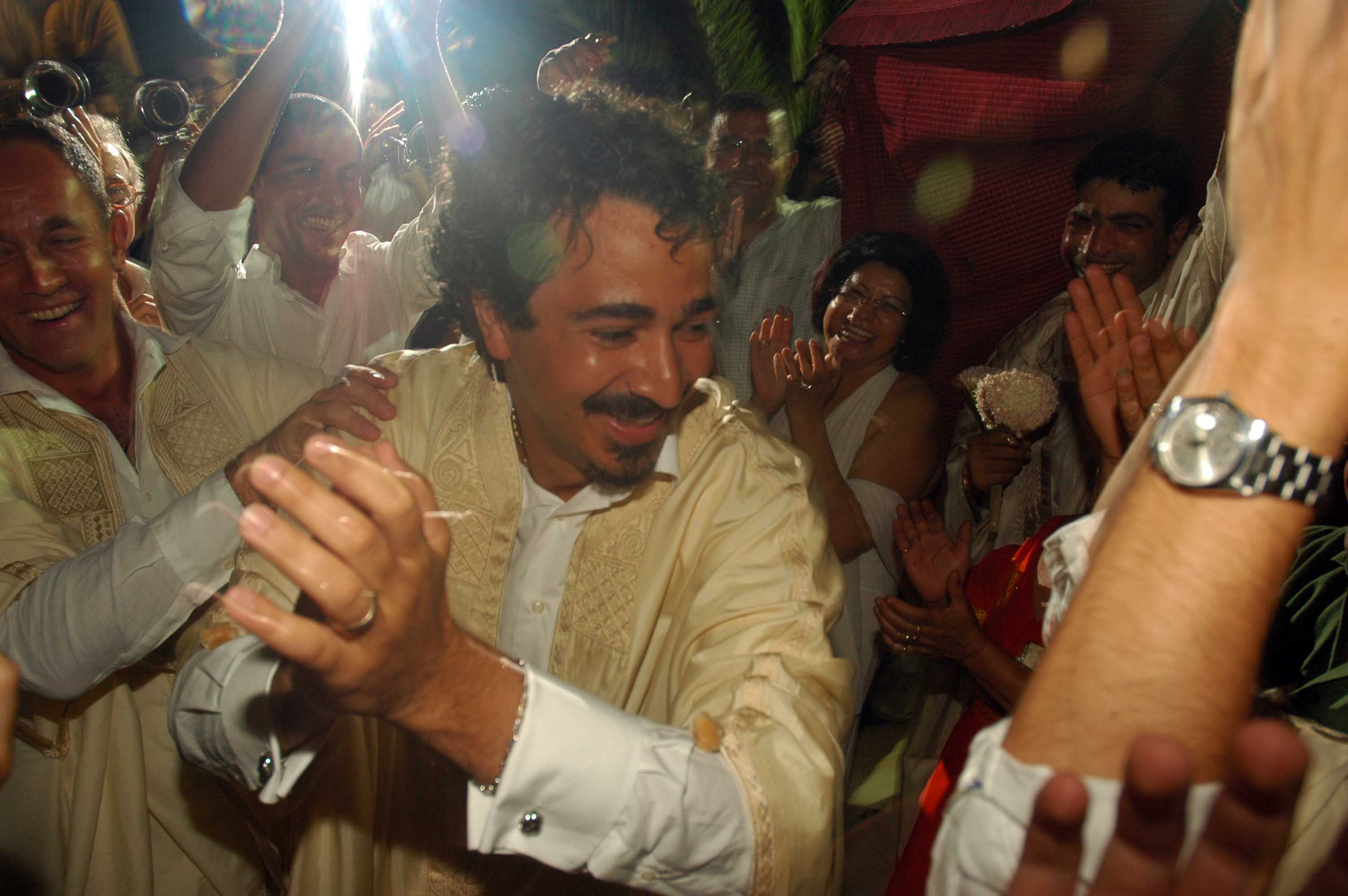
Marié célébré par ses amis le soir de la henna kbira.

D'autres festivités suivent, dont la henna sghira, le quatrième jour du mariage : des enfants de familles proches, habillés en adultes (les fillettes maquillées et parées de bijoux traditionnels), sont reçus par les parents de la future mariée ; ils apportent, dissimulée dans du henné en feuilles, une bague qu'un petit garçon enfile à l'annulaire de la jeune fille. Sa famille leur offre à manger, ainsi que des cadeaux et des œufs durs colorés. La soirée est dédiée à la cérémonie de la tatrifa : après les chants et les danses, une proche parente du futur marié applique du henné à sa promise, au rythme de chants traditionnels et de youyous et à la lumière de bougies tenues par de jeunes épouses (appelées saddarat), parées d'habits et de bijoux réservés aux mariées.
Le lendemain soir a lieu la henna kbira. Chez le futur marié, un yahni est servi aux invités. Des cadeaux sont envoyés à sa future épouse : un couffin de produits de maquillage traditionnels (gouffat el henna), de l'encens, des bijoux, un r'dé qu'elle portera pour la jeloua et un beskri sont amenés, en principe, à cheval par un homme adulte, de préférence noir, accompagné de proches parentes du futur marié. Pendant ce temps, celui-ci se laisse habiller par ses amis à la lumière des bougies et au son de la musique.
Une cérémonie particulière à l'île et qui aurait des origines païennes, la berboura, a alors lieu : le futur époux, abrité par un beskri et accompagné de ses proches parentes et de ses amis, rend une visite rituelle à un olivier d'où il détache un rameau avec lequel il frappe symboliquement les célibataires présents. Le jour suivant, le contrat de mariage est signé et une cérémonie de coiffure, le bambar, a lieu chez la mariée. Par le passé, sur ses cheveux coiffés en fines tresses rassemblées en deux tresses principales tombant le long du visage, des pièces d'or rondes appelées mahboub, étaient appliquées. Avant le bambar, les parents de la mariée offrent un yahni à leurs invités. Après une soirée de musique et de danse, la mariée est portée chez son mari à dos de chameau, dans la jehfa (sorte de baldaquin orné de tentures), accompagnée de ses invités et de musiciens en costume traditionnel dansant et jouant du tabl et de la ghita, suivie de son trousseau porté par d'autres chameaux,. Une fantasia (course de chevaux) est parfois organisée lors du parcours, ou un spectacle de zgara, danse-combat entre deux hommes armés de sabres. Dans certaines localités, la mariée ne doit arriver chez son époux qu'à l'aube pour le dkhoul (la nuit de noces). Les deux époux se partagent un œuf dur et une jarre est brisée quand ils s'isolent. Dans certains villages ce moment est précédé du rituel du derdek : la mariée entrée dans la chambre à coucher pousse la porte pour empêcher le marié de l'y rejoindre.

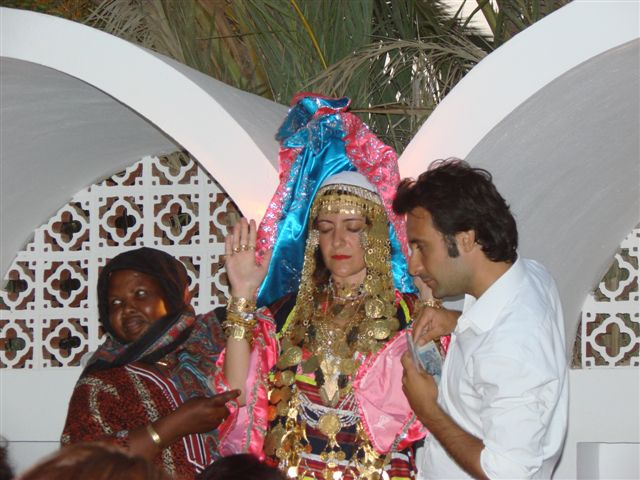
Mariée durant la cérémonie de la jeloua.

La jeloua a lieu le lendemain et consiste en un après-midi de chants et de danses animé par des musiciennes traditionnelles, en majorité noires, appelées chouachan. En fin d'après-midi, habillée en r'dé, parée de bijoux et le visage couvert d'un grand foulard, le boundi, la mariée est portée sur un coffre (autrefois réservé à son trousseau) par son frère aîné. Face au soleil se déroule alors un rituel au cours duquel son visage est montré par intervalles aux invités par la zaiana (la maquilleuse, en principe noire) qui baisse et soulève le boundi au rythme des youyous, la nouvelle épouse gardant les yeux fermés. Pièces de monnaie et bonbons sont lancés par les frères et oncles de la mariée qui se succèdent à sa gauche sur le coffre, alors que la zaiana se tient à sa droite. Le tout s'achève au coucher du soleil, lorsque le marié tourne sept fois le boundi sur la tête de sa femme puis le retourne sur l'autre face. Le troisième jour après le mariage (ethalath), les parents de la mariée rendent visite à leur fille. Le contenu d'un grand couffin de fruits secs et de bonbons typiques de l'île (gouffat ezraraa) est partagé entre les deux familles. La dernière cérémonie (essboua) a lieu quatre jours après. La mariée peut alors attacher pour la première fois son beskri avec une broche centrale, au lieu des deux qu'elle a portées sur les côtés depuis le commencement du mariage. Elle enjambe un récipient contenant du poisson frais et travaille la semoule pour le couscous au poisson (cousksi el khouatem) qui sera offert aux invités (rappelons qu'à Djerba le poisson conjure le mauvais œil).
Ce jour-là, le marié invite les parents et amis masculins qui auront le droit de rencontrer sa femme à l'avenir. Ceux-ci baisent la main de la mariée et lui offrent de l'argent.

### Rapports à l'environnement

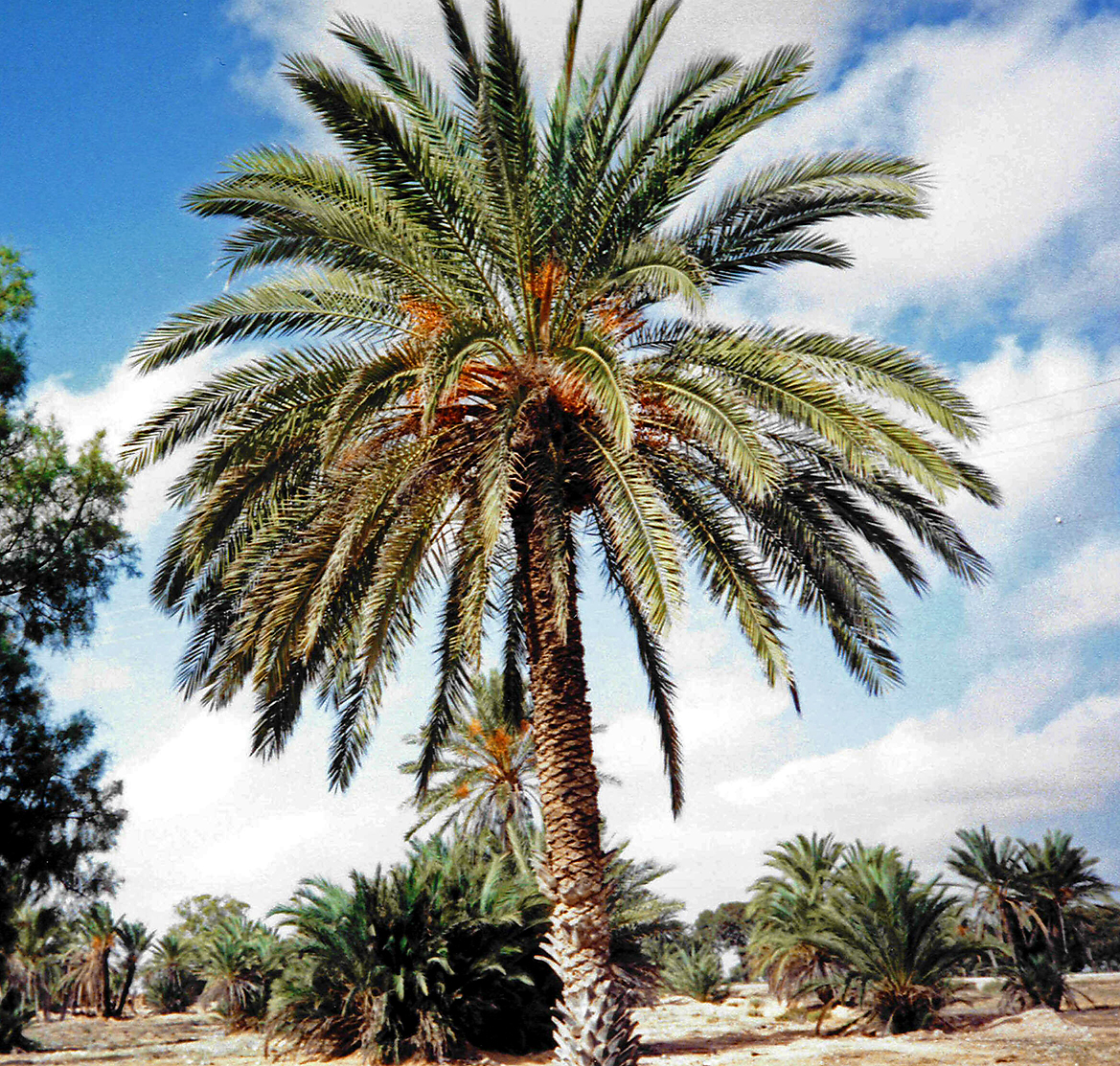
Palmier-dattier avant la récolte.

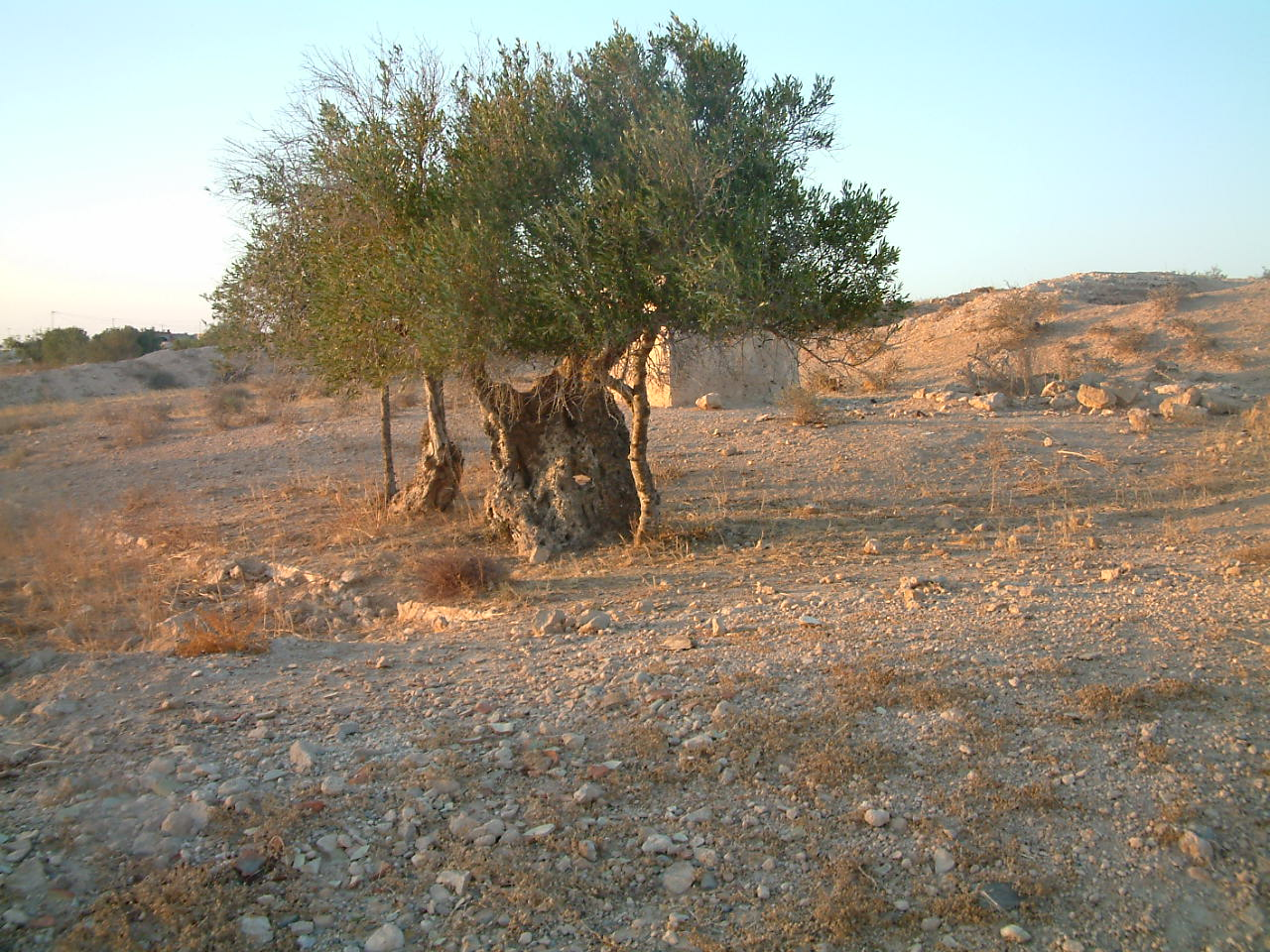
Vieil olivier isolé.

Les Djerbiens ont entretenu avec leur environnement des rapports spécifiques avant l'essor touristique et le revirement que vit l'île depuis la fin du xxe siècle.
Les centaines de milliers de palmiers dattiers de l'île représentent un élément très important pour la population qui en utilise toutes les parties, : les palmes sont employées en vannerie et pour les barrières des pêcheries fixes. Leur partie supérieure sert aussi de balai. La nervure (ou rachis) des palmes encore vertes, leur partie dure, est utilisée pour fabriquer un jeu de société appelé sigue ainsi qu'à la confection de brochettes pour les barbecues. Cette nervure est également employée par les pêcheurs pour la confection des nasses. Lorsqu'elles sont sèches, les palmes servent de combustible : la partie terminale, qui brûle rapidement, est utilisée pour faire partir le feu et la partie proche du stipe comme bois de combustion. Les palmes entières entraient dans la construction des enclos pour animaux (zriba), des huttes qui servaient autrefois d'habitation aux plus pauvres ou comme abris pour les cuisines externes et les toilettes, voire des khoss où les habitants se réunissaient. Elles sont employées à présent pour faire des parasols sur les plages.
Le tronc du palmier coupé en deux dans le sens de la longueur (sannour) est utilisable pour la charpente du menzel et constitue la plupart des poutres des anciennes habitations et des ateliers de tissage,. Il servait aussi à la fabrication de certains instruments des vieux pressoirs à huile. Les régimes, une fois débarrassés des fruits qu'ils portent, sont utilisés comme balais pour les cours sablonneuses et les alentours du menzel. Ils sont également employés par les pêcheurs pour confectionner des cordages et enfiler le poisson vendu à la criée. Le cœur de palmier, appelé jammar, constitue un entremets et la sève (legmi) est bue fraîche le matin ou fermentée, comme vin de palme.
Les dattes, dont l'île produit plusieurs variétés, sont consommées aussi bien fraîches que séchées. On en fait également des confitures, on les farcit de pâte d'amande et on les utilise elles-mêmes pour farcir des gâteaux comme le makroud. Elles constituaient un élément fondamental dans le régime alimentaire des Djerbiens. Les habitants de confession juive les utilisent en outre pour la fabrication d'un alcool appelé boukha (qui se fait aussi à partir de figues). Leurs noyaux étaient concassés et utilisés dans l'alimentation des chameaux. L'ensemble de ces utilisations explique le nom donné au palmier dans le parler berbère de Djerba : taghalett, qui signifie « la précieuse ».
La place qu'occupe l'olivier, connu à Djerba depuis des millénaires, n'est guère moindre et des rites (berboura) sont encore célébrés autour de lui pendant les cérémonies de mariage aussi bien que de circoncision. Tout comme pour le palmier, les Djerbiens font un usage multiple de toutes les parties de l'arbre : les fruits sont utilisés pour l'extraction de l'huile d'olive qui sert dans l'alimentation et la cosmétique (en particulier pour le soin des cheveux) ainsi que dans la pharmacologie traditionnelle. Par ailleurs, lorsque les Djerbiens visitent les zaouïas, ils font souvent des offrandes d'huile d'olive. Elle était aussi employée pour l'éclairage (mosbah ou lampes à huile) et pour allumer le feu (f'tilat zit ou mèche).
Huiles usagées et déchets d'huile servaient pour la confection de savon artisanal. Les olives sont aussi conservées pour usage alimentaire — plusieurs procédés sont utilisés dont le séchage, la salaison et la saumure — et les noyaux broyés et utilisés dans l'alimentation du bétail, en même temps que les restes des olives pressées. Les feuilles de l'olivier (ainsi que celles des autres arbres fruitiers) sont séchées et servent également à l'alimentation du bétail, en particulier des chèvres et des moutons. Les Djerbiens en font aussi un usage médicinal (notamment des tisanes contre le diabète). Les branchages secs sont utilisés comme combustible et les troncs pour la confection d'objets en bois d'olivier.
L'orge constituait l'aliment de base des Djerbiens, sous diverses formes : zammita (poudre d'orge aromatisée), malthoutha (couscous d'orge), kesra (galettes d'orge), bazine (pudding d'orge), h'sou (soupe de farine d'orge), d'chicha, pain, crêpes et gâteaux d'orge sont consommés sur l'île depuis des millénaires. La paille est utilisée pour l'alimentation du bétail qui peut avoir exceptionnellement droit au grain, par exemple pour engraisser le mouton de l'Aïd al-Adha. Le grenadier est aussi une ressource végétale familière aux habitants de Djerba qui utilisent son fruit en totalité, y compris l'écorce employée au tannage des peaux. Les feuilles servaient pour l'alimentation du bétail et les branchages secs comme combustible.
Les Djerbiens ne jetaient presque rien : les épluchures de figues de Barbarie, de melons, de pastèques, de courges ainsi que celles des légumes avec leurs feuilles (carottes ou radis) étaient coupées en petits morceaux et utilisées pour l'alimentation du bétail. Les pépins non consommés par les humains — les Djerbiens sont friands de ceux de courge et de tournesol — sont aussi donnés aux animaux. Les roses, certains géraniums (atr'cha) et les fleurs d'oranger sont distillés et utilisés en cuisine, surtout dans les desserts, ainsi que par la cosmétique ou la pharmacologie traditionnelles. Les écorces d'oranges sont quant à elles séchées, pilées et utilisées pour aromatiser café et gâteaux. Ainsi les Djerbiens opéraient-ils un recyclage systématique des restes ménagers, les quelques déchets non utilisables étant déposés dans une grosse fosse creusée à l'extrémité du champ ou du verger et couverte de sable une fois remplie.
Pour l'alimentation de leurs animaux, les Djerbiens ramassaient l'herbe du printemps, la conservaient pour la saison sèche et broyaient et traitaient tous les restes alimentaires difficiles à consommer tels quels. Tous les branchages secs, voire les crottes de chameaux, étaient systématiquement ramassés, conservés et utilisés comme combustible. Les restes de linge et habits usés étaient coupés dans le sens de la longueur et utilisés pour la fabrication de nattes (klim ch'laleg). Les écorces d'amandes servaient pour la fabrication d'une teinture traditionnelle pour cheveux (mardouma). Les restes de papiers (journaux, vieux cahiers, etc.) étaient vendus au poids. La vaisselle se faisait avec l'eau du puits (en général saumâtre) et du sable, de l'argile ou une herbe grasse qui pousse spontanément, appelée gassoul. Le cuivre était nettoyé avec de la cendre et la peau de citrons pressés. L'eau de vaisselle servait pour arroser les grenadiers et autres plantes supportant l'eau saumâtre. Le kaolin et l'argile verte (disponibles à Guellala) étaient utilisés en cosmétique (bain de cheveux et masques pour visage et corps), de même que d'autres produits naturels comme le fenugrec, le miel, la farine de pois chiche, le blanc et le jaune d'œuf, l'huile d'amande, etc.
Jusqu'aux années 1970, il était interdit d'introduire des bouteilles en plastique sur l'île et l'usage des sachets en plastique était rare, les Djerbiens se rendant au marché avec leurs couffins s'ils y allaient à pied et leur zembil s'ils y allaient à dos d'âne ou de mulet. Avec le tourisme, les bouteilles en plastique ont été autorisées et l'usage des sachets et emballages en plastique s'est généralisé, sans parler des boîtes de conserve en métal ou en plastique ; il est devenu commun de voir les bords de route jonchés de ce genre de déchets et ce même en pleine campagne. La structure même de l'habitat est en train de changer : on assiste à la transformation de Midoun en vraie ville et à la naissance d'autres agglomérations, comme Ouled Amor qui comptait à peine quelques maisons jusqu'aux années 1980 et Sidi Zaid où il n'y avait pratiquement pas de constructions hormis la zaouïa. Des habitations et des locaux de commerce ont commencé à pousser comme des champignons le long des côtes qui n'étaient peuplées que de palmiers, cactus, agaves, aloès et figuiers de Barbarie. La composition de la population, l'habillement, le langage et les mœurs sont en train de changer.

## Institutions culturelles

### Musées

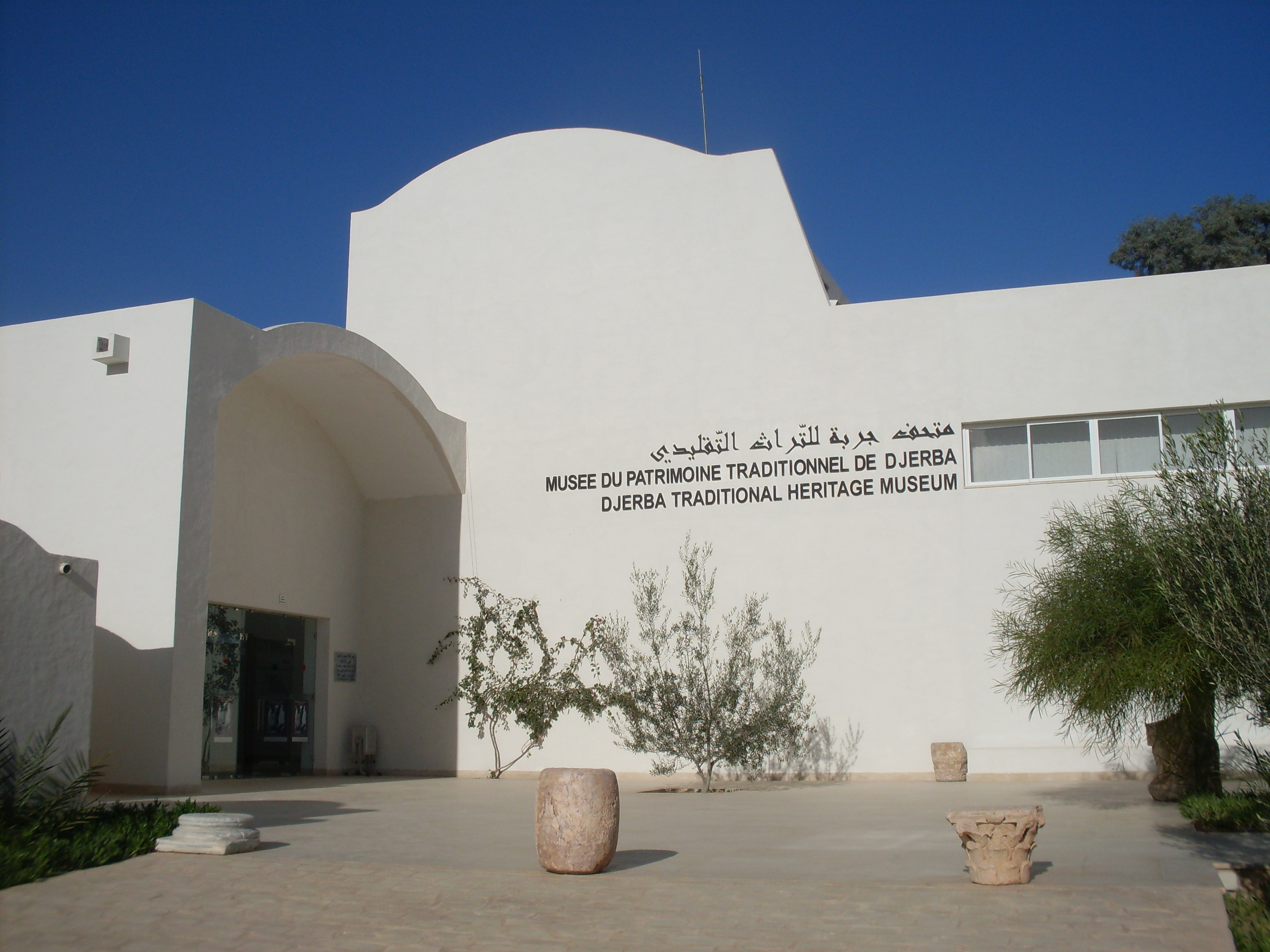
Musée du patrimoine traditionnel de Djerba.

Le musée du patrimoine traditionnel de Djerba est aménagé à la fin des années 1970 dans l'ancienne zaouïa de Sidi Zitouni, un sanctuaire de style mauresque construit au XVIIIe siècle sous l'instruction du caïd de l'île Ben Ayed. Il abrite le cénotaphe du cheikh Abou Baker Ezzitouni, un savant théologien sunnite. Ce musée permet de découvrir les richesses folkloriques de l'île : costumes de divers groupes sociaux, bijoux fabriqués par les artisans juifs, exemplaires du Coran ou encore ustensiles de cuisine. Le 17 décembre 2008, devenu musée du patrimoine traditionnel de Djerba, il a rouvert après des travaux d'extension et de réaménagement dans un ensemble comprenant, outre la zaouïa restaurée, un nouveau bâtiment de 2 000 m2 reprenant l'architecture traditionnelle de l'île.

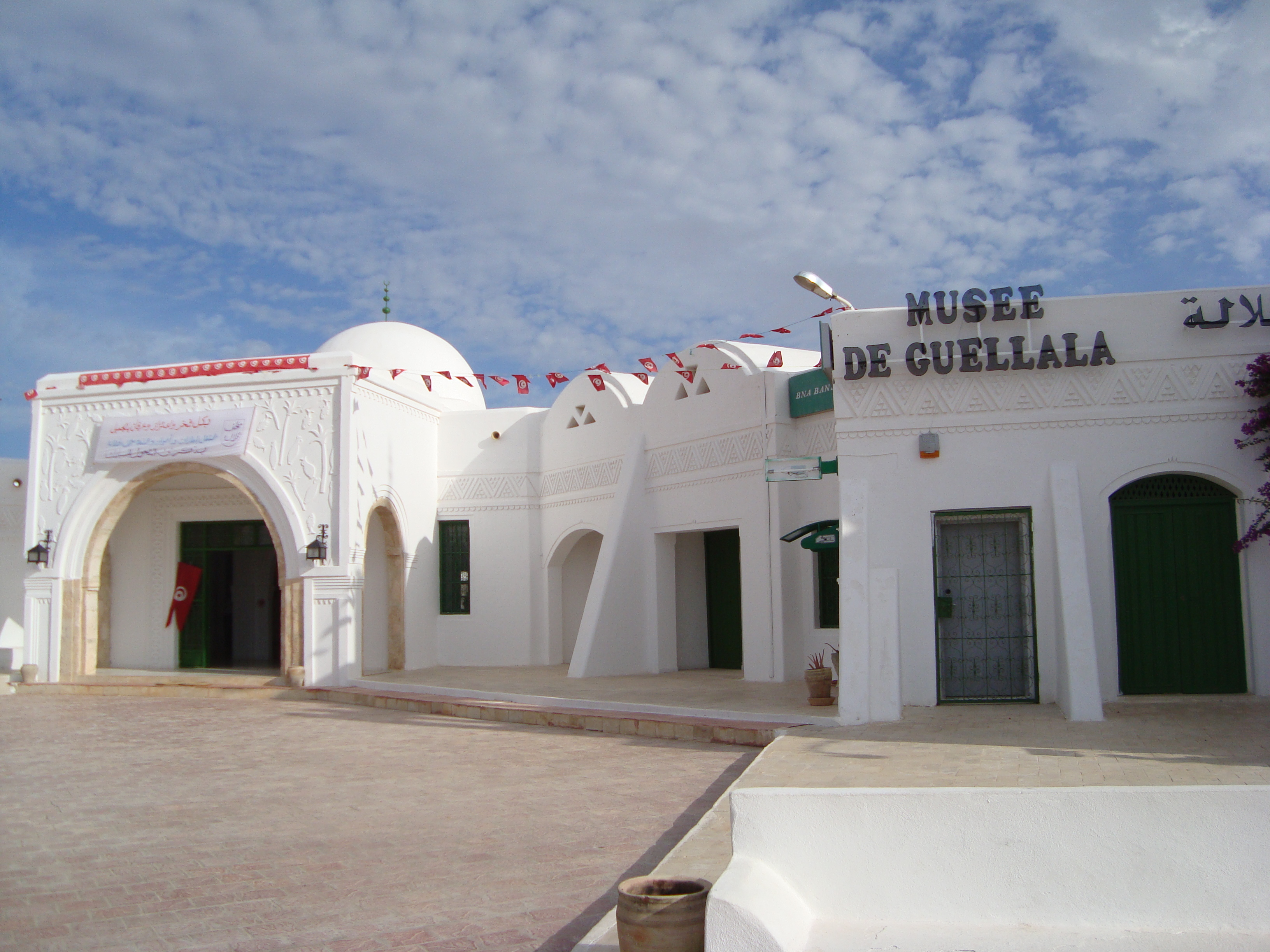
Musée de Guellala.

Le musée de Guellala, ouvert en 2001, expose également des collections sur le patrimoine djerbien. Avec plus de 4 000 m2 d'exposition, il offre une série de pavillons indépendants développant chacun un thème (fêtes, traditions et coutumes, artisanat, mythes et légendes, musique traditionnelle, mosaïques ou encore calligraphie arabe). Il reçoit environ 100 000 visiteurs par an dont 30 % de Tunisiens.
Jemaâ Fadhloun, mosquée située à proximité de la route reliant Houmt Souk à Midoun et dont la fondation remonterait au XIe siècle, a été transformée en musée permettant au visiteur de découvrir comment les mosquées ont servi de refuge aux habitants lors d'attaques et de sièges et leur permettaient de se défendre et d'assurer leur survie.
À proximité du phare de Taguermess, se trouve un parc à thèmes s'étendant sur douze hectares : Djerba Explore. Il abrite un village traditionnel djerbien reconstitué, le musée Lalla Hadria, qui présente quant à lui un panorama de l'art tunisien et du monde arabo-islamique, un circuit du patrimoine djerbien et la plus grande ferme aux crocodiles du bassin méditerranéen.

### Festivals et événements
Djerba organise plusieurs festivals tout au long de l'année. Ils sont notamment destinés à faire découvrir les multiples facettes de la société djerbienne.
Le Festival international Djerba Ulysse (juillet-août) invite des musiciens et des groupes de théâtre et organise parallèlement des activités et des animations pour faire connaître et valoriser le patrimoine local. Dans le même but, le Festival de la poterie de Guellala propose un programme culturel qui permet de faire découvrir les créations des potiers de ce village, situé dans le Sud de l'île.
Le Festival des musiques des îles du monde et du film insulaire accueille des groupes de musiciens et de chanteurs venant de diverses îles à travers le monde ; des projections de films documentaires à caractère insulaire sont également au programme. Le comité culturel de Houmt Souk et la maison de la culture Férid-Ghazi organisent le Festival Farhat-Yamoun de théâtre et d'arts scéniques.
Le Festival de plongée et de voile traditionnelle, qui se tient chaque été dans la ville d'Ajim, est un événement à la fois culturel et sportif qui fait découvrir la méthode de plongée des pêcheurs d'éponges et organise des courses de felouques et d'autres compétitions de sports nautiques.
On peut mentionner également le Festival du film historique et mythologique (juillet-août), la régate de planche à voile (septembre) et le Festival des marionnettes (novembre).
En 2014, l'humoriste française Samia Orosemane y crée un Festival du rire.
Les 19 et 20 novembre 2022, l'île accueille le 18e sommet de la francophonie.

### Art de rue:Djerbahood
À partir de l'été 2014, sous l'impulsion de Mehdi Ben Cheikh, les murs des maisons du village d'Erriadh sont recouverts de fresques réalisées par des artistes internationaux dans le cadre d'une manifestation d'art urbain baptisée Djerbahood,,.

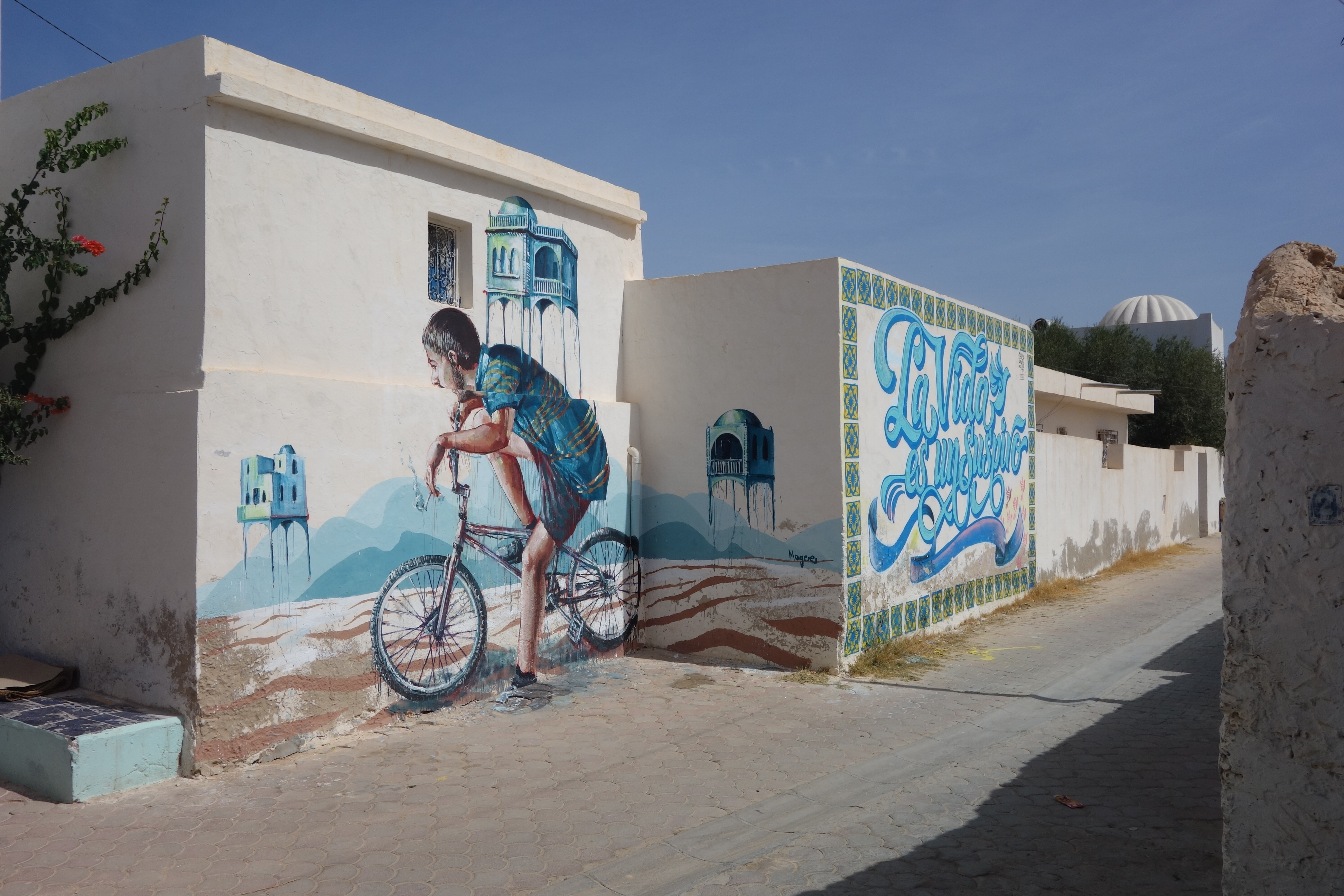
Garçon sur son BMX.
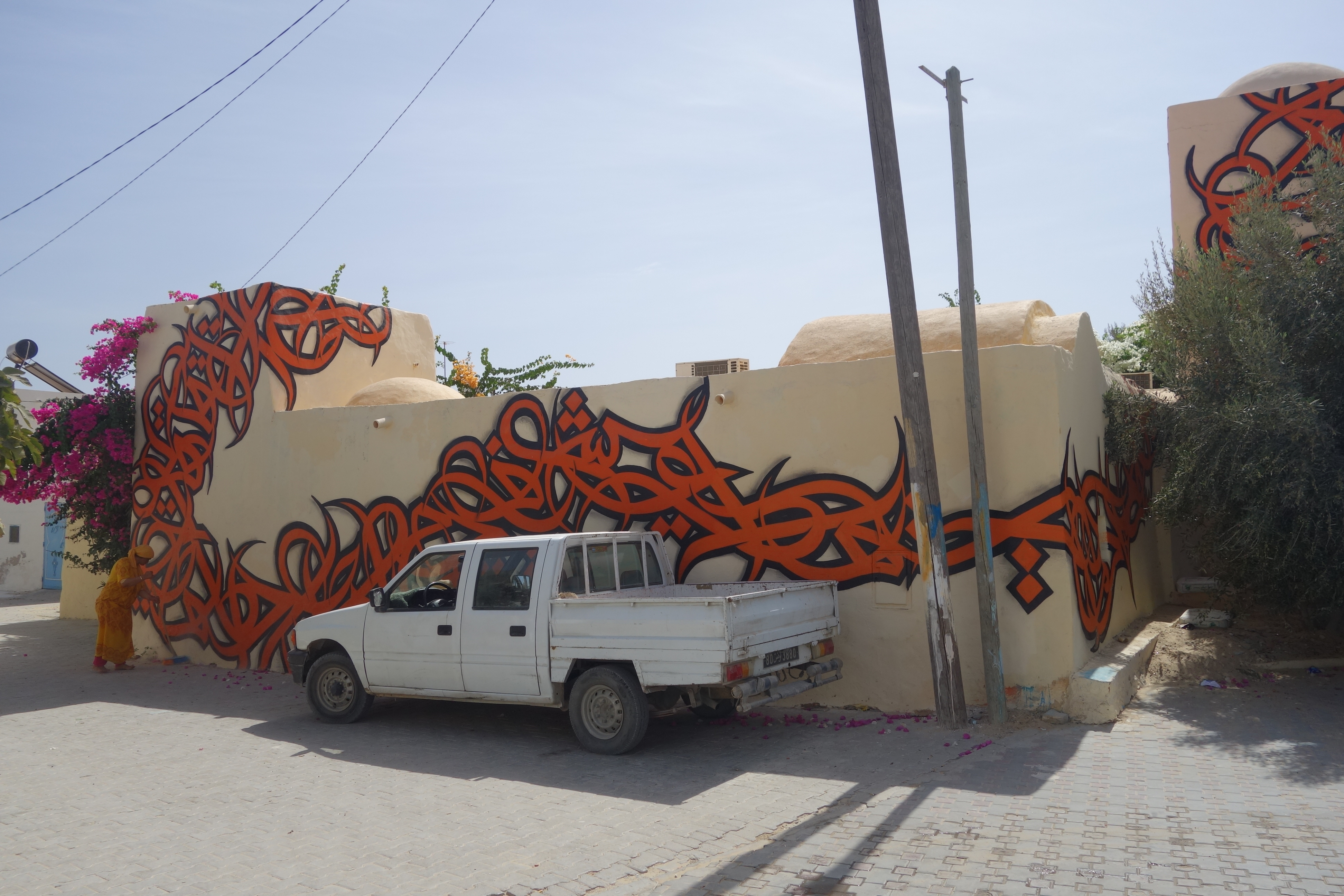
Calligraphie le long d'un mur.
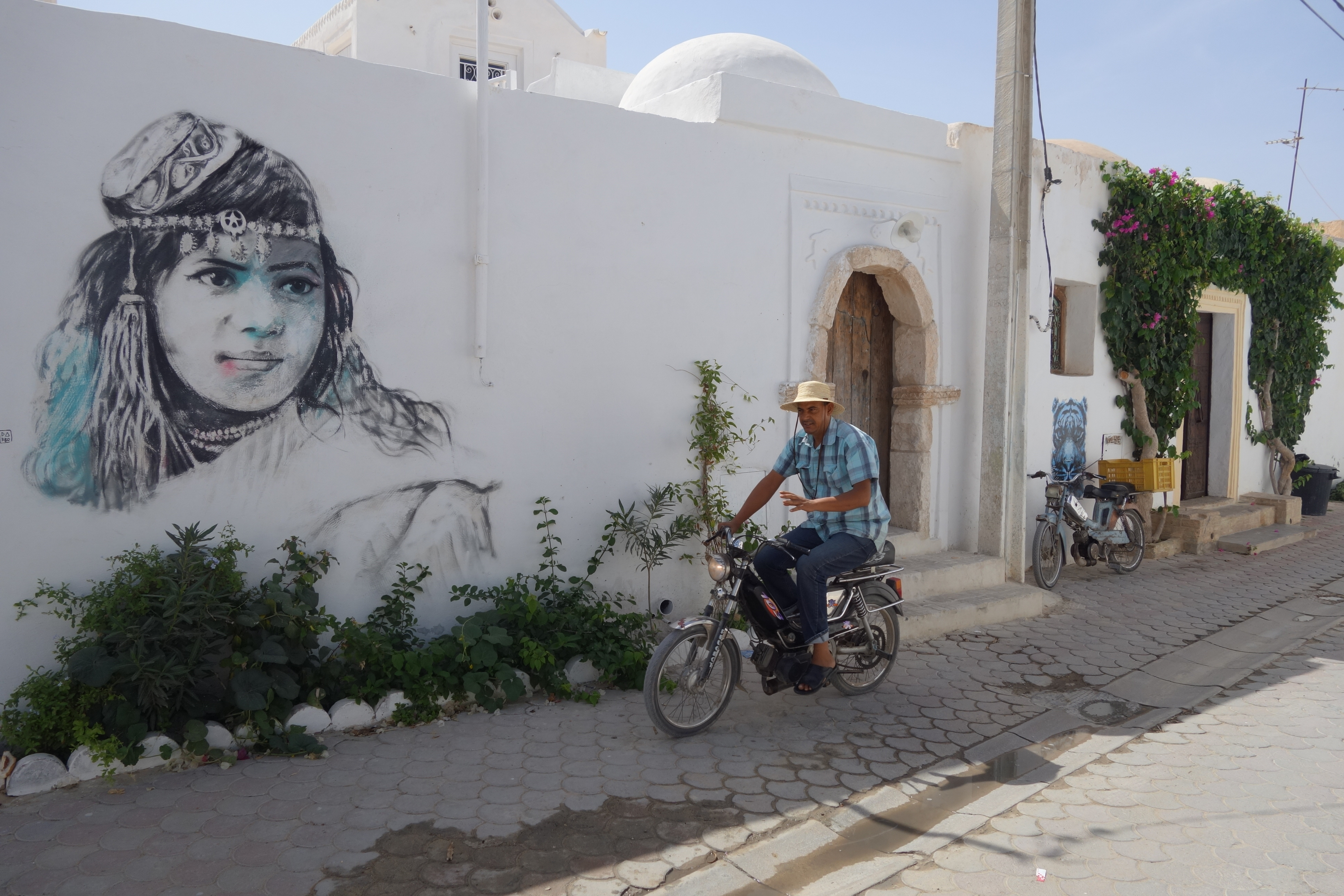
Portrait d'une berbère.
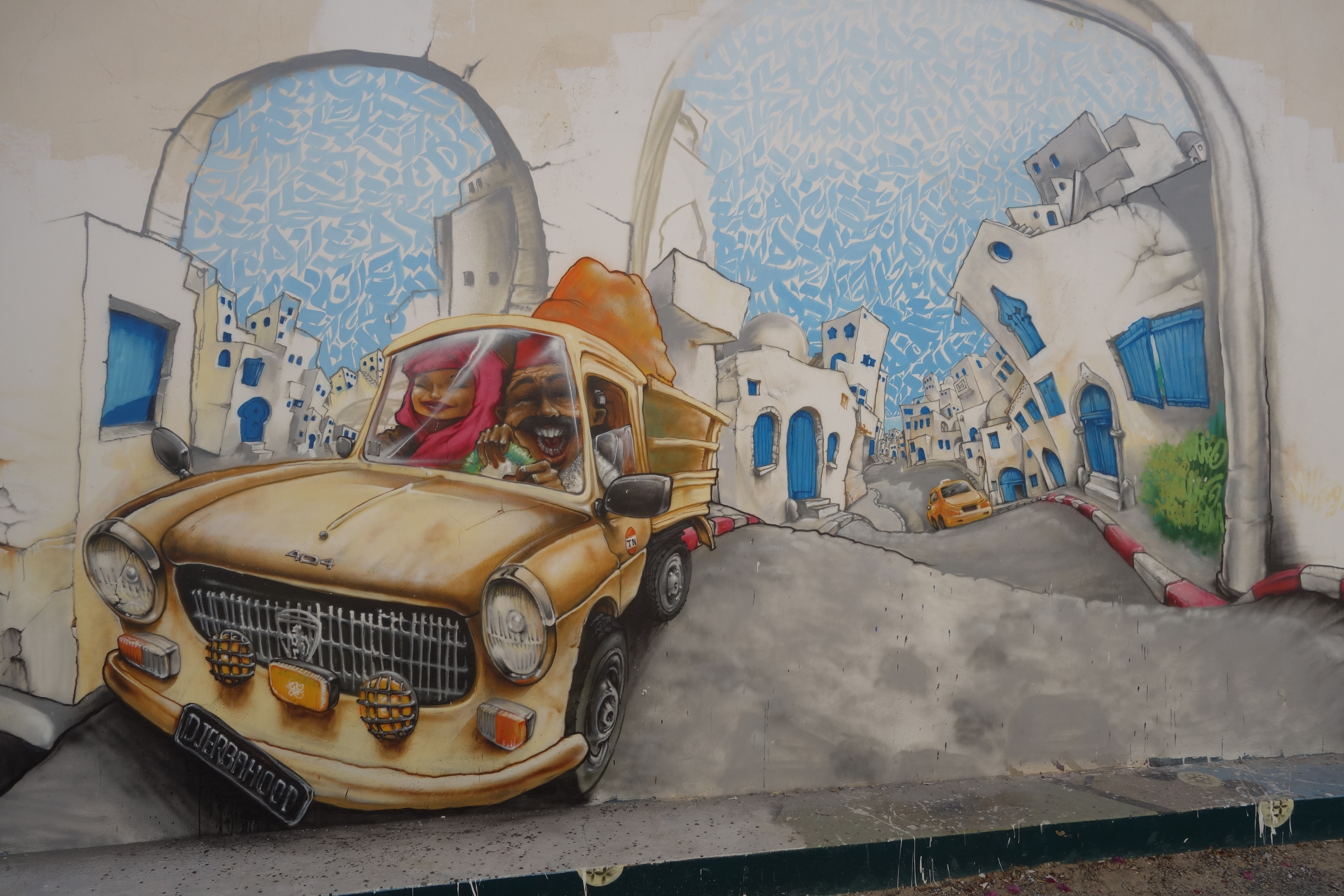
Représentation d'une Peugeot 404.
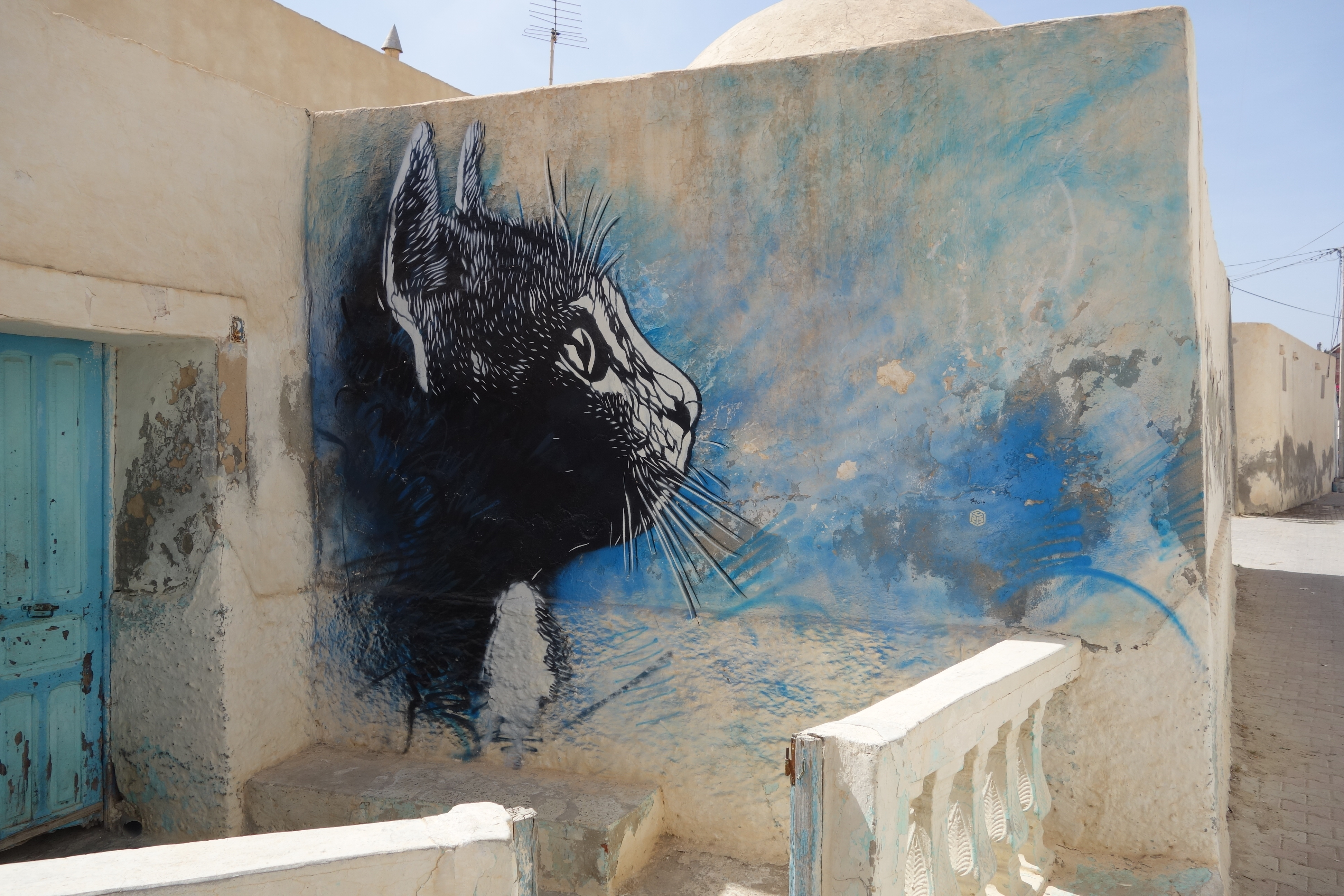
Profil d'un chat.
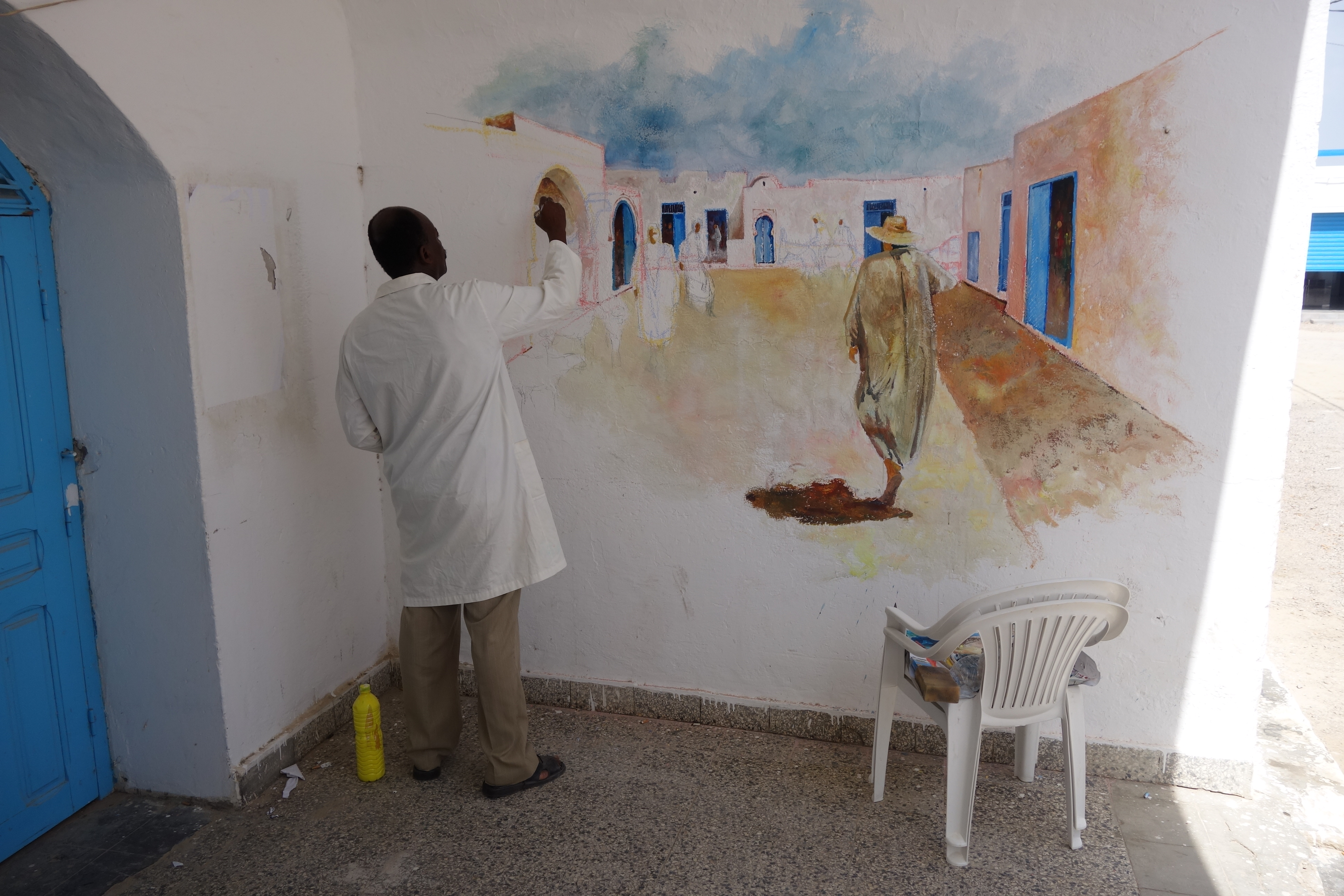
Artiste réalisant une fresque.

## Économie
L'économie de Djerba est traditionnellement « mixte, fondée sur la complémentarité des ressources du sol, de la mer et de l'artisanat [...] l'agriculteur peut être pêcheur ou artisan une partie de l'année » voire de la journée tout en étant commerçant. Toutefois, le Djerbien est avant tout un commerçant prêt à quitter son île natale pour mener son activité commerciale. En effet, dès les années 1940, seuls 4 % de l'ensemble des négociants djerbiens sont installés sur l'île. René Stablo indique que parmi les « 6 444 musulmans se livrant au commerce, 6 198, soit 96 %, tiennent boutique dans le bassin méditerranéen depuis le littoral atlantique jusqu'aux rives du Bosphore [...] Ils sont épiciers, merciers, marchands de tissus, de couvertures, de chéchias, de poteries, cafetiers, coiffeurs, etc. ». En 1961, on a estimé à 1 067 412 dinars tunisiens l'apport des Djerbiens vivant hors de l'île, soit 42 % de l'ensemble de la valeur des productions et services djerbiens, l'agriculture en représentant 17 %. En 1998, on situe l'apport des Djerbiens vivant à l'étranger entre 20 et 25 millions de dinars par an alors que les ressources dérivées de l'agriculture ne représentent plus qu'entre 2 et 4 % des ressources globales de l'île, celles des activités touristiques se montant à 20 fois plus.

### Tourisme

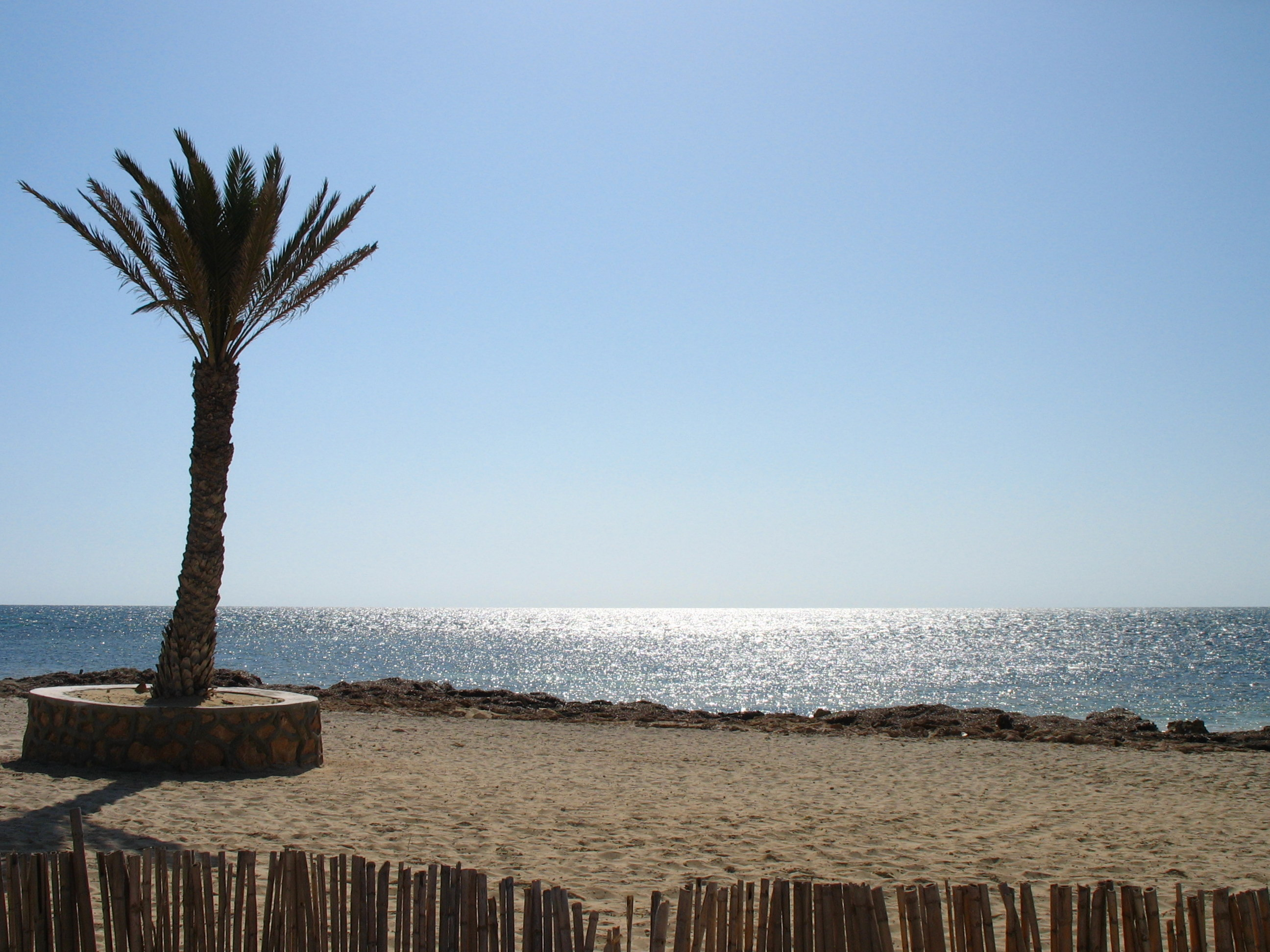
Plage d'un hôtel djerbien.

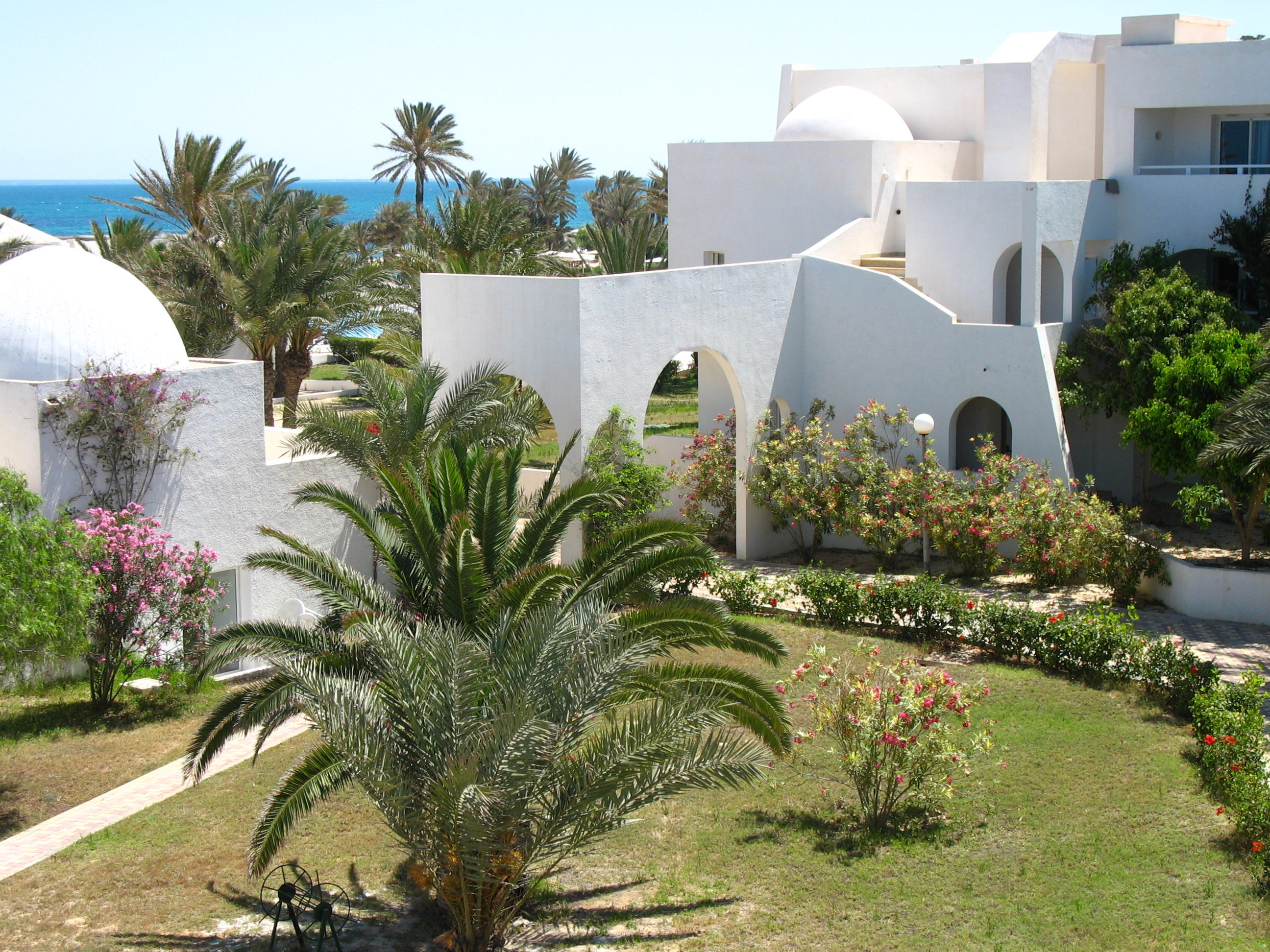
Hôtel djerbien.

Djerba dispose d'une vingtaine de kilomètres de plages sablonneuses, situées surtout à l'extrémité orientale de l'île, qui ont poussé Gustave Flaubert à la surnommer « l'île aux Sables d'Or ». Les plus belles se trouvent au nord-est (Sidi Hacchani, Sidi Mahrez et Sidi Bakkour), à l'est (entre Sidi Garrous et Aghir), au sud (près de Guellala) et à l'ouest (Sidi Jmour). Jusqu'au début des années 1950, elles ne sont fréquentées que durant les visites (ziarra) que les habitants rendent aux marabouts. Toutefois, avec l'arrivée du Club Med en 1954 et le développement du tourisme dès les années 1960 (construction du premier hôtel important en 1961), ces plages sont de plus en plus fréquentées. L'État tunisien est alors l'acteur principal par ses investissements comme par les avantages fiscaux et financiers consentis aux établissements touristiques qui sont pour la plupart construits sur la côte orientale de l'île.
Vers 1975, l'activité touristique prend des proportions insoupçonnables à l'origine et, dans les années 1980, le tourisme prend véritablement son essor pour devenir la principale activité économique de l'île. Les espaces permettent la construction de grandes unités hôtelières dont le taux d'occupation moyen atteint 68 % en 1999, plaçant Djerba en seconde position parmi les sites touristiques tunisiens.
En 2009, le parc hôtelier offre 49 147 lits pour neuf millions de nuitées (8 300 lits en 1975, 14 409 en 1987 et 39 000 en 2002), répartis dans 135 hôtels (contre 48 en 1987) ; le taux de fidélité des clients (ceux qui y séjournent à plusieurs reprises) avoisine 45 %. Le secteur emploie quelque 76 000 personnes, soit trois fois plus qu'en 1987, même si le nombre d'emplois directs ne correspond qu'à quelque 15 000 postes de travail souvent précaires car saisonniers.
En 2005, la zone touristique s'étend sur plus de vingt kilomètres entre Aghir au sud et Houmt Souk au nord. Néanmoins, un grand nombre de lits n'est utilisé que durant l'été et les prix trop bas induits par la concurrence ne permettant pas une bonne maintenance, le parc hôtelier vieillit, entraînant un tassement de la clientèle. Pour maintenir et développer l'activité, les acteurs locaux sont favorables à un enrichissement de l'offre par la création d'activités nouvelles (terrain de golf, casino, musée, thalassothérapie ou encore parc d'attractions). Parmi les activités disponibles figurent le tennis ainsi que d'autres sports, tandis que plusieurs stations nautiques proposent ski nautique, motomarine, parachute ascensionnel ou simple pédalo. Un bowling a ouvert ses portes non loin du terrain de golf.
Par ailleurs, une marina est en cours de construction et permettra aux bateaux de plaisance d'y stationner sans difficulté. La présence de l'aéroport international de Djerba-Zarzis et d'infrastructures routières, contribue à faire de Djerba un centre touristique important, générateur de croissance économique pour la région.

### Agriculture
L'économie de l'île repose également sur l'agriculture et son climat permet la culture de nombreux oliviers, dont les familles d'agriculteurs récoltent les fruits en automne, de grenadiers, de palmiers-dattiers, de figuiers, de pommiers, d'amandiers, de figuiers de Barbarie aux fruits épineux, qui bordent routes et champs, de la vigne, de légumes et de certaines céréales. Les revenus des palmiers et des oliviers représentent à eux seuls 64 % du total des productions agricoles. On recense en 1963, 497 000 oliviers, alors qu'il n'y en avait que 394 500 en 1929, mais aussi 52 000 oliviers sauvages ou zabbous qui, devenus à la mode, commencent à être arrachés pour être transplantés hors de l'île ; on trouve cependant encore des oliviers millénaires à Djerba.
Au sein du menzel, la famille a en général un ou deux chiens de garde, un ou plusieurs chats qui se chargent de protéger le grenier contre les souris, quelques poules pour les œufs et la viande et quelques chèvres et moutons pour le lait, le petit-lait (l'ban), le lait caillé (rayeb), le fromage (rigouta et jebna), la viande, la laine ou les peaux. Elle possède aussi un âne ou un mulet et éventuellement une charrette ainsi qu'un chameau pour le travail de la terre (labour et irrigation) et le transport des biens et des personnes.

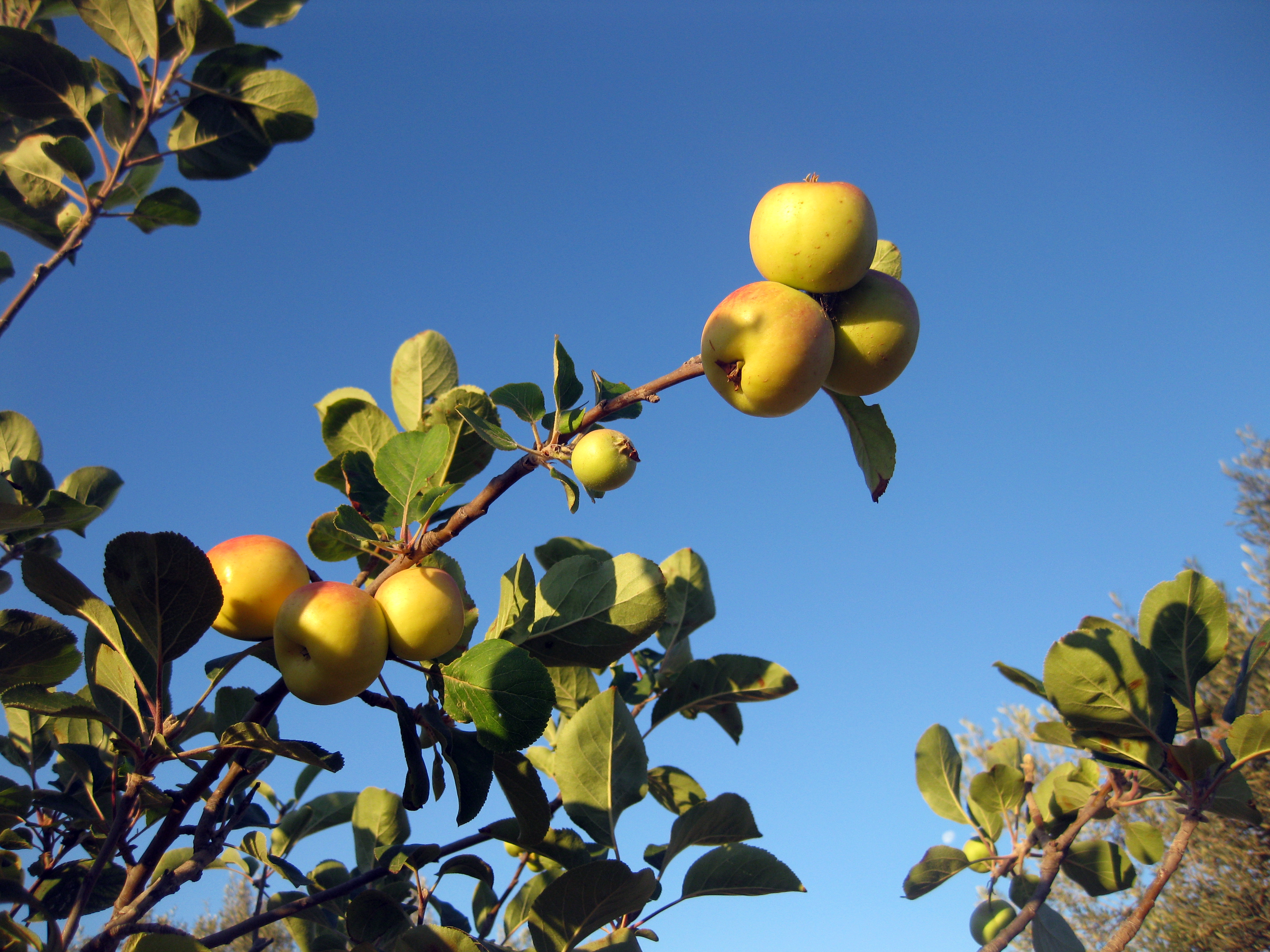
Pommier de Mezraya, connu pour son fort parfum.

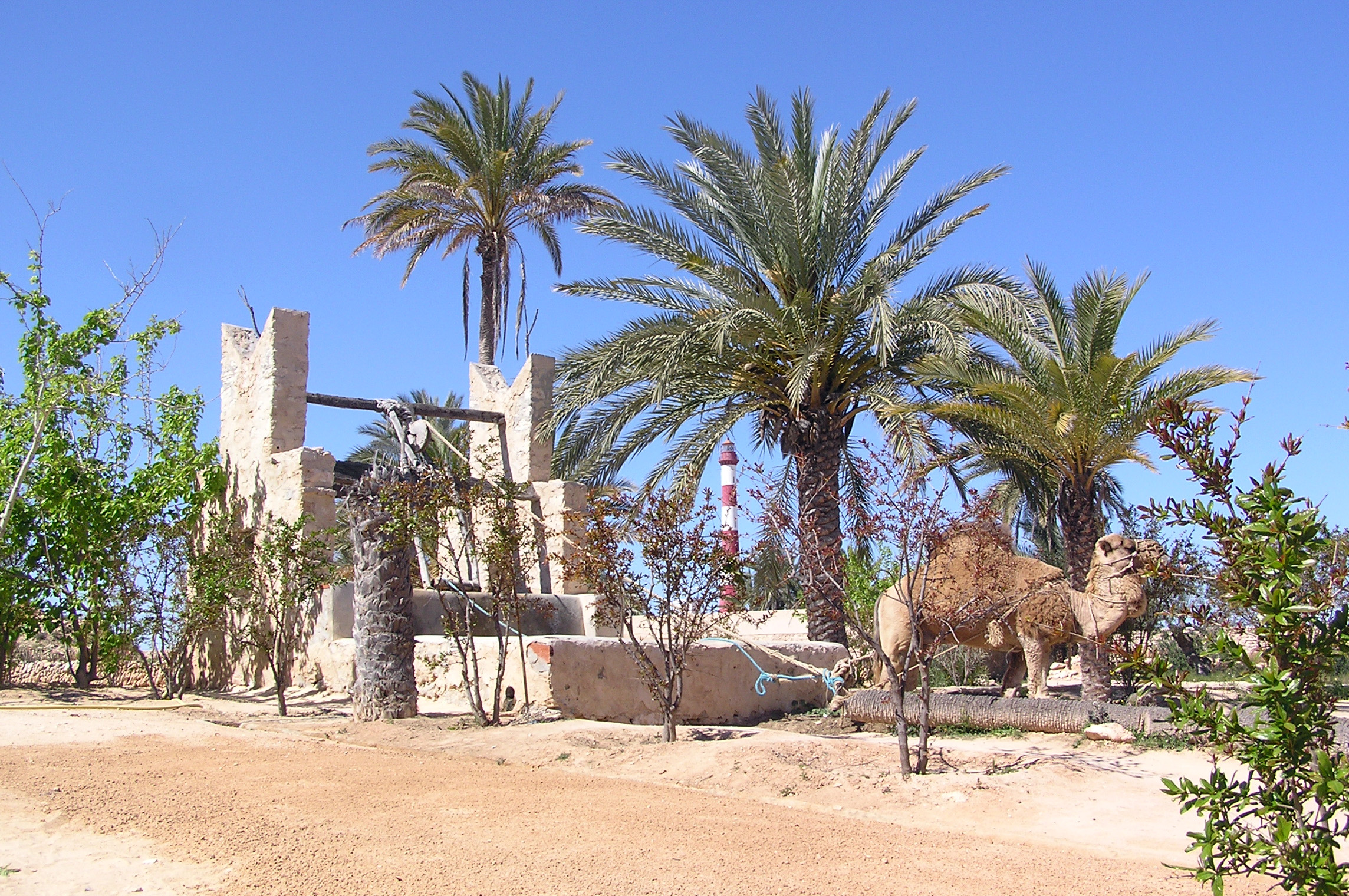
Puits actionné par un dromadaire.

S'il en a les moyens, le Djerbien possède une senia, verger d'arbres fruitiers irrigué et clôturé mais ne comportant pas en général d'habitation. Le plus souvent cependant, il possède un jnan, verger non irrigué, un potager et un champ pour produire ses propres céréales (blé dans les zones d'eau douce, orge, sorgho et lentilles sur le reste de l'île). Un autre type d'exploitation agricole est la frawa, plantée d'oliviers. Avant les années 1960, le Djerbien vivait souvent en autarcie presque totale et n'achetait au marché que le minimum nécessaire : sel, sucre, thé et café, certaines épices et quelques autres articles.
Pour l'irrigation traditionnelle, c'est la canalisation dite seguia qui est utilisée : l'eau est déversée dans un grand bassin par un delou (outre en cuir) qui plonge dans le puits au moyen d'une corde tirée le plus souvent par un chameau, la course en pente de l'animal correspondant à la profondeur du puits ; le champ est divisé en petits carrés (jadouel) délimités par des talus de sable (sarout) ; de petites ouvertures y sont pratiquées pour laisser passer l'eau ruisselant de la seguia. Une fois le jadouel plein d'eau, l'ouverture est refermée et l'eau dirigée vers le jadouel suivant.
L'eau souterraine est le plus souvent saumâtre et ne permet que certaines cultures (orge, sorgho et lentilles) et la fertilité des champs dépend aussi bien de l'ardeur au travail du propriétaire et de sa famille que de la qualité (niveau de salinité) des eaux d'irrigation. Les champs sont le plus souvent délimités à l'extérieur par de hautes levées de terre appelées tabia, surmontées de cactus ou de figuier de Barbarie, voire d'agave ou d'aloès. Elles servent certes à abriter les menzels des regards mais surtout à protéger les enclos contre l'érosion éolienne.
Vers 1940, on comptait à Djerba 520 000 palmiers, 375 000 oliviers, 160 000 arbres fruitiers divers (pommiers, poiriers, figuiers, pêchers, orangers, citronniers, abricotiers, grenadiers, amandiers, etc.) et 650 000 pieds de vigne. Il n'existait pas de vrai pâturage et l'élevage était assez réduit. En 1938, 31 % de la population adulte vivait des activités agricoles, proportion tombée à 25 % en 1956 puis à 17 % en 1962. Ce taux est encore plus bas de nos jours. La culture sous serres en plastique et l'arrosage au goutte-à-goutte ont fait leur apparition de même que l'élevage de vaches laitières (près de 500 en 1998).

### Pêche

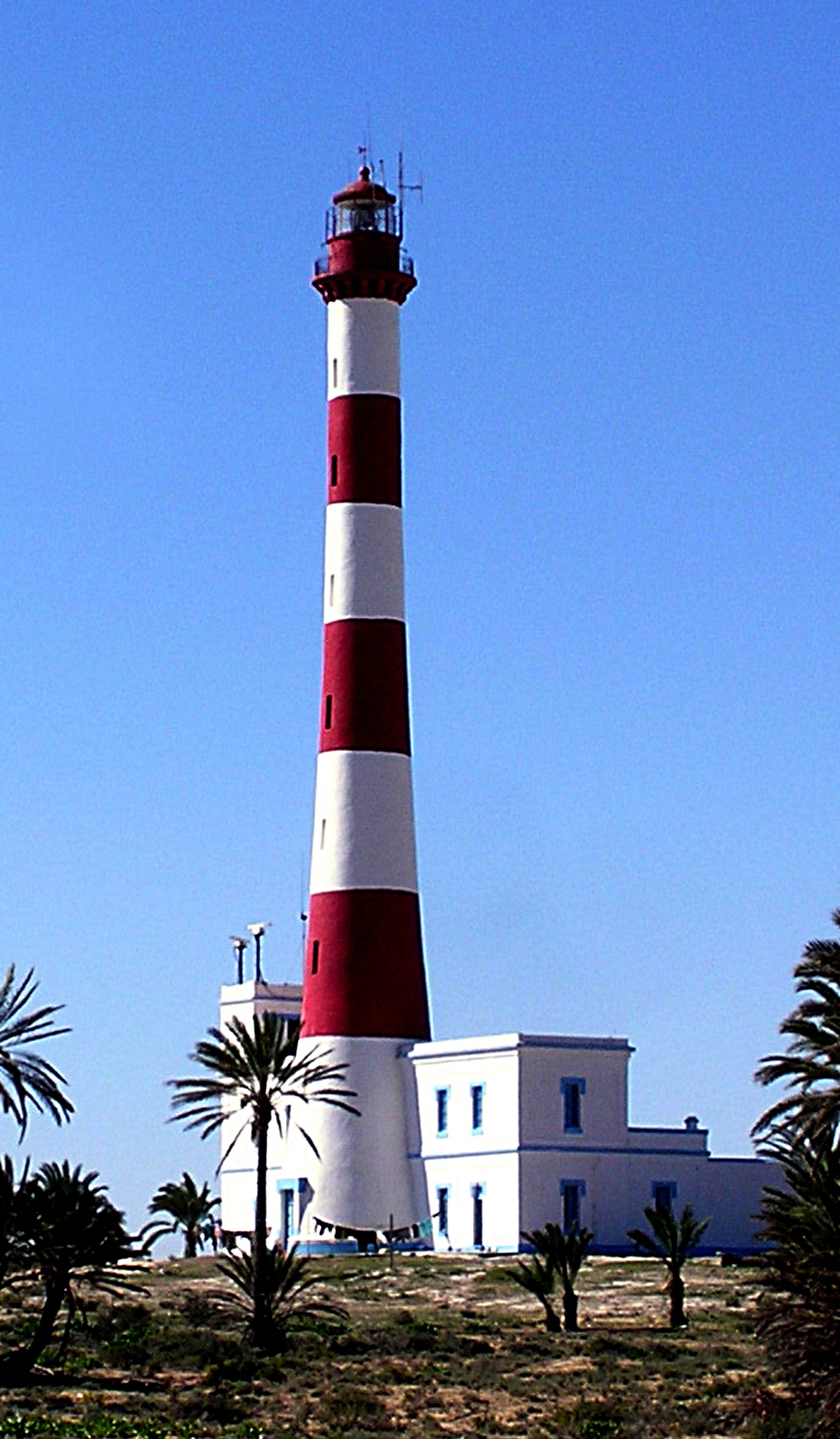
Phare de Taguermess.

Djerba compte plusieurs petits ports de pêche dont ceux de Houmt Souk, Ajim autrefois célèbre pour sa pêche d'éponges — des pêcheurs grecs d'éponges y étaient arrivés vers 1890 en provenance de l'île grecque de Kalymnos —, Aghir, Lalla Hadria et El Kantara. La pêche djerbienne — sautades de mulets et pêche à la gargoulette (amphore) de poulpes — profite d'eaux parmi les plus poissonneuses de la mer Méditerranée.
Traditionnellement, les femmes de Djerba peuvent pratiquer l'agriculture et l'artisanat mais contrairement à celles des îles Kerkennah, elles ne participent jamais à la pêche qui est une spécialité des habitants ibadites de certains villages, d'Ajim à Sedouikech. Une méthode assez particulière, la zriba ou charfia (pêcherie fixe), est très pratiquée et il est commun de voir dans la mer, au nord et à l'ouest de l'île, des haies ou des cloisons de palmes enfoncées dans la vase des hauts fonds pour arrêter le poisson et le diriger vers les nasses. En 1938, environ 1 300 hommes (à peu près 10 % de la population adulte masculine) vivaient de la pêche en utilisant près de 600 barques et 130 pêcheries fixes. En 1964, le nombre des barques était descendu à 507 unités et celui des pêcheries fixes à 85, pour 1 274 pêcheurs, alors qu'en 1998, pour une quinzaine de pêcheries fixes, le nombre de pêcheurs s'établit à environ 2 470 personnes, soit une réduction sensible de leur part dans la population active si l'on considère l'accroissement démographique durant la période. Si 4 378 tonnes de poisson ont été commercialisées en 1981, cette vente est tombée à environ 3 000 tonnes en 1993. Les embarcations les plus fréquentes sont les loudes, à la blanche voilure grecque, utilisées pour la pêche du poisson, les kamakis à voile latine de couleur rouge tirant sur l'orangé, la vergue fixée obliquement en son milieu à l'extrémité du mât unique et court, étant réservées aux pêcheurs d'éponge. Toutefois des chalutiers ont fait leur apparition dans les hauts-fonds.
Afin d'assurer la sécurité des navires, plusieurs phares s'élèvent le long des côtes de Djerba, dont le plus haut de l'île (et de l'Afrique du Nord) est une tour de 54 mètres construite sur une formation rocheuse haute de 20 mètres. Situé à Taguermess, sur la côte nord-est de l'île, il surplombe une sebkha alimentée en eau de mer lors de la marée haute. Construit vers 1885, il possède un sémaphore d'une portée de 32 milles marins.
Un deuxième phare, le premier installé sur Djerba, est celui de Borj Jilij, à la pointe nord-ouest de l'île, non loin de l'aéroport ; il est inauguré vers la fin du XVIe siècle à l'emplacement d'un ancien fortin dénommé par les Espagnols Tour de Valgarnera. Un troisième phare se trouve à Aghir sur la côte sud-est. Il en existe plusieurs autres, dont ceux des ports d'Ajim et de Houmt Souk.

### Artisanat
L'artisanat, en particulier le travail de la laine, du lavage au cardage en passant par le filage et le tissage, a depuis des générations joué un rôle primordial dans la vie économique et sociale de l'île et constitué une source de revenus importante pour les Djerbiens des deux sexes. L'architecture des ateliers de tissage est typique de Djerba : semi-enterrés afin de préserver l'humidité ainsi qu'une certaine température, ils se signalent par leur fronton triangulaire. On comptait en 1873 428 ateliers et 2 524 tisserands, ce dernier nombre tombant à environ 1 600 en 1955 et 1 299 en 1963. S'y ajoutent les laveuses, cardeuses et fileuses de laine (en principe toujours des femmes) ainsi que les teinturiers dont l'activité dans l'île remonte à l'époque punique. La couverture djerbienne appelée farracha ou farrachia était célèbre et recherchée. L'activité de tissage des houlis en coton, laine ou soie naturelle ainsi que des kadrouns, k'baia, kachabia, wazras et burnous (habits masculins en laine) joue également un rôle important.

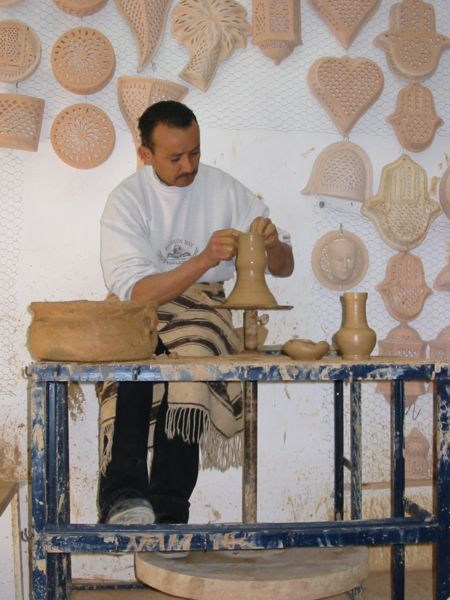
Potier de Guellala au travail.

La poterie de Guellala remonte au moins à l'époque romaine. Ses productions sont principalement utilitaires mais peuvent aussi être décoratives. Parlant des potiers, Georges Duhamel écrit dans les années 1920 : 

« J'ai cherché des poètes. J'ai trouvé des potiers. Nul métier ne fait mieux penser à Dieu, à Dieu qui forma l'homme du limon de la terre [...] Sur tous les chemins de Djerba, entre les remblais sablonneux, crêtés de petits agaves pourpres, circulent des chameaux, portant un faix énorme et vain : la grosse grappe de jarres sonores... »

La bijouterie (or et argent) reste aussi une activité lucrative importante. Les bijoutiers de Houmt Souk excellent ainsi dans la production de bijoux en argent émaillé ou à filigrane d'or. La vannerie — dont la matière première est constituée des jeunes feuilles de palmiers — était également une source de revenu importante, en particulier pour les personnes âgées. Aujourd'hui, les sacs, couffins (koffa) et chapeaux (appelés m'dhalla ou dhallala selon les villages) restent des articles vendus aussi bien aux habitants de l'île qu'aux touristes. Les artisans confectionnent aussi les cordages et les nasses des pêcheurs. La natterie (tissage du jonc) est également une activité présente sur l'île, surtout dans la localité de Fatou, non loin de Houmt Souk. La broderie, pratiquée presque exclusivement par des femmes, et en particulier celle des habits traditionnels, fait vivre encore de nos jours un nombre important de familles.
L'artisanat a pris des formes diverses et a connu un essor considérable avec le développement du tourisme, en particulier dans la fabrication des tapis.

## Infrastructure

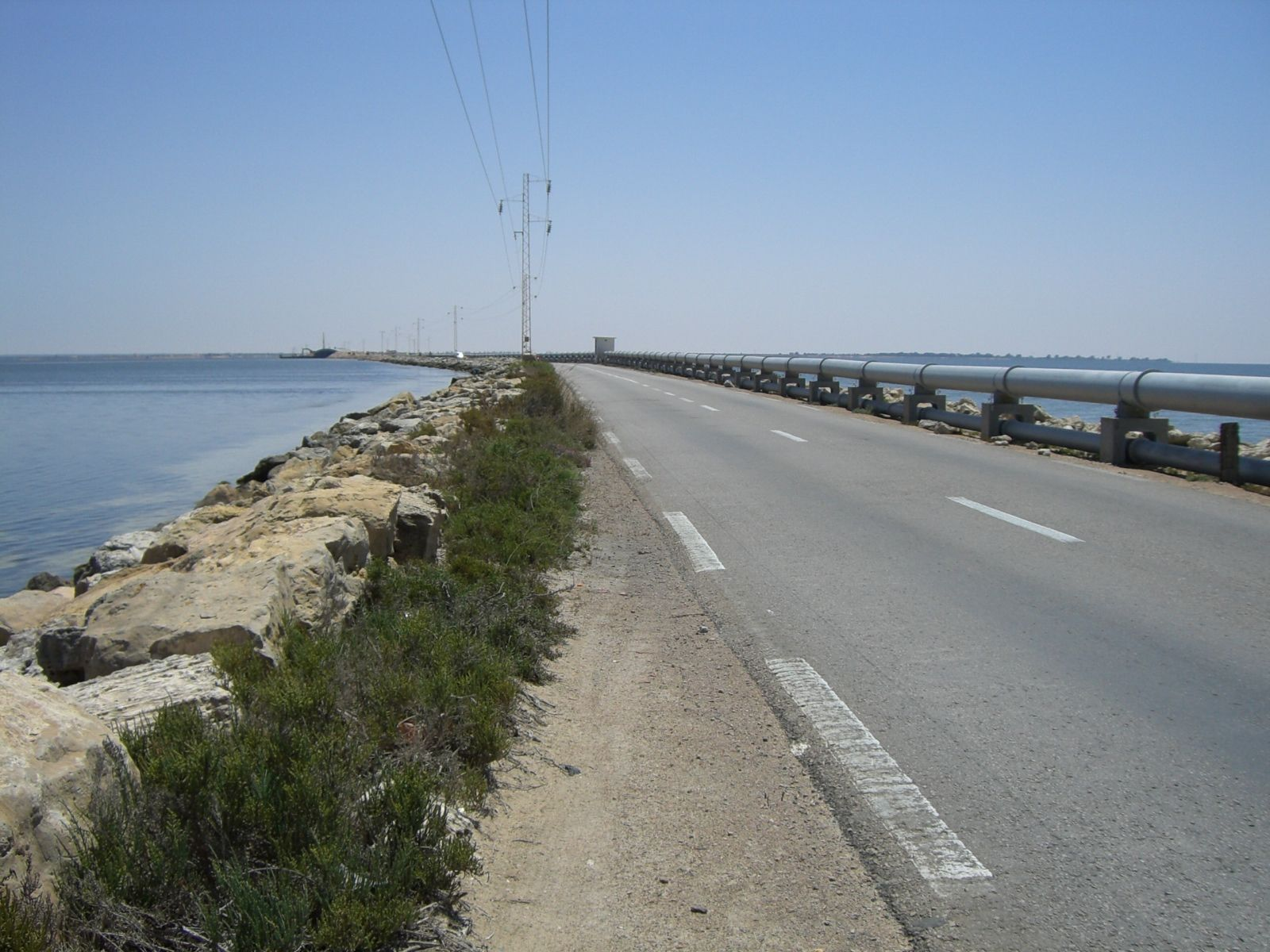
Chaussée romaine bitumée reliant Djerba au continent.

L'île est reliée du côté sud au continent par un pont de 7,5 kilomètres de long et d'environ 10 mètres de large. Son tracé, qui remonterait à la fin du IIIe siècle av. J.-C., serait l'œuvre des Carthaginois. L'ouvrage est modifié par les Romains qui l'appellent pons zita et le percent à certains endroits pour y installer des foulons. Le pont (en arabe El Kantara, qui est également le nom actuel de la localité où débute la chaussée) est submergé par la mer puis en grande partie détruit vers 1551, lors des conflits entre Dragut et les Espagnols.
Au cours des siècles, un gué appelé Trik Ejjmaal (route des dromadaires) est établi près des ruines de la chaussée romaine et sert au passage des chameliers. C'est sur son emplacement qu'a été construite en 1951, puis améliorée en 1959 et à plusieurs reprises par la suite, la route qui rattache l'île au continent africain. Cette voie, goudronnée pour la première fois sous le protectorat français, permet également d'acheminer de l'eau douce. En effet l'île ne possède que de rares sources, principalement localisées à Mahboubine (où l'eau est pompée à 80 mètres de profondeur), Oued Ezz'bib et Oualegh. Les deux pipelines qui parcourent la voie assurent ainsi un approvisionnement sans lequel le tourisme serait impensable. Une autre liaison avec le continent est assurée à partir d'Ajim, au sud-ouest de l'île, par des bacs qui mènent au village de Jorf en une quinzaine de minutes.
Plusieurs routes goudronnées sillonnent l'île, dont une voie rapide menant à l'aéroport, construite dans les années 2000. Le réseau de transports publics est plutôt limité et, en l'absence de véhicule personnel, le taxi reste le meilleur moyen de locomotion. Il est également possible de louer des vélos et des vélomoteurs, pratiques sur des distances limitées mais parfois dangereux compte tenu de l'étroitesse de la plupart des routes.

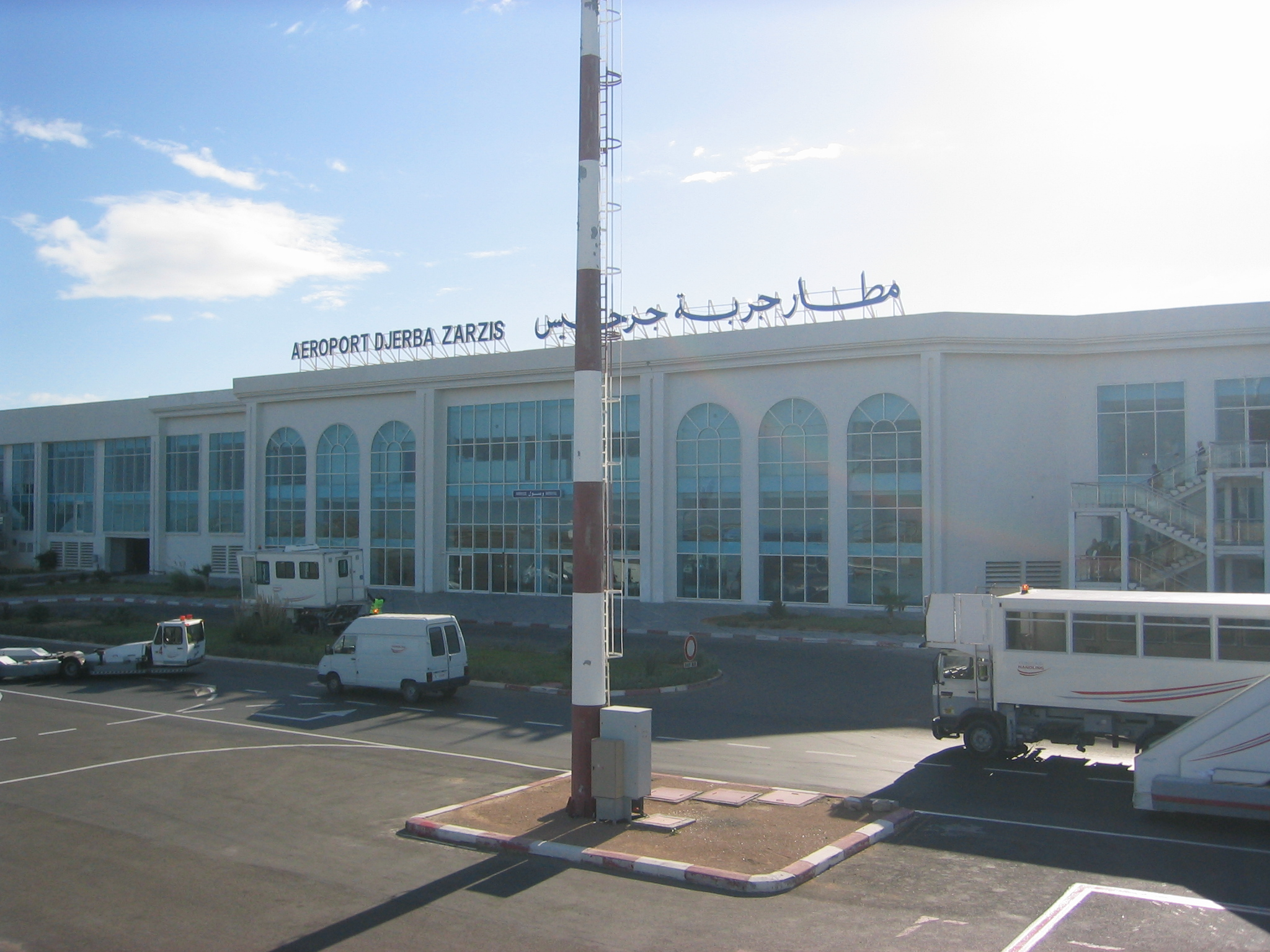
Aérogare de l'aéroport.

Un aéroport international relie l'île aux autres aéroports du pays et à la majorité des grandes destinations aériennes d'Europe et du Moyen-Orient. Cette infrastructure, ébauchée dans les années 1950 à la pointe nord-ouest de l'île à Mellita, est agrandie en 1972, en vue de la mise en service d'une nouvelle gare de fret en 1986, et voit sa capacité doubler en 1992.
À côté des hôpitaux publics, plusieurs cliniques privées ont été construites au cours des années 1990 et les établissements scolaires se sont multipliés. Un théâtre en plein air, construit en 2004 à Houmt Souk, abrite les grandes manifestations culturelles comme celles du Festival international Djerba Ulysse. Il existe plusieurs stades de football, dont ceux de Houmt Souk, de Midoun et d'Ajim qui accueillent respectivement l'Association sportive de Djerba, l'Espoir sportif de Jerba Midoun et l'Union sportive de Djerba-Ajim. Djerba dispose également d'un terrain de golf situé non loin du complexe hôtelier Dar Djerba et du phare de Taguermess.